# Historia de Hungría

Escudo de armas de Hungría.

Hungría en sus fronteras modernas (posteriores a 1946) corresponde aproximadamente a la gran llanura húngara (la cuenca panónica). Durante la Edad del Hierro, fue la encrucijada de las esferas culturales de las tribus celtas (como escordiscos, boii y vénetos), las tribus dálmatas (como los dálmatas, histres y liburnios) y las tribus germánicas (como los lugii y marcomanos).
El nombre de Panonia corresponde a una de las provincias del Imperio romano, si bien solo la parte occidental del territorio (la llamada Transdanubia) de la Hungría moderna formaba parte de la antigua provincia romana de Panonia. Los panonios eran una tribu de etnia iliria. El control romano cesó con las invasiones húnicas de 370-410 y Panonia fue parte del Reino ostrogodo desde finales del siglo V hasta mediados del VI; luego, del kaganato ávaro (siglos VI al IX). La invasión magiar tuvo lugar durante el siglo IX.
Los magiares fueron cristianizados a fines del siglo X. El reino cristiano de Hungría se estableció en el año 1000 d. C.; lo rigió la Casa de Árpád durante los siguientes tres siglos.
Hungría se expandió más allá de Panonia, hasta la costa del Adriático en los primeros tres siglos de existencia. En 1241, durante el reinado de Béla IV, la invadieron los mongoles de Batu Kan. Los húngaros, superados en número, fueron derrotados decisivamente en la batalla de Mohi. El rey Béla huyó al Sacro Imperio Romano Germánico y dejó a la población húngara a merced de los mongoles. Más de quinientos mil húngaros perecieron y el reino sufrió graves estragos.
Después de la extinción de la dinastía de Árpád en 1301, el reino medieval tardío persistió, aunque ya no bajo monarcas húngaros, y se redujo gradualmente debido a la creciente presión por la expansión del Imperio otomano. Hungría sufrió la peor parte de las guerras otomanas en Europa durante el siglo XV. El apogeo del conflicto con el imperio se alcanzó durante el reinado de Matias Corvino (r. 1458-1490). Las guerras otomano-húngaras concluyeron con una pérdida significativa de territorio y la partición del reino después de la batalla de Mohács de 1526.
La defensa contra la expansión otomana se trasladó a la Austria de los Habsburgo. El reino húngaro restante quedó bajo el dominio de los emperadores alemanes. El territorio otomano pasó a poder de los Habsburgo con la conclusión de la Gran Guerra Turca, que a partir de entonces  reinaron en todo el territorio del antiguo reino medieval. Tras los levantamientos nacionalistas de 1848, el Compromiso austrohúngaro de 1867 elevó la importancia de Hungría mediante la creación de una monarquía dual. El territorio englobado en el Archiregnum Hungaricum de los Habsburgo era mucho mayor que la Hungría moderna. El acuerdo croata-húngaro de 1868 fijó la situación política del Reino de Croacia-Eslavonia en el seno de las Tierras de la Corona de San Esteban.
Tras su derrota en la Primera Guerra Mundial, los movimientos nacionalistas obligaron a disolver la monarquía de los Habsburgo. Los tratados de Saint-Germain-en-Laye y de Trianon privaron a la nueva Hungría de alrededor del 72 % del territorio del antiguo reino, que se repartieron Checoslovaquia, Rumanía, el Reino de los serbios, croatas y eslovenos, Austria, Polonia e Italia. Antes, tras la disolución efectiva del imperio, se había proclamado una República Popular de corta duración, a la que siguió, una breve república soviética, eliminada por los rumanos. La retirada rumana del este del país permitió la restauración de la monarquía, si bien el reino fue gobernado por un regente, Miklós Horthy, hasta 1944. Los intentos del exemperador Carlos por recobrar el poder fracasaron. Horthy ostentó el poder hasta 1944. Hungría recuperó parte de los territorios perdidos en la anterior guerra mundial entre 1938 y 1941, merced a la intervención de las potencias del Eje, con las que se alió en noviembre de 1940. Luego, habiendo entrado ya en guerra en abril de 1941, fue ocupada por Alemania en 1944. La Unión Soviética ocupó el territorio durante los últimos meses de la contienda. Después de la Segunda Guerra Mundial, la Segunda República Húngara se estableció dentro de las fronteras actuales de Hungría como República Popular socialista, que duró desde 1949 hasta el fin del comunismo en 1989. En octubre de 1989, se estableció la Tercera República de Hungría en virtud de una versión enmendada de la Constitución de 1949; otra se promulgó en 2011. Hungría se integró en la Unión Europea en 2004.

## Historia temprana
La historia de Hungría antes de la conquista húngara abarca el período anterior a la conquista magiar (húngara) en el siglo IX de los territorios que se convertirían en el Principado de Hungría y luego en el dominio del reino de Hungría.
La cuenca panónica, relativamente cálida y fértil, fue objeto de asentamientos desde hace unos 500 000 años. Los primeros restos conocidos pertenecen al Homo heidelbergensis en el Paleolítico Medio, con el descubrimiento del fósil Samu datado hace 300.000 años. Hay escasa o inexistente evidencia de presencia humana hasta los neandertales hace unos 100 000 años. Los humanos anatómicamente modernos llegaron a la cuenca de los Cárpatos antes del 30000 a. C. y pertenecían a la cultura auriñaciense. Algunas fuentes también distinguen una cultura muy local, la cultura de Szeleta, pero esta afirmación es discutida. El desarrollo en el Paleolítico es similar al del resto de Europa y los hallazgos tanto de la cultura auriñaciense como de la subsiguiente cultura Gravetiense (cazadores de mamuts) se pueden encontrar hasta Francia y España. Los sitios mesolíticos son raros, pero comienzan a aparecer después de estudios sistemáticos, especialmente en el área de Jászság, en el norte de Hungría (Jászberény I). El asentamiento neolítico comienza con la cultura de Starčevo-Körös-Criş, datada por carbono alrededor del 6200 a. C. El Neolítico Medio ve la cultura de la cerámica de bandas occidental en Transdanubia y Satu-Mare (Szatmar) y la cerámica lineal oriental (llamada "cerámica lineal Alföld" en Hungría) en el este. El resto de la Edad de Piedra está marcado por evidencias arqueológicas mínimas o aún no procesadas, con la excepción de la cultura de la cerámica de bandas, la «civilización tipo jardín» que introdujo la agricultura en la cuenca de los Cárpatos.
Durante las Edades del Cobre y del Bronce, tres grupos significativos fueron las culturas de Baden, Makó y Ottomány (no confundir con los turcos otomanos). La mayor mejora fue obviamente la metalurgia, pero la cultura de Baden también provocó la cremación e incluso floreció el comercio a larga distancia con áreas remotas como el Báltico o Irán durante los períodos Makó y Ottomány. Los cambios turbulentos durante la Edad del Bronce tardía dieron fin a la civilización nativa, relativamente avanzada.
La Edad del Hierro comenzó alrededor del 800 a. C., asociada con los tipos de artefactos tracio-cimerios, que representan la superposición de las esferas culturales pre-escitas (cultura Novocherkassk) y pre-celtas (cultura de Hallstatt). La extensión de la cultura de Hallstatt por el oeste de Transdanubia es evidente desde aproximadamente el 750 a. C. Este periodo vio la inmigración masiva de nómadas indoeuropeos que se cree que eran de ascendencia del antiguo Irán. Sin embargo, a medida que pasaba el tiempo, la cuenca de los Cárpatos atrajo la inmigración desde todas las direcciones: los celtas Halstatt procedentes desde Occidente fueron los primeros y más influyentes, llegados alrededor de 750 a. C., los misteriosos sigynnae alrededor del 500 a. C., los panonios (se supone que una confederación tribal iliria que dio nombre a la futura provincia romana) y los celtas (tauriscos) en el siglo IV a. C. Los celtas escordiscos se establecieron en el sur de Transdanubia a partir del 279 a. C., después de haber sido derrotados en Delfos. Los boii alcanzaron el noreste de la cuenca de los Cárpatos en el II. La primera etnografía griega ubica a los agatirsos y sigynes en la región.
La era romana en el territorio de la actual Hungría comienza con varios ataques entre el 156 y el 70 a. C., pero su progresiva conquista fue interrumpida por el rey dacio Burebista, cuyo reino se extendía hasta la actual Eslovaquia en su mayor extensión. Sin embargo, el período de dominación dacia no duró mucho y entre el 35 y el 9 a. C. los romanos habían sometido el territorio al oeste del río Danubio. Desde entonces hasta el final del siglo IV d. C., Panonia, la parte occidental de la cuenca de los Cárpatos, fue parte del imperio, primero como subprovincia de Pannonia de la provincia de Illyricum y, finalmente, como provincia de Pannonia. Bajo el dominio romano, se fundaron muchas ciudades contemporáneas como Budapest, Győr o Sopron y florecieron la población romanizada y la cultura en su conjunto: ciudades, carreteras pavimentadas y fuentes escritas fueron parte de los avances. Los emperadores romanos en ocasiones también toleraron que otras tribus se establecieran en el territorio, como los Iazyges o los vándalos. El cristianismo se difundió durante el siglo IV d. C., cuando se convirtió en la religión del Estado. En las etapas finales romanas la cuenca carpática estuvo bajo la influencia mediterránea de la civilización grecorromana durante un breve período. Los godos se establecieron en Dacia en el siglo IV.
Después del fin del Imperio Romano Occidental en el siglo V por la presión que supuso la inmigración de las tribus germánicas y de los carpianos, el período de las grandes migraciones continuó trayendo muchos invasores a Europa central, comenzando con el Imperio huno (370-469 aproximadamente), que en 430 ya habían establecido un vasto, aunque breve, dominio en Europa centrado en la cuenca. Numerosas tribus germánicas vivían junto a ellos como godos, marcomanos, cuados o gépidos, los últimos de los cuales se mantuvieron más tiempo y cuyos pueblos se habían incorporado en el imperio huno. Los ostrogodos, que habían sido vasallos de los hunos, establecieron su propio reino tras la desintegración del dominio huno.
Otros grupos que llegaron a la cuenca de los Cárpatos durante el siglo VI fueron los gépidos, los lombardos y los eslavos. Los hérulos dominaron a los gépidos, solo para ser derrocados por otra tribu nómada importante, los ávaros que fundaron el jaganato avaro en la década del 560, un Estado que mantuvo la supremacía en la región durante más de dos siglos y cuyo gran poderío militar le permitió atacar a los Estados vecinos. Al igual que los hunos, los ávaros establecieron un imperio allí y representaron una amenaza significativa para sus vecinos, pero finalmente fueron derrotados tanto por los Estados vecinos como por las luchas internas (alrededor de 800). Sin embargo, la población avara se mantuvo bastante estable hasta la conquista húngara. Las guerras constantes y la presión externa lo acabaron debilitando. Los francos de Carlomagno derrotaron a los avaros en una serie de campañas durante la década de 790. A mediados del siglo IX, se creó una nueva marca franca: el Principado de Balaton, también conocido como Baja Panonia.
En 803 Krum se convirtió en kan de Bulgaria. El nuevo gobernante, enérgico, fijó su atención en el noroeste, donde los antiguos enemigos de Bulgaria, los ávaros, experimentaban dificultades y reveses contra los francos de Carlomagno. Los ejércitos búlgaros aniquilaron militarmente a los ávaros y destruyeron su Estado entre 804 y 806. Krum se apoderó de la parte oriental del antiguo jaganato ávaro y extendió su autoridad sobre las tribus eslavas de la zona. Bulgaria se extendió desde el Danubio medio hasta el norte de Budapest y el Dniéster, aunque no es seguro que dominase Transilvania. En 813, el Krum se apoderó de Odrin y saqueó toda la Tracia oriental. Tomó cincuenta mil cautivos, que se establecieron en territorio búlgaro al norte del Danubio.

## El Principado de Hungría

### Alta Edad Media (830-1000)

#### El principado húngaro y su viaje por Eurasia

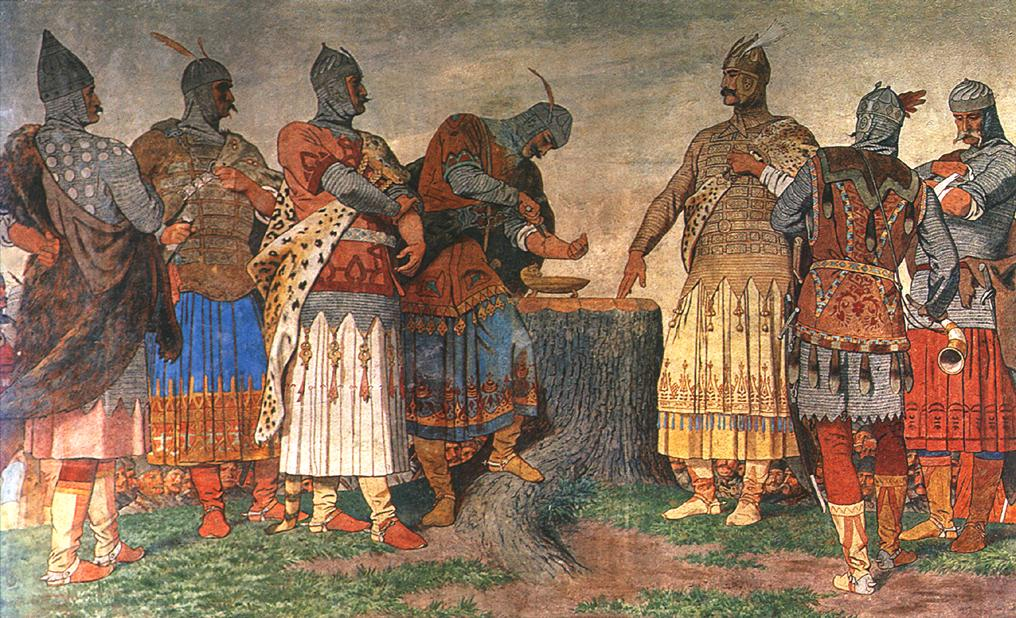
Pacto de sangre de los siete líderes tribales húngaros. Obra de Bertalan Székely.

Los magiares, conocidos como húngaros en la mayoría de los países occidentales, fueron un pueblo con características nómadas proveniente de las planicies del Asia Central, organizado en un principado, hasta su emigración hacia la Europa central a finales del siglo IX, cuando se establecieron en el territorio de la moderna Hungría. Este largo viaje y el parentesco con los hunos se ha tratado de explicar de incontables formas y en varias leyendas, como la de los hermanos Hunor y Magor.
El principado húngaro estaba compuesto por varias tribus de la misma lengua y bajo el comando de dos príncipes. Por esto precisamente recibía el nombre de Principado doble húngaro. Uno de los príncipes llevaba el título de «kende»: era el jefe religioso de los húngaros y su símbolo era el sol. El otro príncipe portaba el título de «gyula» y era el caudillo militar, cuyo símbolo era la luna. 
A comienzos del siglo IX, el principado húngaro, que ya venía avanzando desde la región de Levedia, se hallaba bajo la influencia del Gran Kanato jázaro, un Estado de etnia túrquica que estaba localizado en Eurasia, al norte del mar Negro. Una guerra civil que se libró hacia el 830 hizo que las tribus húngaras se desplazaran hacia occidente, hacia la Europa Oriental y llegaran a la región conocida como la «Tierra entre dos ríos» (en húngaro: Etelköz). Su permanencia en esta región no debió de ser muy prolongada, puesto que las acometidas pechenegas del 854 los obligaron a seguir avanzando hacia el occidente. Se cree que por entonces el kende era el príncipe Levedi y el gyula, el príncipe Álmos. 
El principado estaba compuesto originalmente por siete tribus húngaras, y antes de la llegada al territorio húngaro moderno, sus jefes Álmos, Előd, Kond, Tas, Huba, Töhötöm y Ond hicieron un pacto de sangre en el que reconocieron a todas como iguales (como una sola tribu) y a la vez totalmente supeditadas a un caudillo único: Álmos. Se piensa que, por esta época, el poder real del principado recaía en la figura del gyula. Así, Álmos, y posteriormente su hijo Árpad, serían los que conducirían al pueblo húngaro hasta la cuenca de los Cárpatos.

#### Árpad y la llegada de los húngaros a la cuenca de los Cárpatos

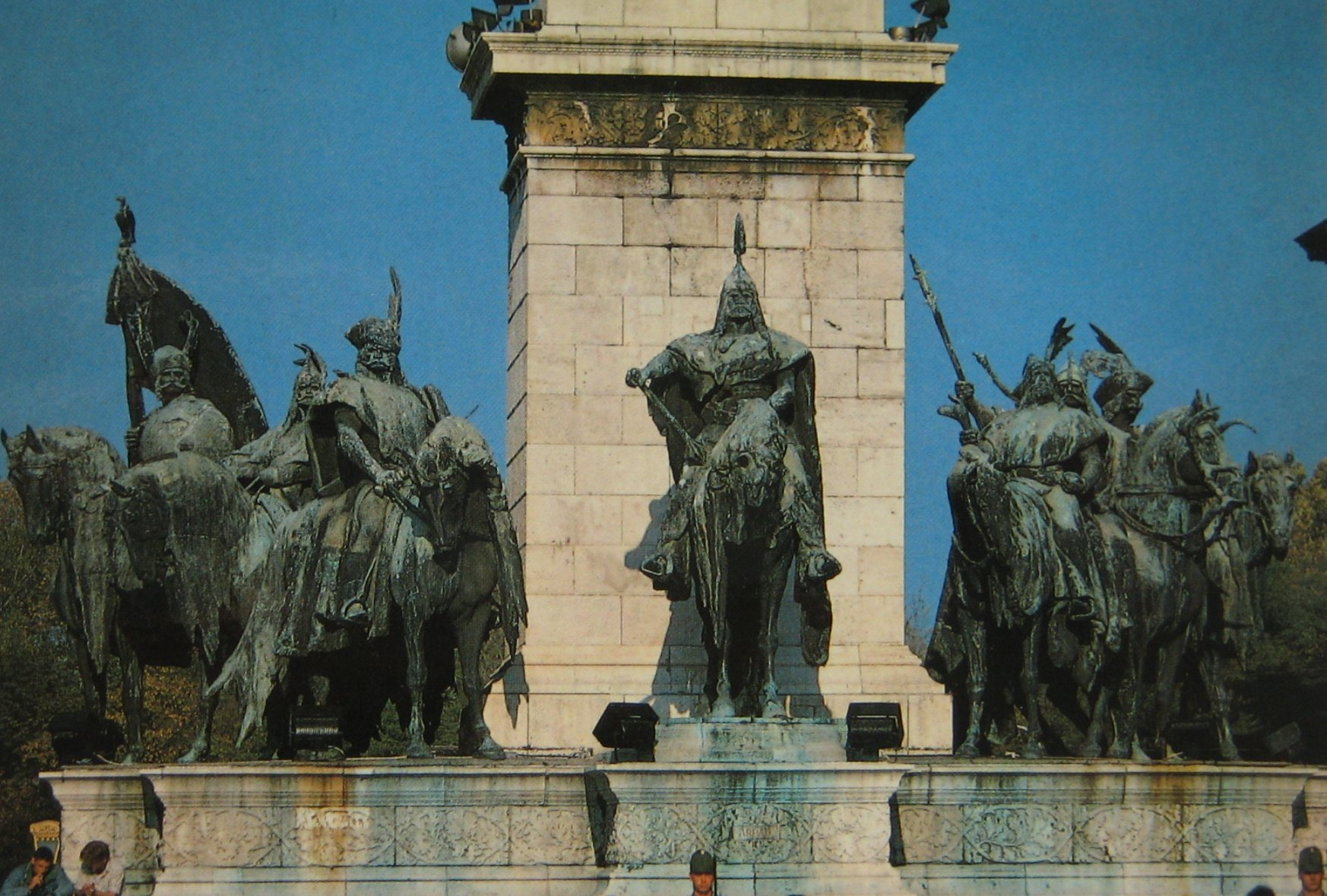
Los siete jefes tribales húngaros guiados por Árpad.

Se cree que los húngaros fueron guiados desde Asia hasta la cuenca de los Cárpatos por el príncipe Álmos, el cual en ceremonias religiosas y según la leyenda, «por su propia voluntad» había sido sacrificado para obtener futuras victorias, antes de cruzar las montañas carpáticas. Árpad, el hijo del príncipe Álmos, tomó el mando del principado y de las tribus, ordenando a las tropas húngaras que entraran en la cuenca de los Cárpatos. Estos soldados se encontraron con los dominios del príncipe moravo Svatopluk, situados en la región norte de los Cárpatos y en el territorio de la moderna Eslovaquia. En 894 se firmó una alianza entre ambos que enemistó a los magiares con los francos. Árpad envió un caballo blanco sagrado como ofrenda al príncipe moravo, y al poco tiempo murió Svatopluk, dejando problemas sucesorios entre sus hijos. En el año 895, el príncipe Árpad condujo al ejército húngaro principal a la cuenca de los Cárpatos, atravesando estas montañas por el paso de Verecke (en húngaro: Vereckei-hágó). Mientras se efectuaba el descenso entre las montañas, la retaguardia húngara fue atacada por los búlgaros del zar Simeón I (esta arremetida del zar se debió a que, un año antes, los húngaros habían ayudado al emperador bizantino en una campaña contra los búlgaros, acaudillados por los príncipes Árpad y Kurszán).
En 896 los húngaros se asentaron alrededor del río Tisza. Posteriormente, en marzo de 899, los ejércitos de Árpad invadieron Italia en alianza con el rey de Francia Oriental, Arnulfo de Carintia, y vencieron al rey Berengario de Friuli. Después de esto, Arnulfo reconoció el señorío de los húngaros sobre las tierras de Panonia. En 901 estos se establecieron el torno al Balaton; a continuación, ocuparon también parte del este de Austria y el suroeste de Eslovaquia, hasta cubrir en su totalidad la cuenca de los Cárpatos, conocida también con el nombre de cuenca panónica. En 902 las tropas húngaras atacaron el gran principado moravo y acabaron con los restos del Estado del difunto Svatopluk. Bajo el mando de Árpad comenzarían, entonces, a aventurarse por gran parte de Europa occidental: la moderna Austria, Suiza, el sur de Francia y las penínsulas itálica e ibérica.

## El Reino de Hungría

### Baja Edad Media (1000-1458)

#### Casa de Árpád (1000-1301)

##### La Hungría cristiana del rey Esteban

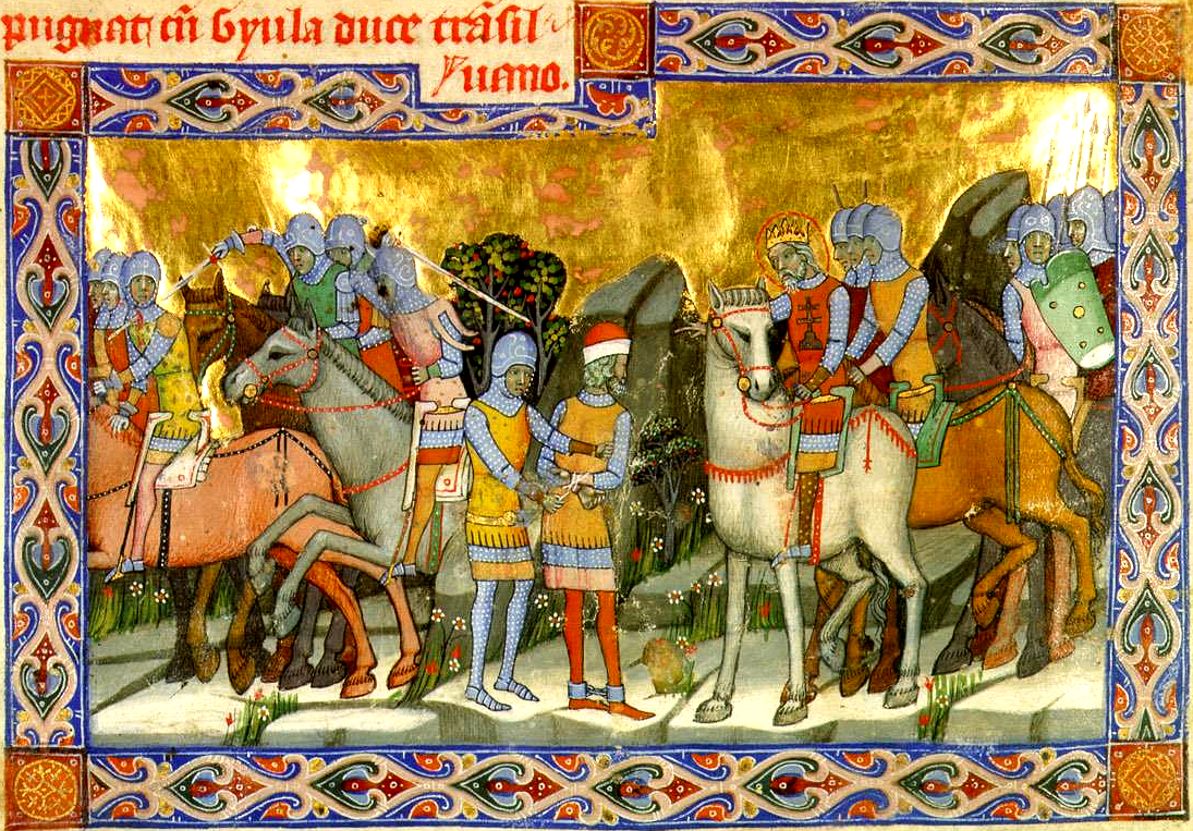
San Esteban derrota a Gyula el Joven, jefe tribal de Transilvania.

Esteban nació en la ciudad de Esztergom, la sede o capital del principado húngaro y posteriormente capital político-administrativa del Reino de Hungría. Tras la llegada de san Adalberto de Praga hacia el 993 a petición del príncipe Géza, Esteban fue bautizado y aprendió de este los ritos cristianos y latín, preparándose para el reinado de un Estado cristiano medieval. En 996 regresó nuevamente san Adalberto a suelo húngaro junto con su pupilo san Anastasio, al cual dejó encargado de la labor evangelizadora en el principado húngaro. Si bien Géza ya estaba bautizado, él como señor de todos los húngaros, practicaba ceremonias cristianas y paganas por igual, utilizando como argumento que «él era un príncipe tan grande que podía alabar a varios dioses por igual». 
El reino de Hungría fue fundado por Esteban I de Hungría, quien fue coronado en diciembre del año 1000 por san Anastasio, el cual había sido enviado a Roma a pedirle una corona y su bendición al papa Silvestre II. San Esteban era descendiente directo de Árpád e hijo del príncipe Géza, caudillo de todos los húngaros, quien murió en el 997. Puesto que en la Hungría pagana existía la costumbre del senioratus, donde el miembro de mayor edad de la familia gobernante tomaba el puesto de jefe supremo tras la muerte del anterior, Esteban tuvo que luchar con Cupan, un pariente lejano también descendiente de Árpad. Cupan exigió a la reina Sarolt, viuda de Géza, como esposa y el trono de Hungría. Esteban logró vencerlo en una larga batalla librada cerca de la ciudad de Veszprém gracias a la ayuda de tropas germánicas, que llegaron a Hungría junto con Gisela de Baviera, esposa de Esteban; la victoria en Veszprém le permitió sofocar definitivamente la Rebelión de Cupan (997). Una de las alianzas más importantes que se había gestado era la unión matrimonial de Esteban I y de Gisela de Baviera, hermana del emperador Enrique II del Sacro Imperio Romano Germánico, el último miembro varón vivo de la familia real de Otón I el Grande.
Tras vencer a Cupan, Esteban fue coronado rey de Hungría y comenzó el proceso de fundación del Estado húngaro, donde introdujo el cristianismo y fundó incontables iglesias, monasterios, claustros y basílicas a lo largo del territorio. La más relevante fue la basílica de Székesfehérvár, terminada a tiempo antes del fallecimiento del rey; podía albergar a cerca de nueve mil personas en sus naves, y fue el lugar de coronación y sepultura de los siguientes reyes húngaros hasta su destrucción a finales del siglo XVI.
Por otra parte, antes de su cristianización y sedentarización, el pueblo húngaro estaba organizado en un sistema federal de tribus, donde la figura del Gran Príncipe mandaba y representaba a todos los jefes menores. Su poder fue decayendo a mediados del siglo X: si bien los demás jefes lo reconocían y respetaban, no lo obedecían ciegamente. En consecuencia, cuando Esteban empezó a organizar el Estado y la Iglesia, tuvo que acabar con los restos de ese sistema tribal. Uno de los paladines de este había sido Cupan. Esteban pronto se enfrentó también a su tío materno, consolidando su poder sobre la región de Transilvania al vencer al jefe Gyula, hermano de su madre, Sarolta. La victoria le permitió hacer de Transilvania otra región del reino; la región estaba poblada por húngaros y sículos. Seguidamente las fuerzas de Esteban I chocaron contra el jefe Ajtony en la batalla de Nagyősz en 1008 y le dieron muerte, consolidando el poder del santo monarca húngaro en el sur del reino.

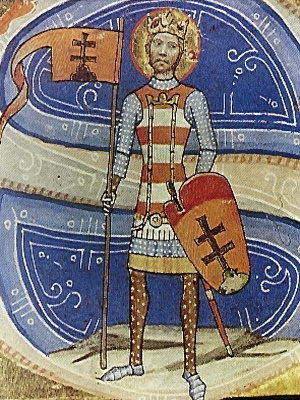
Imagen del rey San Esteban, de la Crónica Ilustrada.

Con la introducción del cristianismo, las órdenes más importantes que llegaron al reino fueron las de los benedictinos y los franciscanos. Hungría se organizó en dos archidiócesis —Esztergom y Kalocsa— y diez diócesis: Esztergom, Győr, Veszprém, Pécs, Vác, Eger, Kalocsa, Csanád, Bihar y Transilvania. Por otra parte, el reino fue dividido en comarcas (en húngaro, megye), tomando como patrón la distribución administrativa del Sacro imperio Romano Germánico, y colocando a la cabeza de cada una a un ispán (gobernador de provincia), que sería elegido por el mismo rey. 
Esteban instituyó el uso de la moneda (anteriormente se pagaba con animales, como terneros) y estableció impuestos comerciales y el diezmo. En 1001 y posteriormente a finales de su reinado sancionó dos códigos, el primero con treinta y cinco decretos y el segundo con veintiuno. Estos códigos disponían severas medidas contra el robo, el adulterio y el asesinato; también dotaron a la Iglesia de terrenos y animales para la construcción y mantenimiento de monasterios e iglesias, ordenaban los deberes de los obispos y de los sacerdotes, así como el de los húngaros de asistir a misa y cumplir con los sacramentos y demás prácticas del cristianismo.
En sus últimos años, Esteban perdió a su único hijo y heredero, san Emérico, durante una cacería, y nombró sucesor a Pedro Orseolo, hijo de la hermana del rey, nacido en Venecia. Por otra parte, un primo de Esteban, Vazul, pretendió el trono, pero ante su amenaza, fue capturado y llevado a la prisión de Nitra. El señor Budó, un noble húngaro, recibió la orden de sacarlo de la prisión y conducirlo a Székesfehérvár, pero Vazul fue cegado por un grupo dirigido por el ispán Sebös, presuntamente por órdenes de la reina húngara, Gisela. Ante tal noticia, los tres hijos de Vazul dejaron inmediatamente el reino: Andrés y Levente huyeron al Principado de Kiev y Béla, al de Cracovia. No se sabe si ese atentado se llevó a cabo con el consentimiento de Esteban, pero le aseguró el trono a Orseolo. 
Esteban murió en 1038; sus actos hicieron de él el padre del Estado húngaro, así como en el evangelizador y primer legislador notable del pueblo húngaro. La fiesta nacional más importante de la moderna Hungría es el 20 de agosto, fecha en la cual se conmemora la canonización del rey en 1083.

##### Reyes delsigloXI

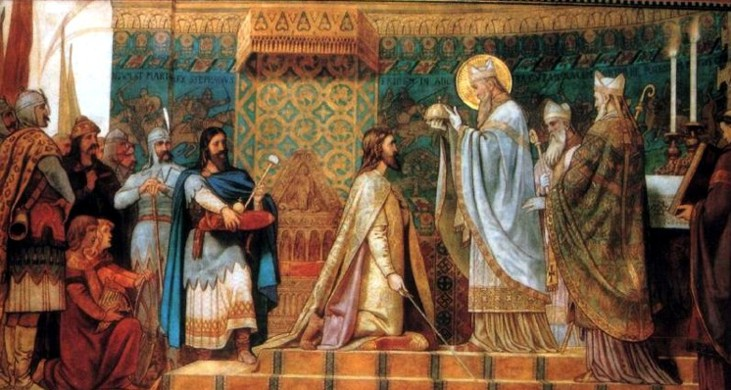
Coronación de Andrés I. Obra de Bertalan Székely.

Tras la muerte de San Esteban, no hubo sucesor directo. Su hijo San Emérico había muerto joven durante una cacería de jabalíes. Pedro Orseolo, hijo de una hermana de San Esteban, había sido nombrado su heredero en sus últimos años de vida por el rey, lo cual no fue bien visto por los nobles húngaros.
El reinado de Pedro Orseolo fue complicado y tormentoso: pretendió hacerse vasallo del emperador germánico a cambio de su protección, por lo que fue destronado por los nobles húngaros y reemplazado por Samuel Aba. El reinado de Samuel Aba duró hasta 1044 y se caracterizó por el caos interno y el repudio de los nobles que habían apoyado a Orseolo: más de medio centenar de estos fueron ajusticiados. Muchos, como el obispo san Gerardo Sagredo, criticaron las acciones del nuevo rey y vieron de buena gana el eventual regreso al trono de Pedro Orseolo, quien previamente no les agradaba.

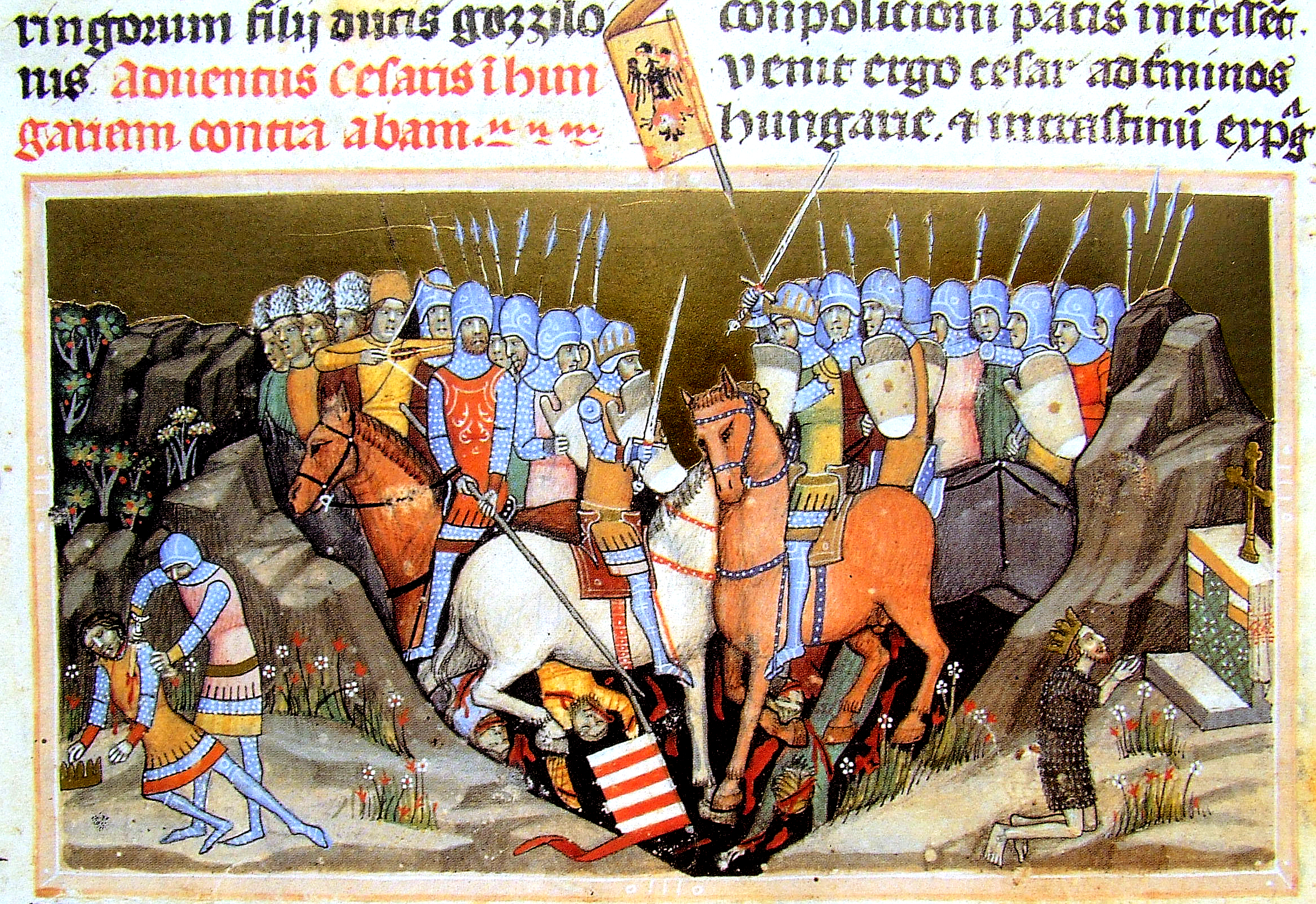
Batalla de Ménfő, donde Pedro Orseolo vence a Samuel Aba y recupera el trono húngaro.

Orseolo regresó, pues, al poder con ayuda alemana: derrotó a Samuel Aba en la batalla de Ménfő en el 1044, victoria que le permitió recuperar el trono. El caos del momento facilitó el estallido de la Revuelta de Vata en 1046, que se extendió por todo el reino: los paganos arremetieron contra Pedro Orseolo y el cristianismo, exigiendo que Andrés, hijo de Vazul, un primo de san Esteban, fuese nombrado rey y se volviese a la antigua fe húngara. Andrés se hizo con el poder tras varios enfrentamientos en los que obtuvo la victoria; el peligro de que Hungría se sometiese a vasallaje del el imperio se esfumó. Si bien Andrés se había coligado con los paganos guiados por Vata para obtener el trono de Hungría, asegurándoles que se aferraría a la antigua fe, después de la victoria y durante su reinado mantuvo relaciones muy estrechas con la Iglesia y promovió el cristianismo en Hungría.
Tras la muerte de Andrés I, al ley disponía que el trono le correspondía a su hijo. Pero el joven príncipe Salomón no había alcanzado aún la edad adecuada para gobernar, así que Béla I, hermano de Andrés, ocupó el trono durante tres años. Ante esto Salomón huyó hacia el Sacro Imperio Romano Germánico, puesto que estaba comprometido en matrimonio con la princesa Judit de Suabia, hija del emperador Enrique III el Negro y hermana de Enrique IV. Posteriormente regresó con tropas germanas para recuperar el trono; fue coronado en 1063, después de que el rey Béla hubiese muerto accidentalmente durante el ataque, cuando el respaldo de su trono de madera se desprendió y le cayó encima.
El reinado de Salomón igualmente transcurrió con conflictos, esta vez con sus primos, los hijos de Béla I, Ladislao y Géza. Aunque los príncipes lucharon al lado de Salomón contra las invasiones de tribus asiáticas (los pechenegos y los cumanos, finalmente lo derrocaron después de vencerlo en la batalla de Mogyoród en 1074. Géza I fue el siguiente rey húngaro; reinó durante tres años, igual que su difunto padre. Tuvo fama de rey sumamente religioso y justo, al contrario que Salomón. Tras su muerte, el rey san Ladislao I fue coronado en 1077.

##### La Hungría de san Ladislao

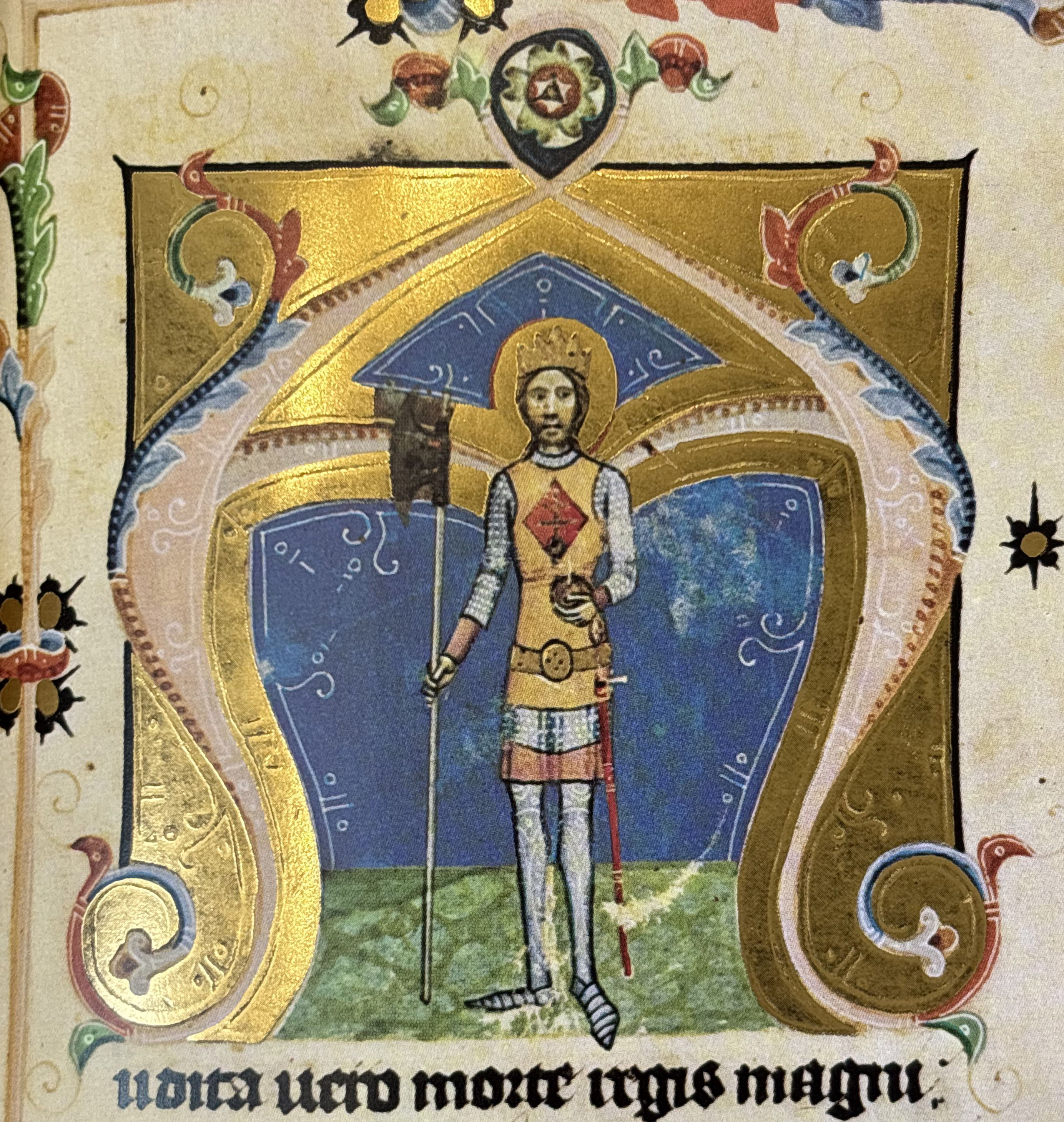
El rey san Ladislao I de Hungría en una miniatura de la Crónica Ilustrada húngara.

Ladislao, apodado el «rey caballero», sería conocido por los húngaros medievales a lo largo de su vida, antes y durante su reinado, como un caballero excelso y una persona profundamente religiosa. Numerosas leyendas donde rescata damiselas y vence enemigos imposibles surgieron en vida del rey y tras su muerte; en ellas se lo describe como hombre de alta estatura y gran fuerza, de noble carácter y gran religiosidad. 
San Ladislao I heredó una Hungría devastada por las luchas internas y asolada por las invasiones bárbaras provenientes de Asia. Ante los ataques de los cumanos y los pechenegos, las poblaciones rurales húngaras se habían puesto en movimiento retomando su estilo de vida seminómada y ante la crisis comenzaron a robar a los señores húngaros y a la Iglesia. Ante esta situación, Ladislao I aprobó leyes sumamente rigurosas, con penas que disponían azotes, la pérdida de extremidades y la muerte. A lo largo de su vida promulgó tres códigos: el tercero con cuarenta y dos decretos, el segundo con dieciocho y el primero con veintinueve, con los que logró contener la crisis en el reino y llevar nuevamente a los húngaros por el camino del cristianismo.
Durante la Querella de las Investiduras, Ladislao permaneció siempre del lado del papa Gregorio VII, puesto que precisamente el emperador alemán Enrique IV había sido el que había protegido a Salomón e intentado someter a vasallaje al reino húngaro. Ladislao había tomado por esposa a la princesa Adelaida, hija del príncipe de Suabia, aliado del papa y opositor directo de Enrique IV, es decir, marcó claramente su posición ante tal conflicto del que no resultó afectado directamente.
En el año 1083 san Ladislao obtuvo del papa Gregorio VII la santificación de san Esteban, san Emérico, san Gerardo Sagredo y otros dos religiosos húngaros. En honor a la celebración y como demostración de buena fe, Ladislao liberó a su primo y anterior rey, Salomón, de la prisión de Visegrád, después de que este hubiese intentado dos veces atentar contra la vida del rey santo. Salomón intentó posteriormente atentar nuevamente contra Ladislao, pero tras fallar finalmente murió en el olvido.
Casi una década después, en el 1091, a la muerte del rey croata Zvonimir (quien no tuvo hijos), Hungría heredó el Reino de Croacia, puesto que la princesa Helena, una hermana de san Ladislao, era la viuda del difunto monarca. Ladislao despachó tropas a Croacia ese año y colocó como regente del reino a su sobrino Álmos, hijo del fallecido rey Géza I. Croacia fue parte de la Corona húngara hasta 1919, al final de la I Guerra Mundial. 
San Ladislao murió en 1095, sin heredero varón, habiendo tenido solamente hijas. Antes de fallecer se aseguró de que fuese nombrado heredero su sobrino Colomán, hijo de Géza I.

##### Reyes delsigloXII

###### La anexión de Croacia y los conflictos sucesorios del reino húngaro

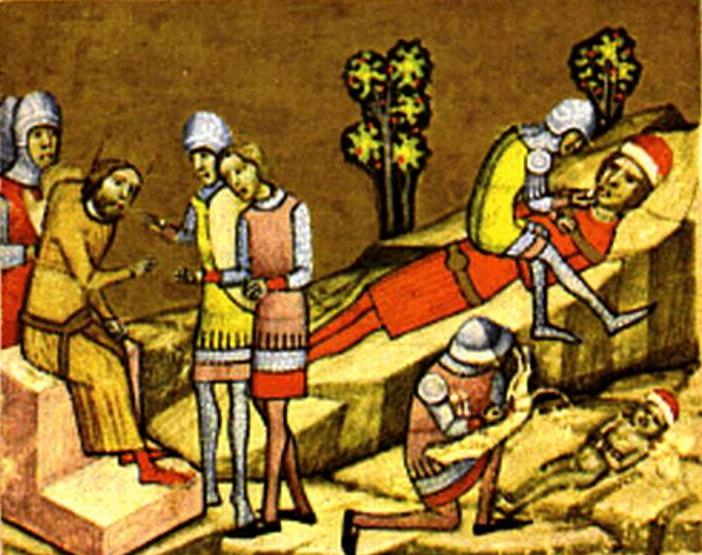
El rey Colomán de Hungría ordena el cegamiento del Príncipe Álmos y su hijo Béla. Imagen de la Crónica Ilustrada húngara.

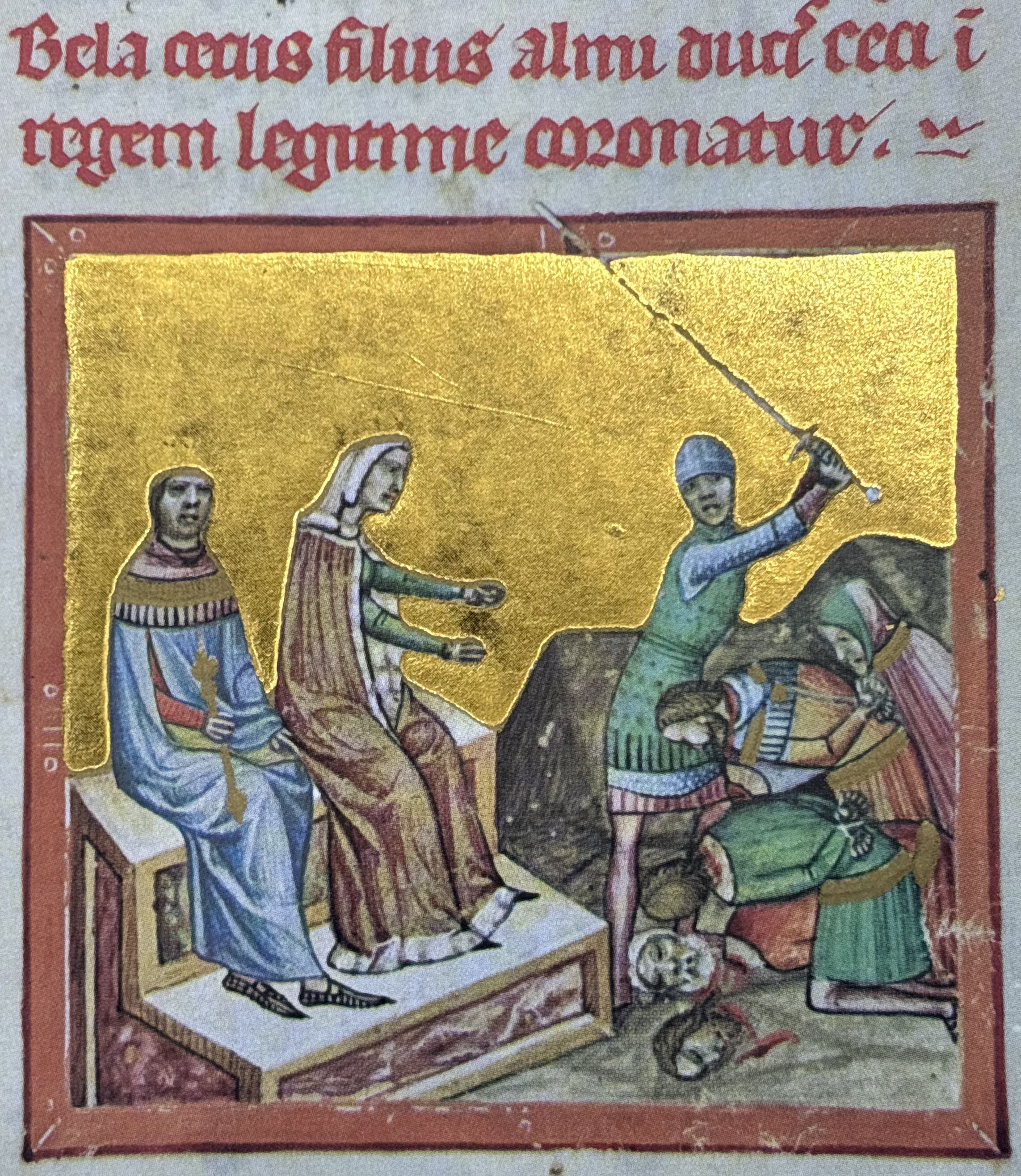
Bela II de Hungría el Ciego y su esposa Helena de Raška se cobran venganza de los nobles que habían apoyado la decisión de Colomán de cegar al nuevo rey y a su padre Álmos.

Tras la muerte de san Ladislao, se sucedieron las disputas entre el príncipe Álmos y el rey Colomán el Bibliófilo, al que se había educado para ser clérigo y no rey. Por otra parte, Álmos había recibido adiestramiento militar y durante un tiempo había sido designado regente de Croacia por su tío, pero la decisión de último momento de Ladislao de designar heredero a Colomán lo cambió todo. En 1097 Colomán dirigió sus tropas en la batalla de la montaña Gvozd, donde reconquistó los territorios croatas y volvió a colocar a su hermano, el príncipe Álmos, como gobernador de ellos.
Sin embargo, Álmos prosiguió el incesante acoso de Colomán, hasta que finalmente fue capturado y cegado con una barra de acero incandescente en 1113, por orden del rey. El cegar al adversario era la única manera en la época de incapacitarlo para reinar sin tener que matarlo. No solamente el príncipe Álmos fue cegado, sino también su joven hijo Béla, quien posteriormente reinó como Béla II de Hungría. 
Tras la muerte de Colomán, su hijo Esteban II lo sucedió en el trono y reinó hasta 1131. Preocupado de que no existiesen más miembros vivos de la Casa de Árpad, hizo llamar inmediatamente a su sobrino ciego Béla cuando se enteró de que aún permanecía con vida oculto en un monasterio. Béla II el Ciego fue coronado rey de Hungría, y su esposa Helena de Raška participó en el gobierno. Tras la muerte de Béla el Ciego en 1141, su hijo mayor Géza II de Hungría reinó hasta su muerte en 1162. Géza II se vio obligado a enfrentar al emperador bizantino Manuel I Comneno, quien tenía intenciones de agregar el reino húngaro a la esfera de influencia de Constantinopla. Después de varios enfrentamientos, Géza II consiguió apaciguar a Manuel Comnemo, y se firmaron varios tratados de paz. Geza II fundó en 1150 la Orden de San Esteban de Hungría, orden de caballería hospitalaria que operaba en Hungría y en Tierra Santa protegiendo a los peregrinos. Luego de la muerte de Géza II, su hijo y sucesor Esteban III ascendió al trono, tras lo cual también se vio obligado a lidiar con el emperador bizantino Manuel, que se resistía a renunciar a sus pretensiones sobre el reino húngaro.

###### La influencia del imperio romano en Hungría: Esteban III y Béla III

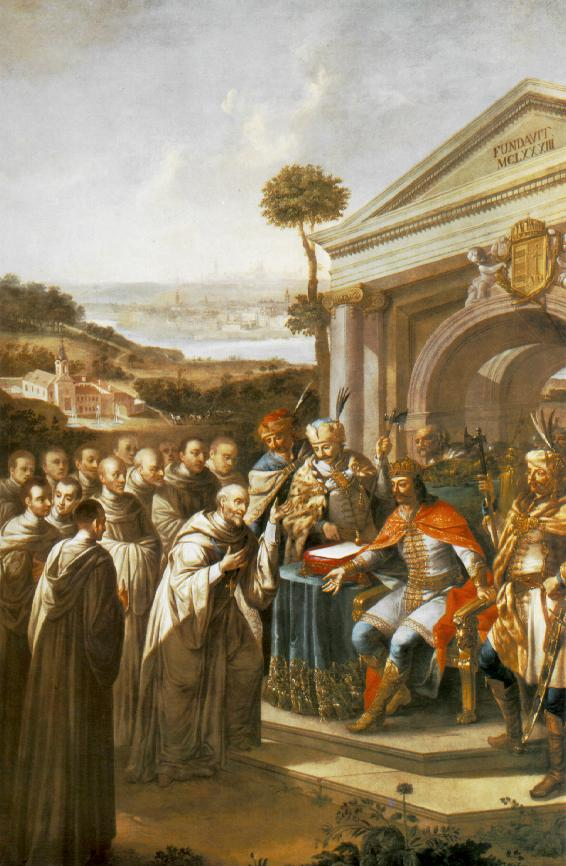
Bela III de Hungría. Obra de István Dorffmaister. Siglo XVIII

Después de la muerte de Géza II, se produjeron conflictos familiares en los que su hermano Ladislao II lucharía contra su hermano Esteban IV y contra su sobrino, Esteban III, produciéndose un conflicto denominado los antirreyes. Ladislao II y Esteban IV habían sido apoyados por el emperador romano y gobernaron por períodos cortos de escasos meses. Esteban III, apoyado por el emperador del sacro imperio germánico romano  , fue el que prevaleció al final. Esteban III, el hijo mayor de Géza II, fue coronado en 1162 y reinó hasta su muerte en 1172.
A lo largo de su vida sostuvo incontables disputas con el emperador romano Manuel I Comneno, con quien finalmente firmó un tratado de paz en 1164 y envió a su hermano menor, el príncipe Béla, a Constantinopla como acto de buena fe. Ahí Béla sería educado según las costumbres greco-romanas y tomaría por esposa a la princesa María, sobrina del emperador. 

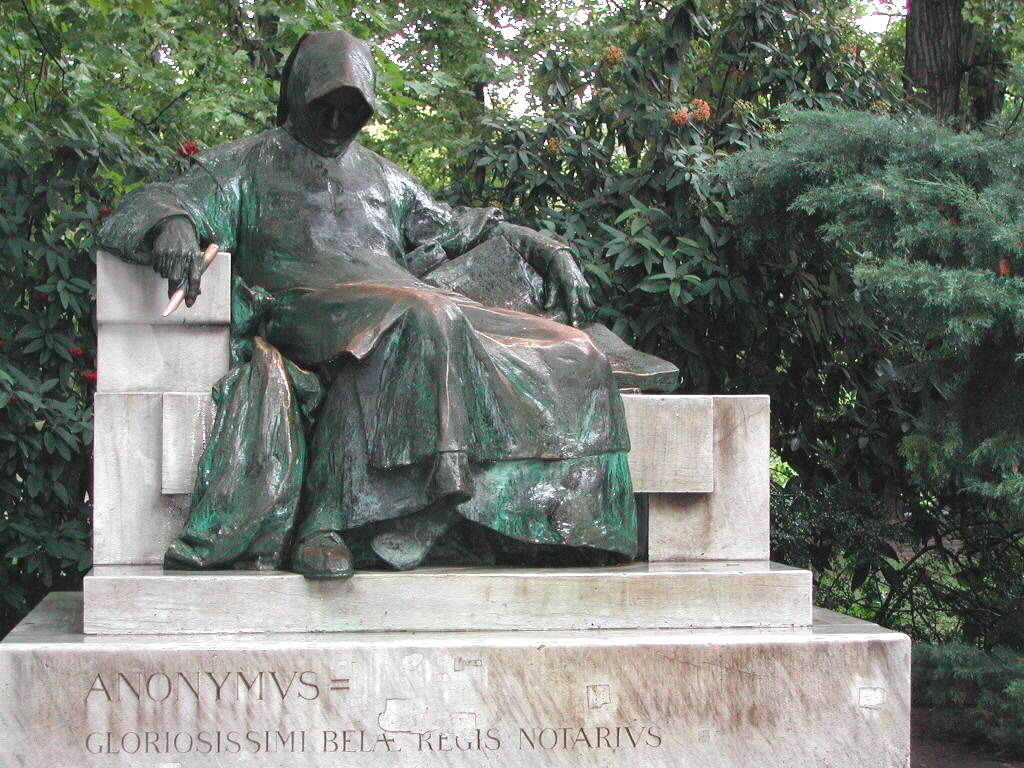
Anonimus.

A la muerte de Esteban III, el príncipe Béla regresó a Hungría, siendo coronado como Béla III. Tras su retorno, trajo consigo costumbres greco-romanas como el registro escrito de transacciones y datos históricos, y a su período de gobierno se le adjudica la escritura de la Gesta Hungarorum, o Hechos de los húngaros, cuyo autor anónimo pasaría a la historia bajo este seudónimo después de firmar solamente con "P. dictus magister". Este sería el primer escrito sobre la historia de los húngaros que se haya hecho, desde luego escrito en latín.
Igualmente fue Béla III quien trajo la cruz doble ortodoxa romana a Hungría y la haría parte de los escudos. Construyó un amplio palacio en la ciudad de Esztergom y otras edificaciones en Székesfehérvár y Óbuda. Después de las derrotas sufridas por su hermano mayor, recuperó los territorios de Croacia y Dalmacia, al tener a su favor al emperador romano. Si bien Bela creció en el imperio romano, Hungría no se vio afectada por la cultura griega-romana. Al contrario, durante esa época floreció la cultura francesa y los lazos entre los dos reinos se estrecharon cada vez más. Su primera esposa era de una familia francesa, y su segunda esposa era la hija del fallecido rey Luis VII de Francia. De esta forma en los sellos reales Bela aparece con vestimenta francesa y no con romana, y los rasgos caballerescos, artísticos, así como las órdenes religiosas preponderantes en el país estuvieron en estrecha relación con el reino franco.
En 1189 se organizó la Tercera Cruzada, y el emperador Federico I Barbarroja atravesó el Reino húngaro vía Tierra Santa. En su estadía le pidió asistencia al príncipe Géza, hermano del rey Béla III. De esta manera, junto con el ejército de Barbarroja también avanzaron hacia el imperio romano alrededor de 2000 soldados húngaros bajo el comando del príncipe. Esta fue la primera participación activa de los húngaros en las guerras cruzadas.
En 1190 Béla III sirve de intermediario entre el emperador alemán y el imperio romano, logrando que ambos firmen la paz y él mismo firma un armisticio de dos años con Venecia. En 1192 logra la santificación de San Ladislao y guerrea contra Serbia. 
Al poco tiempo padeció una enfermedad que lo agotaría y finalmente lo conduciría a la muerte, dejando el reino en manos de sus dos hijos, los príncipes Emérico y Andrés.

##### Andrés II y la Bula de Oro
Tras la muerte del rey Béla III, su hijo Emérico (r. 1196-1204) fue coronado rey en 1196. Su reinado se caracterizó por constantes luchas con su hermano menor Andrés, contra quien chocó en un enfrentamiento armado en Croacia en el año 1197. Al sufrir una derrota, Andrés conservó los territorios croatas, donde reinó de forma independiente de su hermano mayor Emérico. Un año después el papa Inocencio III intercedió y le pidió a Andrés que cesase la hostilidad contra su hermano y que más bien luchase en las cruzadas contra los infieles musulmanes. Pero nuevamente en 1199, Andrés fue vencido cerca del lago Balaton tras enfrentarse a Emérico, y huyó a territorio austríaco. En 1203, después de haber firmado la paz, Andrés volvió a alzarse en contra de su hermano. Fue hecho prisionero y encarcelado, pero posteriormente sus seguidores lo liberaron. Además, incitados por Enrico Dandolo, dogo de Venecia, los ejércitos de la Cuarta Cruzada habían tomado Zadar en 1202.
Emérico, sabiéndose enfermo, hizo coronar el 26 de agosto de 1204 a su hijo pequeño, Ladislao (de 3 o 5 años de edad), para asegurar de esta forma su sucesión. Andrés se reconcilió con su hermano moribundo, que le confió «la tutela de su hijo y la administración del reino hasta que el pupilo alcance la mayoría de edad», según el casi contemporáneo Tomás el arquidiácono. Cuando Emérico falleció al poco, el 30 de noviembre de 1204, Ladislao III le sucedió brevemente, ejerciendo Andrés como regente, que acaparó todo el poder, dificultándole la vida al niño-rey y a su madre, la reina viuda Constanza. El papa Inocencio III exhortó a Andrés que debía permanecer leal a Ladislao. En cambio, Andrés tomó el dinero que Emerico había guardado en la abadía de Pilis para Ladislao, equivalentes a 30.000 marcos fueron llevados a la sede principal de los caballeros hospitalarios estefanitas en Szentkirály. Constanza consiguió huir a Viena con el niño Ladislao, refugiándose en la corte de Leopoldo VI. Andrés se preparó para la guerra contra Leopoldo VI, pero Ladislao murió súbitamente en Viena el 7 de mayo de 1205, siendo enterrado en Székesfehérvár (Hungría). Constanza nunca volvió a Hungría, sino que se casó en 1209 con Federico II Hohenstaufen, siendo coronada junto a su esposo en 1212 emperatriz del Sacro Imperio Romano Germánico. 
Andrés finalmente se hizo coronar el 29 de mayo de 1205 como Andrés II de Hungría en 1205.

#### Andrés II (1205-1235)
Andrés II de Hungría fue un rey derrochador, de lujos domésticos, y amante de las aventuras militares extranjeras que otorgó grandes extensiones de tierras a los nobles que lucharon junto a él: «la mejor medida de una concesión real es que sea inconmensurable». Esos nobles, algunos extranjeros, pronto se convirtieron en una nueva clase propietaria cuyo poder y riqueza les elevaba por encima de la mayoría del resto de la nobleza. Hasta finales del siglo XII, el poder del rey había sido incontestado y supremo en Hungría. Era el mayor propietario, y los ingresos que proporcionaban las tierras de la corona, igualaban prácticamente a los procedentes de minas, aduanas y acuñación de moneda. Sin embargo, durante el siglo XIII se produjo un cambio en la estructura social que empezó a afectar al poder absoluto del monarca. A medida que las tierras de la corona reducían su importancia como fuente de ingresos, el rey consideró oportuno otorgar parte de esas tierras a la nobleza para asegurarse su lealtad.
El nuevo rey se vio pronto forzado a enfrentar ataques cumanos, como sus antecesores, y en 1211 las tropas húngaras fueron auxiliadas por los caballeros teutónicos que llegaron como refuerzo (la amenaza cumana fue contenida durante los siguientes años). En ese mismo año de 1211, Andrés II otorgó a los caballeros teutónicos el distrito de Barcaság, en la región húngara de Transilvania, como recompensa de su heroica actuación y se esforzó por establecer relaciones con los alemanes, ya que quería dar en matrimonio a una de sus hijas al hijo del margrave de Turingia. (En 1224, los caballeros teutónicos enviaron una petición formal al papa Honorio III para que este ordenase que los caballeros tuviesen que responder directamente solo a la Santa Sede y no, por el contrario, ante Andrés II. Molesto y preocupado por su creciente poder, el rey terminó expulsándolos en 1225, por lo que la Orden Teutónica se estableció en las orillas del mar Báltico; sin embargo, se permitió a muchos colonizadores alemanes quedarse en las regiones antes bajo control teutónico).
Los hombres libres que vivían en antiguas tierras reales perdieron su contacto directo con el soberano, lo que amenazó su estatus legal. Los ingresos reales disminuyeron, lo que llevó a nuevos impuestos a musulmanes y judíos y a la introducción de una agricultura fiscal —técnica tributaria en que los ingresos variables se asignan por cuotas y el titular recibe rentas periódicas fijas— Los nuevos métodos de recaudación de fondos para el tesoro real crearon un malestar generalizado.
Andrés II estuvo fuertemente influenciado por su esposa, Gertrudis de Merania, que estaba extendiendo su influencia a la esfera religiosa y política, colocando a familiares germánicos como obispos, situación que no era del agrado de los nobles húngaros. Mientras Andrés II se hallaba en 1213 en una campaña militar en Galitzia, un grupo de ellos se aprovechó de que la corte se había ido de cacería a un bosque cercano al asentamiento de Pilis, para asesinar a Gertrudis, acusándola de beneficiarse del poder real húngaro para favorecer a sus familiares. Andrés II amaba a su esposa y la enterró en un sarcófago ricamente decorado en un claustro de la Orden del Císter en las propias montañas de Pilis. Andrés tomó una nueva esposa en 1215, Violante de Courtenay.
Andrés II encabezó la Quinta Cruzada a Tierra Santa (1217-1218), armando el mayor ejército real de la historia de las cruzadas (20 000 caballeros y 12 000 guarniciones). Cuando afrontó esos gastos elevando los impuestos a los siervos, eso perjudicó los ingresos de la pequeña nobleza, que se rebeló contra el rey en su ausencia.
Finalmente, un movimiento de los sirvientes reales, que en realidad eran terratenientes libres directamente subordinados al soberano, obligó en 1222 a Andrés II a emitir su Bula de Oro, que contenía 31 artículos. (considerada a veces la primera constitución de Europa continental, el equivalente húngaro a la Carta Magna inglesa). A partir de entonces, todos los reyes de Hungría deberían jurar ese documento, que tenía un doble propósito: reafirmar los derechos de la pequeña nobleza y de las nuevas clases sociales frente al rey y a los grandes magnates, y defender a todos aquellos habitantes de la nación del poder de la corona, restringiendo las prerrogativas reales en ciertos campos y legalizando la negativa a obedecer aquellas órdenes que contravinieran la legalidad (ius resistenci). El poder real quedaba limitado y recogía las libertades de los sirvientes reales, incluida su exención de impuestos, que los nobles no tendrían que pagar más impuestos que los que aprobaran, que solo debían asistir al rey militarmente cuando el reino fuese atacado; que de tratarse una campaña de conquista, el rey debería pagar por las tropas. Su última disposición autorizaba a los señores seculares y espirituales a «resistir y hablar contra [el soberano] sin acusación de alta traición». La pequeña nobleza comenzó a presentar quejas a Andrés, una práctica que evolucionó hasta llegar a la institución del Parlamento o Dieta. La Bula de Oro también prohibía el empleo de musulmanes y judíos en la administración real.
Andrés II, instado por los prelados, emitió la nueva variante de la Bula de Oro en 1231, que autorizaba al arzobispo de Esztergom a excomulgarlo en caso de que se apartara de sus disposiciones. Por los no cristianos que continuaron trabajando en la casa real, el arzobispo Robert de Esztergom puso el reino bajo interdicto en 1232. Andrés II se vio obligado a prestar juramento, que incluía su promesa de respetar la posición privilegiada de los clérigos y a despedir a todos sus funcionarios judíos y musulmanes. También se demuestra una creciente intolerancia contra los no católicos con la transferencia del monasterio ortodoxo de Visegrád a los benedictinos en 1221.
Andrés II hizo varios intentos de ocupar el vecino Principado de Halych. Su hijo, Béla, persuadió en 1228 a un grupo de cumanos para que aceptaran la suzeranía de Andrés II y en 1231 estableció una nueva marca en Oltenia (conocida como Banato de Szörény). Béla IV sucedió a su padre en 1235.

#### Bela IV (1235-1270)

##### Béla IV y la invasión tártara
Consciente del peligro, Bela ordenó la movilización inmediata de toda la nobleza, grande y pequeña, aunque pocos respondieron. Batu Khan, que era el comandante de los ejércitos mongoles que invadieron Europa del Este, exigió la rendición de Béla IV sin luchar en 1240. El rey se negó y ordenó a sus barones que se reunieran con su séquito en su campamento en Pest. Aquí, estalló un motín contra los cumanos y la turba masacró al líder cumano, Köten. Los cumanos partieron pronto y saquearon las partes centrales del reino. El principal ejército mongol llegó a través de los pasos del noreste de los Cárpatos en marzo de 1241. Las tropas reales se encontraron con las fuerzas enemigas en el río Sajó, donde los mongoles obtuvieron una victoria decisiva en la batalla de Mohi el 11 de abril de 1241, donde numerosos soldados húngaros, Caballeros Templarios y estefanitas murieron por igual. Desde el campo de batalla, Béla IV huyó primero a Austria, donde el duque Federico II de Austria lo retuvo para pedir rescate. A partir de entonces, el rey y su familia encontraron refugio en la fortaleza de Klis en Dalmacia. Los mongoles primero ocuparon y saquearon completamente los territorios al este del río Danubio. Cruzaron el río cuando estuvo congelado a principios de 1242. Un relato contemporáneo del abad Hermann de Niederalteich declaró que «el Reino de Hungría, que había existido durante 350 años, fue destruido».

[Los mongoles] quemaron la iglesia [en Nagyvárad], junto con las mujeres y todo lo que había en la iglesia. En otras iglesias perpetraron tales crímenes a las mujeres que es mejor guardar silencio... Luego decapitaron sin piedad a los nobles, ciudadanos, soldados y canónigos en un campo fuera de la ciudad... Después de haberlo destruido todo, y que de los cadáveres surgiera un hedor intolerable, dejaron el lugar vacío. La gente que se escondía en los bosques cercanos regresó en busca de comida. Y mientras buscaban entre las piedras y los cadáveres, los [mongoles] regresaron repentinamente y de los vivos que encontraron allí, ninguno quedó con vida.
[The Mongols] burnt the church [in Nagyvárad], together with the women and whatever there was in the church. In other churches they perpetrated such crimes to the women that it is better to keep silent ... Then they ruthlessly beheaded the nobles, citizens, soldiers and canons on a field outside the city. ... After they had destroyed everything, and an intolerable stench arose from the corpses, they left the place empty. People hiding in the nearby forests came back to find some food. And while they were searching among the stones and the corpses, the [Mongols] suddenly returned and of those living whom they found there, none was left alive.
Epístola del Maestro Roger

Batu Khan retiró todo su ejército cuando se le informó de la muerte del gran kan Ogodei en Karakorum en marzo de 1242. Habían reducido Hungría a cenizas y masacrado a gran parte de la población.

#### Resto del reinado de Bela IV (1242-1270)
Una vez pasada la amenaza, Béla IV regresó al reino y se puso al frente de su reconstrucción. Primero tuvo que combatir al duque Federico II de Austria, que aprovechando la crisis posterior a la incursión mongola, atacó la ciudad húngara de Bratislava esa misma primavera de 1242. Béla IV logró repeler las huestes austríacas y retomar el control sobre los territorios. En 1246, Federico II decidió volver a atacar y venció a los checos, avanzando peligrosamente sobre Hungría. La decisiva batalla del río Leitha, se libró el 15 de junio de 1246, donde luchó el duque ruso Rosztyiszlav, quien había tomado por esposa a Anna, hija de Béla IV. Inclusive con la ayuda rusa, los ejércitos húngaros no consiguieron derrotar a los austriacos en el enfrentamiento, que posteriormente se vio frustrado tras la repentina muerte del duque austríaco en el campo de batalla. Pronto las tropas germánicas se retiraron y los húngaros obtuvieron la victoria en la campaña militar. Rosztyiszlav se anexionó grandes territorios a lo largo de las fronteras del sur del reino.
Aunque el reino de Bela logró sobrevivir, la hambruna y las epidemias que siguieron tuvieron consecuencias demográficas catastróficas. Al menos el 15% de la población murió o desapareció. Las rutas comerciales transcontinentales se desintegraron, lo que provocó el declive de Bács, Ungvár y otros centros comerciales tradicionales. Las comunidades musulmanas locales también desaparecieron, lo que indica que habían sufrido pérdidas especialmente graves durante la invasión. Las aldeas pequeñas también desaparecieron, pero los datos arqueológicos indican que la destrucción total de los asentamientos fue menos frecuente de lo que se suponía. El abandono de la mayoría de las aldeas, bien documentado desde la segunda mitad del siglo XIII, fue la consecuencia de un proceso de integración que duró décadas y los campesinos se trasladaron desde las pequeñas aldeas a los asentamientos más grandes. Béla, que había perdido a sus dos hijas menores y temeroso de que el ataque tártaro fuese un castigo divino, ofreció bajo juramento a su hija Margarita como religiosa, y ésta creció en el convento de la "Isla de los Conejos" (en húngaro: Nyulak szigete) en el Danubio, junto al asentamiento de Buda. La princesa Margarita sería conocida como una monja sumamente religiosa, humilde y servicial, que siempre rechazó propuestas de matrimonio y honró el juramento de su padre. Posteriormente fue santificada (santa Margarita de Hungría). 
Dado que sólo las ciudades y abadías fuertemente fortificadas habían conseguido resistir a los asaltos tártaros, el rey Bela ordenó la construcción de castillos de piedra y fortificaciones para defenderse de futuras invasiones (al final de su reinado serían más de 100 fortalezas). Bela comprendió que la reconstrucción del país requería del apoyo de la nobleza, así que abandonó sus proyectos de recuperar las antiguas tierras reales. En su lugar, otorgó tierras de la Corona a sus partidarios, reorganizó el ejército reemplazando arqueros por caballería pesada y autorizó a la alta nobleza para reorganizar sus propiedades y construir castillos de piedra capaces de soportar asedios. Él mismo pasó mucho tiempo en el asentamiento de Buda, ordenando la construcción de una fortaleza en la cima la colina, fundándose propiamente Buda como ciudad medieval. Igualmente Visegrád sería fortificado en esta época mediante el castillo construido en la cima de la montaña. Posteriormente sus construcciones amuralladas también servirían para contener los diversos ataques del Imperio otomano en el siglo XV. Bela repobló el país con inmigrantes, transformando los asentamientos reales en centros de población que llenó con germanos, moravos y polacos y también italianos y judíos. Los rumanos (valacos) —que habían establecido asentamientos en Transilvania— fueron aceptados igualmente. Aún más, el rey volvió a invitar a los cumanos de Cuthen, que habían huido antes de la invasión tártara hacia Kunság/Kiskunság/Nagykunság, y a los que relocalizó en las llanuras a lo largo del Danubio y el Tisza y les concedió autonomía. Un grupo de alanos, los antepasados del pueblo jasico, parece haberse asentado en el reino aproximadamente al mismo tiempo.
Aparecieron nuevas aldeas, que consistían en casas de madera construidas una al lado de la otra en parcelas iguales de tierra. Por ejemplo, los bosques escasamente habitados de los Cárpatos occidentales (en la actual Eslovaquia) desarrollaron una red de asentamientos bajo Béla IV. Las cabañas desaparecieron y se construyeron nuevas casas rurales que consistían en una sala de estar, una cocina y una despensa. La minería se perfeccionó, los métodos de cultivo mejoraron —arados pesados asimétricos, — en todo el reino. y la artesanía y el comercio emergieron en las ciudades.
La migración interna también fue fundamental en el desarrollo de los nuevos dominios que surgieron en las antiguas tierras reales. Los nuevos terratenientes otorgaron libertad personal y condiciones económicas más favorables a quienes llegaban a sus haciendas, lo que también permitió a los campesinos que decidieron no trasladarse mejorar su situación. Béla IV otorgó privilegios a más de una docena de ciudades, incluidas Nagyszombat (Trnava, Eslovaquia) y Pest.
Mientras tanto, huyendo de la caótica vida urbana y política, el canónigo Eusebio de Esztergom se retiró hacia 1250 a las montañas junto con otros monjes cristianos para iniciar una vida de eremita. Eusebio se convirtió en el guía de esa comunidad y más tarde fundó la Orden de San Pablo Primer Eremita, que será en el futuro una de las instituciones más influyentes del reino, que velará por la gente más necesitada, así como por la preservación del idioma, historia y cultura húngara (serán también los primeros religiosos que llegarán a América para evangelizar a los indígenas después de 1492). 
Sin embargo, los conflictos políticos en Europa Central no parecían cesar, pues Hermann VI de Baden pasó a ser el nuevo duque de Austria y estaba apoyado por el papa. Ni los húngaros ni los checos se enfrentaron a Hermann, pero a la muerte del duque en 1250, se sucedieron severas guerras internas por el trono. Finalmente en 1251, el trono austríaco lo obtuvo el margrave moravo Otakar II de Bohemia, hijo del rey Wenceslao I. Por ello, Béla IV pidió asistencia al duque ruso Daniel de Galitzia, quien se sumó al ejército húngaro-cumano que entró en territorio austríaco en junio de 1253. La campaña pronto llegó a su fin tras la intervención del papa Inocencio IV, quien consiguió la paz entre Béla y Otakar. En 1254 Béla firmó la paz con Otakar II y se repartieron el condado austríaco después de haber conducido una campaña militar contra el gobernante austríaco.
Aunque las amenazadoras cartas enviadas a Béla IV por los kanes de la Horda de Oro demostraban que aún existía el peligro de una nueva invasión mongola, adoptó una política exterior expansionista.
Bela, una vez que su hijo mayor Esteban alcanzó la mayoría de edad, le cedió el dominio de Transilvania en 1257, y en 1258 fue colocado a la cabeza del recientemente conquistado ducado de Estiria. Puesto que casi desde hacía un siglo se había establecido implícitamente la tradición de que el heredero al trono húngaro recibía el título de "dux slavoniae" o duque de Eslavonia, cuando el monarca se lo otorgó a su otro hijo menor, también llamado Béla, Esteban se sintió ofendido. El joven Esteban era de por sí de naturaleza guerrera y conflictiva y cada vez halló más inconvenientes en tolerar la política cuidadosa de su padre, al que no dudó en atacar, alcanzando una serie de victorias hasta que tomó en 1262 el título de rex iunior (rey joven), conservando bajo su control los territorios al Este del Danubio húngaro. La princesa Ana de Hungría, hija del rey Bela IV, se convirtió en una de las más grandes opositoras al príncipe Esteban en la corte, alcanzando un punto crítico de tensión en las relaciones de los dos hermanos. Sin embargo, los conflictos no terminaron a pesar de que Bela IV acedió a que su hijo actuase como correy, sino que Esteban continuó atacando a su padre, ante lo cual Bela IV condujo una campaña militar contra él, sufriendo en 1265 una terrible derrota en la batalla de Isaszeg (ver guerra civil húngara (1264-1265)). Béla tuvo que enfrentar varias veces más a su hijo Esteban hasta que finalmente en 1266 firman la paz en la Isla de los Conejos. Previamente, el rey Béla  había raptado a Ladislao, el hijo de dos años de Esteban V, junto con su madre,  y los había encerrado en la fortaleza de Turóc para presionar a Esteban V. Luego de firmar la paz el 23 de marzo de 1266, Ladislao fue liberado. Cabe destacar que a pesar de haber obtenido una victoria indiscutible, Esteban pudiendo haberlo hecho, jamás atentó contra la vida de su padre, y no intentó destronarlo o tomar su lugar.
A partir de entonces Esteban reinó como gobernante absoluto en su propio territorio húngaro, llevando una política independiente y campañas militares a su voluntad. Desde luego, se consideraba que el joven rey gobernaba en una Hungría divida en dos pero unida legalmente por voluntad y gracia de Dios y de su padre. Esteban tuvo gran éxito con su diplomacia, comprometiendo a su hija María de Hungría con el rey Carlos II de Nápoles y Sicilia (de este matrimonio nacerá Carlos Martel de Anjou-Sicilia, el padre del futuro rey Carlos Roberto de Hungría).
Béla IV y su hijo confirmaron conjuntamente las libertades de los sirvientes reales y comenzaron a referirse a ellos como nobles en 1267. En ese momento, los «verdaderos nobles» estaban legalmente diferenciados de otros terratenientes. Mantuvieron sus propiedades libres de cualquier obligación, pero todos los demás (incluso los nobles eclesiásticos, knezes rumanos y otros "nobles condicionales") debían prestar servicios a sus señores a cambio de las tierras que poseían. En un número creciente de condados, la nobleza local adquirió el derecho a elegir cuatro "jueces de los nobles" para representarlos en los procedimientos oficiales (o dos, en Transilvania y Eslavonia). La idea de equiparar la «nación» húngara con la comunidad de nobles también surgió en este período. (Se expresó primero en la Gesta Hungarorum de Simón de Kéza, una crónica escrita en los años 1280.)

##### Esteban V, Ladislao IV (el cumano), Andrés III y el fin de los descendientes de Árpad
En 1270, Esteban V (r. 1270-1272) fue coronado rey. Durante su breve reinado se produjeron numerosos conflictos internos causados por los antiguos partidarios de su padre. Su hermana Ana tomó el tesoro real y huyó a acogerse por el rey Otakar II de Bohemia, al igual que hicieron también muchos de los partidarios de su padre. Ante eso Esteban V combatió contra los checos y Otakar II atacó a Hungría en 1271, pero fue expulsado por el monarca húngaro. Seguidamente firmaron la paz en Bratislava y ya parecía que el poder de Esteban V estaba consolidado, cuando sufrió un nuevo gran golpe.
Esteban V partió hacia Dalmacia para encontrarse con Carlos II Anjou de Nápoles y Sicilia, su aliado y consuegro: Ladislao había tomado como esposa a Isabel, hija de Carlos I, y a su vez, María, hija de Esteban fue desposada por Carlos II, hijo del rey de Nápoles y Sicilia. Entonces el regente de Eslavonia, Joaquín Gutkeled secuestró a su hijo, el príncipe heredero Ladislao que apenas tenía diez años, quien fue llevado al castillo de Kapronca y encerrado junto con su madre Isabel la Cumana. De inmediato el desesperado rey Esteban V sitió la fortaleza durante un largo tiempo hasta que en julio de 1272 enfermó gravemente. Sintiendo cercana su muerte, Esteban V pidió ser llevado a la isla de Csepel en el Danubio, donde murió el 6 de agosto de 1272. Fue enterrado en el claustro dominico de la Isla Margarita, también en el Danubio.
Aún no se ha hallado una explicación convincente, pero inmediatamente después de la muerte de Esteban, Joaquín Gutkeled e Isabel, la reina viuda, se apresuraron a llevar a Székesfehérvár al joven príncipe heredero Ladislao, donde fue coronado como rey Ladislao IV de Hungría (r. 1272-1290), apodado el Cumano porque su madre era una princesa cumana. A partir de este momento las familias Kőszegi, Kőszeg y  Csák, emprendieron una nueva guerra civil para intentaron controlar el gobierno central en nombre del joven Ladislao, gobernando por encima de la reina madre y su hijo.
En 1273 estalló la guerra húngaro-checa, pues el rey Otakar II seguía con aspiraciones de conquistar Hungría. El final de la guerra en el mismo año trajo la pérdida de las ciudades húngaras de Óvár, Moson, Győr y Sopron, así como de sus terrenos circundantes.
En octubre del mismo año, fue coronado rey de los germanos Rodolfo I de Habsburgo, y Otakar II no lo reconoció, sino que al contrario, lo retaría. Ante eso, se llevó a cabo una asamblea en Núremberg en 1274, donde se aprobó que Rodolfo atacara a Otakar II y tomara sus territorios. En 1276 se produjo el ataque contra el reino de Bohemia, en el que Hungría sería aliada del rey germano y al final recuperaría todos los territorios tomados por los checos, a excepción de Sopron, que sería retomada por Ladislao IV posteriormente. Así el rey Ladislao IV ayudó a Rodolfo de Habsburgo a extender su control sobre Austria y a asegurar para la dinastía una posición cercana al trono imperial germánico. Ladislao fue declarado mayor de edad en 1277 y coronado como Ladislao IV en una asamblea de los señores espirituales y temporales y de los representantes de los nobles y cumanos, aunque no pudo fortalecer la autoridad real.
Después de que en 1278 llegasen sacerdotes a Hungría como enviados de Roma, junto con un comunicado donde se limitaba el poder del rey, Ladislao IV rompió lentamente con la Iglesia y en 1284 se mudó a vivir con los cumanos.. En 1285 los tártaros liderados por Talabuga Kan, bisnieto de Batu Kan, regresaron a Hungría. La fuerza invasora fue derrotada en las cercanías de Pest por el ejército real de Ladislao IV de Hungría. Finalmente, el nuevo sistema de fortalezas y las nuevas tácticas (mayor índice de caballería pesada) consiguieron contenerlos y cambiarían su rumbo hacia Polonia, la que invadirían en 1286 y 1287. La fuerza invasora fue derrotada en las cercanías de Pest por el ejército real de Ladislao IV, que había permanecido en su campamento cumano y no intervino directamente. Ladislao seguirá rechazando cualquier intervención de la Iglesia, hasta que inclusive el arzobispo de Esztergom en 1287 lo excomulgará por llevar una vida pagana. Ladislao no solo mantuvo malas relaciones con la Iglesia, sino con su propia esposa, vistiéndose, hablando y comportándose como un cumano, abandonando el estilo de vida húngaro (europeo occidental cristiano) y viviendo en un campamento seminómada. En 1290, un grupo de nobles cumanos, Árbóc, Törtel y Kemence, atacaron a Ladislao IV cerca de la fortaleza de Körösszeg, y le dieron muerte.

#### Interregnum
La desaparición de la Casa de Árpad sobrevino en 1301 con la muerte del rey Andrés III de Hungría sin dejar herederos varones ni un sucesor designado. La extinción de la dinastía de los Reyes Santos —que reinaba en el país desde el año 1001, con san Esteban I—, generó una seria crisis en Europa central al postularse varios pretendientes al trono vacante. Lo hicieron Alberto I de Habsburgo —alegando que durante la invasión mongola de 1241, el rey Bela IV le había ofrecido la corona a cambio de su ayuda—, Carlos Roberto de Anjou —nieto de Carlos II de Nápoles y de María de Hungría—, Otón III duque de Baviera —nieto del fallecido rey Bela IV— y Wenceslao III de Bohemia —tataranieto de Constanza, hija del rey Bela III. Fue una reanudación de la guerra civil que tras la muerte de Ladislao IV en 1290, sin dejar hijos, había enfrentado a los candidatos rivales prohúngaros de Andrés III y procroatas de Carlos Martel de Anjou (1271-1295).
Inicialmente, el joven Carlos Roberto (1288-1342), hijo de tan solo 12 años del fallecido Carlos Martel, con el apoyo del papa y del emperador, arribó al sur de Hungría, donde fue llevado a la ciudad de Estrigonia por Gregorio Bicskei, arzobispo electo de dicha metrópolis. Fue coronado con una corona provisional —joya real de coronación no estaba en manos de los partidarios de los Anjou— antes del 13 de mayo,, aunque esa coronación no fue considerada legitima por la mayoría de los húngaros al no cumplir con las tres condiciones de la tradición: si bien había sido oficiada por el arzobispo de Estrigonia, no se había ni llevado a cabo en la ciudad de Székesfehérvár, ni se había hecho con la Santa Corona San Esteban.
Hungría se desintegró entonces en una docena de territorios semiindependientes, regidos por distintos nobles: Mateo Csák, dominaba parte del noroeste del país (la parte occidental de la moderna Eslovaquia); Amadeo Aba, era el señor del noreste; Iván Kőszegi, reinaba en la Transdanubia; y Ladislao Kán, en Transilvania. La mayoría de esos nobles rehusó la autoridad de Carlos y presentó la corona a Wenceslao III de Bohemia (1289-1306), cuya prometida, a Isabel, era hija única del difunto Andrés III. Wenceslao ciñó la corona de San Esteban, tomando el nombre de Ladislao I, el 27 de agosto de 1301 en Székesfehérvár, pero su entronización también se puso en duda, esta vez porque fue el arzobispo Juan de Kalocsa el que ofició la ceremonia, cuando correspondía al arzobispo de Esztergom.
Después de la coronación de su rival, Carlos se retiró a las tierras de Ugrin Csák en Eslavonia. El papa Bonifacio envió a un legado, Nicolás Boccasini, a Hungría. Boccasini persuadió a la mayoría de los prelados húngaros para que aceptasen la autoridad de Carlos. Sin embargo, la mayoría de los nobles seguían rechazándola debido a que, según la Crónica Miniada, temían que «los hombres libres del reino perdiesen su libertad si aceptaban un rey nombrado por la Iglesia». En septiembre de 1302, puso sitio a Buda, pero no pudo ocupar la capital del reino, socorrida por Iván Kőszegi, y tuvo que retirarse nuevamente a Eslavonia. Los edictos de Carlos prueban que pasó la mayor parte de los años siguientes en las tierras meridionales del reino, aunque también visitó el castillo de Amadeo Aba en Gönc.

#### Casa de Anjou-Sicilia (1308-1386)

##### Carlos Roberto (1308-1342)
Si bien su coronación a los 15 años de edad no fue bien vista por los nobles húngaros, probaría ser posteriormente un gran monarca, estratega y reformador económico: consiguió establecer un tipo de cambio estable para la moneda y sus reformas tributarias y nuevas costumbres consiguieron triunfar. Carlos Roberto ordenó a la alta nobleza el reclutamiento y equipamiento de pequeños ejércitos, llamados banderia. Gobernaba personalmente y reunía a la Dieta únicamente para anunciar sus decisiones. La política matrimonial emparentó a su familia con los gobernantes de los reinos de Nápoles y Polonia, lo que dio mayor fortaleza a la imagen exterior de Hungría. El poder de la antigua dinastía de Árpád se había basado en la posesión de vastas extensiones de tierras y bajo el gobierno de los angevinos, la familia real volvió a convertirse en la mayor propietaria del reino (hasta una tercera parte de todas las tierras), aunque basaron su poder, sobre todo, en el control de los castillos.
Carlos Roberto restableció la autoridad de la corona mediante la persecución de los magnates desleales que habían apoyado a Wenceslao y Otón y la posterior distribución de las tierras confiscadas entre sus partidarios. El más importante de los opositores, Mateo Csák, había llevado a cabo varias campañas en contra de Carlos Roberto, pero prometió respetar al rey. En junio de 1311, sin embargo, avanzó y sitió Buda, obligando a los reyes a huir a la ciudad de Temesvár, que momentáneamente fue la sede real húngara.
Otro de los barones más poderosos era Amadeo Aba, que había apoyado a Carlos Roberto desde 1304. Después de que los sajones de Kassa lo asesinaran en 1312, sus hijos se aliaron con Mateo Csák y se alzaron contra Carlos Roberto; en 1313 se libró la batalla de Rozgony, donde serían derrotados y en la que Mateo Csák se vería forzado a huir. Entre 1312 y 1321 las tropas de Carlos Roberto solamente lograron recuperar siete fortalezas en poder de Mateo: Visegrád lo fue en 1316 y Komárom en 1318, después de dos largos meses de sitio. Mateo Csák murió en 1321 y un año después la sede real se mudó a Visegrád. Los vastos territorios del barón fueron repartidos entre el rey y los nobles menores, y a partir de ese momento, Carlos Roberto pudo por fin gobernar sin impedimento alguno.
Pronto tuvo que enfrentar al voivoda Basarab I de Valaquia (r. 1310-1352), quien en 1325 movilizó a sus huestes y tomó la región húngara de Szörény. Las embajadas diplomáticas de Carlos Roberto fueron inútiles, y solo el ejército húngaro pudo recuperar la región y continuar presionando al voivoda hacia Valaquia durante los siguientes años. La propuesta de paz de Basarab fue una sorpresa para el rey húngaro, y aún más la entrega como rehén de su propio hijo y restituir el pago del impuesto viejo como vasallo de los húngaros.
Para asegurar su control sobre la nueva nobleza dominante que estaba surgiendo tras la caída de los oligarcas, Carlos Roberto fundó en 1326 la Orden de San Jorge, en la que incorporó como caballeros a los 50 nobles más poderosos del reino en el momento, a los que hizo jurarle lealtad. Nombró a uno de sus comandantes militares más cercanos, Tomás Szécsényi, como canciller de la orden. Fue la primera orden de caballería laica en el mundo y su objetivo fundamental fue fortalecer el poder real por encima de los nobles.
El 17 de abril de 1330, mientras Carlos Roberto se hallaba en su palacio en Visegrád Feliciano Zách atentó contra su vida. Parece que la esposa de Carlos Roberto, Isabel, había ayudado al príncipe Casimiro III de Polonia a seducir a Clara Zách, hija de Feliciano. Deshonrado, el noble irrumpió en un banquete de Carlos Roberto y le hirió, cortándole también varios dedos de la mano a la reina e intentando asesinar a los príncipes reales hasta ser reducido por varios criados. Feliciano Zách fue ejecutado y desmembrado y sus miembros enviados a diferentes lugares del reino como advertencia de futuros desafíos al monarca. A su hija Clara Zách le cortaron la nariz, sus labios y ocho dedos. Luego la pasearon a caballo por todo el país, mientras debía gritar que «ese era el castigo para el que traicionaba al rey». Los demás parientes de Feliciano fueron asesinados o exiliados y sus vastas posesiones repartidas.
La ocupación del Principado de Valaquia era un hecho. Pero pronto, las fuerzas de Carlos Roberto recibieron un duro golpe. En noviembre de 1330 tuvo lugar la batalla de Posada entre húngaros y valacos, liderados por el voivoda Basarab I. El pequeño ejército valaco, formado por caballería, arqueros a pie y campesinos locales, lograron emboscar y derrotar a los 30 000 efectivos del ejército húngaro, en una región montañosa cerca de la frontera entre Oltenia y Severin. Supuso la independencia temporal de los valacos. Carlos Robert tuvo que abandonar sus esperanzas de extender el reino hasta el mar Negro.
El 24 de agosto de 1335 Carlos Roberto logró que en el castillo de Trenčín —antigua sede de Mateo Csák — se firmase el Tratado de Trentschin entre los representantes del rey polaco Casimiro III, que renunciaron «a perpetuidad» a todas las pretensiones sobre Silesia en favor de Bohemia, mientras que los del rey Juan de Bohemia y su hijo Carlos renunciaron a sus pretensiones como přemyslidas al trono polaco. El acuerdo debía confirmarse cuando los gobernantes se reunieran en el pacto de Visegrado (1335) más tarde en noviembre de 1335.
Cuando falleció Carlos Roberto en 1342, dejó un reino sumamente rico, con edificaciones pomposas y un poder sólido, todo resultado de una extensa reforma económica, con rigurosos impuestos aduaneros e internos. Había introducido un nuevo tipo de moneda, el florín húngaro —según el ejemplo del florín de Florencia— y cedido parte de las ganancias en las minas de oro y plata a los propietarios nobles, que anteriormente no recibían beneficio alguno, ya que esas minas eran propiedad exclusiva del rey.

##### Luis I el Grande (1342-1382)
Lo sucedió en el poder su hijo Luis I el Grande (r. 1342-1382), que conservó la autoridad real y continuaría la obra de su padre. Luis era el hijo mayor de Carlos Roberto y de Isabel Łokietek, hija del rey Vladislao I de Polonia. En 1351, Luis emitió un decreto que reconfirmaba la Bula Dorada, eliminaba las distinciones legales entre pequeña y alta nobleza, reglamentó las obligaciones de los siervos y prohibió a los siervos abandonar las granjas de la pequeña nobleza para buscar mejores oportunidades en las propiedades de los magnates. El decreto estableció también el sistema del mayorazgo en las herencias. La economía húngara continuó floreciendo durante su reinado: el oro y los metales preciosos que se extraían de las minas del país engordaban las arcas reales, el comercio exterior aumentaba, se levantaban nuevas villas y ciudades y los artesanos se agrupaban en gremios. La prosperidad animó la actividad cultural, y Luis promovió la creación de manuscritos iluminados y creó en 1367, de acuerdo con el papa, una universidad en Pécs, la primera del país.
Luis, casi anualmente, se involucraría en algún combate durante los veinte años de reinado que siguieron: guerreó al menos siete veces contra Serbia, cinco contra Moldavia y tres veces contra Bosnia y Valaquia. Frecuentemente recibió apoyo militar de su tío el rey Casimiro III de Polonia y alrededor de seis veces tomó parte personalmente en los combates contra los tártaros y los lituanos que habían atacado al rey polaco, viendo acrecentada su fama en Polonia tras sus exitosas campañas. En 1344 reconquistó Valaquia y en 1345 Croacia, pero sufrió una derrota contra el ejército de Venecia cerca de la ciudad de Zadar en 1346. Emprendió dos guerras más contra la República de Venecia (1357-1358 y 1378-1381) y consiguió extender sus territorios hasta el mar Adriático, anexionándose de Dalmacia y Ragusa, así como otros territorios en la costa adriática. Venecia tuvo que izar la bandera angevina en la plaza de San Marcos en los días de fiesta. Bajo su reinado vivió el más famoso héroe de la literatura y la guerra húngaras: Nicolás Toldi. 
Luis también ocupó el Reino de Nápoles en varias ocasiones, en un asunto que tenía origen en un acuerdo de su padre. Carlos Roberto había firmado un tratado con el rey Roberto I de Nápoles en 1333, donde se estipulaba que el hijo menor de Carlos Roberto, Andrés, se casaría con la nieta de Roberto I, Juana, y que la pareja real sería nombrada heredera del trono de Nápoles. Al morir Carlos Roberto, y posteriormente el rey napolitano, Juana obró hábilmente para ser coronada ella sola en 1344, dejando a su esposo Andrés al margen de la ceremonia. Andrés, temiendo por su vida en muchas ocasiones, escribió a su madre Isabel en Hungría que pronto huiría del reino, pero unos conspiradores, se supone que con el benplácito de la reina Juana, lo asesinaron en 1345. El trágico acontecimiento generó una enorme conmoción en Hungría, y para vengar a su hermano menor, Luis el Grande llevó a cabo dos campañas (1347-1348) y (1350) contra Nápoles. En 1347 debió suspender sus incursiones ante la llegada de la peste negra que comenzó a asolar la ciudad italiana. En 1350 volvió y logró la victoria absoluta sobre las fuerzas napolitanas, conquistando el reino y forzando a Juana a huir a Aviñón, entonces sede papal. Al comprender que anexionarse de Nápoles sería casi imposible, regresó ese mismo año a Hungría y en 1352 firmó finalmente la paz con la reina Juana I de Nápoles.
Si bien la peste negra no resultó ser tan trágica en Hungría como en otros países europeos, se llevó la vida de muchos, incluyendo al pequeño Carlos Martel de 3 años, hijo del asesinado Andrés y de Juana, que había sido llevado a Hungría a la corte de Visegrado, pues el papa había decidido que su custodia y educación le correspondía al rey húngaro. La peste también acabó con la esposa del rey húngaro, la reina Margarita, hija del emperador Carlos IV de Luxemburgo, por lo que Luis el Grande tomó de inmediato por esposa a Isabel, hija del regente de Bosnia, que le dio tres hijas: Catalina (1370), María (1371) y Eduviges (1373).
En Polonia, la secesión del trono se hallaba en cuestión, pues el rey Casimiro III, tío de Luis el Grande no tenía hijos varones, así que decidió nombrarle heredero. En 1370 murió Casimiro y Luis fue elegido como rey de Polonia (lo que posteriormente también generó conflictos sucesorios, pues Luis no tenía hijos varones) y gobernaría durante doce años ambos países, manteniendo, a la vez, su influencia política en la península itálica.
Los turcos otomanos asaltaban el país con una frecuencia cada vez mayor. En 1366 y 1367, Luis había dirigido con éxito varias campañas contra el turco (batalla de Nicópolis, 1366), convirtiendo en vasallos a los estados balcánicos. Para 1375 Luis el Grande estaba luchando contra los turcos otomanos que ya habían invadido el Principado de Valaquia y comenzaban a acercarse peligrosamente al reino de Hungría amenazando al mundo cristiano. En 1381 terminó dicha guerra y el tratado de Turín le aseguró los territorios de Dalmacia, así como una situación amistosa con sus vecinos austríacos y checos. 
Seguía pendiente la sucesión en Nápoles (Juana aun gobernaba, pero a pesar de haber tenido 4 esposos, no tenía ningún heredero) y Luis I nombró a Carlos de Eslavonia como heredero al trono nápolitano. Carlos era bisnieto del fallecido rey Carlos II de Nápoles y Sicilia y durante los conflictos militares había sido llevado a Hungría, donde creció en la corte real y tenía muchos simpatizantes entre los nobles. Pronto Carlos avanzó hacia Nápoles con los ejércitos húngaros encabezados por Juan Horváti y tomó el reino italiano, haciéndose coronar como rey Carlos III de Nápoles y mandando estrangular a la reina Juana en la fortaleza de Muro.

##### María I de Hungría (1382-1385)
Al morir Luis el Grande sin herederos varones, su hija María fue coronada como reina (r. 1382-1385). Sería la única reina por derecho propio de la Hungría medieval (no reina consorte, lo que sería en 1386-1395).
En el invierno de 1379 María había sido comprometida con Segismundo de Luxemburgo, el hijo del emperador alemán Carlos IV de Luxemburgo, y en septiembre de 1382 fue coronada como reina de Hungría. Sin embargo, el poder real recaía en su madre, la reina Isabel, y en el regente Nicolás Garai. Segismundo había vivido un par de años en su infancia en la corte del rey Luis I, lo que lo ayudó a adoptar el idioma y costumbres húngaras, así como a ganar adeptos entre la nobleza del reino. Sin embargo, no todos apoyaban a Segismundo: la nobleza húngara estaba dividida: una parte apoyaba solamente a la reina y a su madre; otra, la unión de María y Segismundo, para que este pudiese gobernar; y un tercer grupo apoyaba al rey napolitano, Carlos III de Nápoles, el último heredero vivo de los Anjou, quien había vivido un largo tiempo en la corte de Luis I y gobernado la región de Eslavonia.
La reina viuda, Isabel, odiaba a Segismundo, e intentó valiéndose de todas sus estrategias que su hija se casase con el hermano menor del rey Carlos IV de Francia; aunque logró que el compromiso se formalizara, nunca se llegó a consumar. En septiembre de 1385,  Carlos III aceptó la propuesta de algunos nobles y desembarcó en Senj en Dalmacia, marchando a Zagreb. Segismundo llegó a Buda y convenció a la reina madre para que consentiese su matrimonio con María. La ceremonia tuvo lugar en la ciudad en octubre, pero Segismundo no fue coronado rey ni recibió ninguna función gubernamental. La reina madre convocó a una nueva dieta y María ratificó nuevamente las libertades de los nobles, pero el régimen de las reinas seguía siendo impopular. Segismundo abandonó Buda e hipotecó los territorios al oeste del río Vág a sus primos moravos. Mientras tanto, Carlos III de Nápoles partió de Zagreb y anunció que quería restablecer la paz y el orden público en Hungría. La asamblea nacional en Buda hizo renunciar al trono a la reina para colocar a Carlos, quien fue coronado el 31 de diciembre de 1385 como Carlos II de Hungría frente a las propias exreinas María e Isabel. Carlos II no las detuvo y les permitió que continuaron viviendo en el palacio real en Buda. La reina madre y Nicolás Garai decidieron en secreto deshacerse de Carlos II. Convencieron a Blaise Forgách, maestro de los coperos, de unirse a ellos y le prometieron tierras si asesinaba al rey. A petición de la reina Isabel, Carlos II las visitó el 7 de febrero y en la reunión, Blaise atacó al rey, hiriéndole gravemente en la cabeza. Carlos II fue llevado al castillo de Visegrád, donde murió el 24 de febrero. habiendo durado apenas 38 días en el trono.
María fue restaurada en el trono y su madre siguió gobernando en su nombre. Sin embargo, los hermanos Horvat se alzaron en rebelión en nombre del hijo del rey asesinado, Ladislao I de Nápoles. Segismundo, y su hermanastro, Wenceslao de Bohemia, invadieron la Alta Hungría en abril. Después de semanas de negociaciones, las reinas reconocieron el estatus de Segismundo como consorte en un tratado que se firmó en Győr a principios de mayo. También confirmaron la hipoteca de Segismundo sobre las tierras al oeste del Vág a favor de Jobst y Prokop de Moravia. Luego de la firma del tratado, las reinas regresaron a Buda y Segismundo se dirigió a Bohemia, lo que sugiere que no estaba satisfecho con el tratado.
El 25 de julio de 1386, mientras las reinas viajaban por los territorios del sur creyendo que su presencia acabaría con las protestas, fueron apresadas por los partidarios del asesinado Carlos II y encerradas en el castillo de Gomnec, una fortaleza del obispado de Zagreb. El maestro de copas y Nicolás Garai fueron asesinados frente a las dos reinas y sus cabezas fueron enviadas a la viuda del rey a Nápoles. Las dos reinas fueron llevadas a Krupa y de allí al castillo de Novigrad en la costa del mar Adriático. Los barones o la dieta eligieron nádor a Esteban Lackfi y regente a Segismundo de Luxemburgo. Los secuaces de Juan Horvat estrangularon a la reina Isabel en presencia de María a principios de enero. En el mismo mes, Segismundo invadió Eslavonia, pero no pudo vencer a los rebeldes.

#### Segismundo de Luxemburgo (1387-1437)
Segismundo, tras la liberación de la reina María, compartió formalmente con ella durante un año el gobierno, pero después de 1388 maría ya no tomó parte en las decisiones políticas. Segismundo apaciguó el reino del mismo modo igual que otros reyes anteriores, cediendo importantes tierras y cargos de gobierno a sus partidarios y a los nobles descontentos, convirtiendo el país en grandes latifundios que perduraron casi medio milenio. Bajo Segismundo, la fortuna de Hungría comenzó a declinar y aunque la economía húngara continuaba siendo rica, los gastos de Segismundo superaban sus ingresos.  Incrementó los beneficios de la corona elevando los impuestos a los siervos y exigiendo pagos en moneda. (La primera revuelta campesina estalló cuando un obispo transilvano ordenó a sus súbditos el pago del diezmo en moneda en lugar de en especie.) Muchos nobles despreciaban al nuevo rey por su crueldad durante la lucha sucesoria, sus largas ausencias y sus costosas guerras exteriores.
En 1389, los turcos otomanos habían vencido en la batalla de Kosovo a una coalición de los Estados eslavos del sur, y Serbia pasó a ser un vasallo del Imperio otomano. Eso modificó el "vecindario" del reino de Hungría, colocando a los otomanos como una amenaza muy cercana. En 1390 comenzaron las incursiones turcas por los territorios húngaros del sur, y no bastando ello, Segismundo tuvo que hacer frente en 1391 a aquellos nobles húngaros, que a pesar de haber recibido territorios, se sentían excluidos del gobierno. Los nobles colocaron a la cabeza de su movimiento al hijo de Carlos II, Ladislao I de Nápoles, para vengar así la muerte de su padre y reclamar el reino de Hungría. 
En 1392, Segismundo condujo una campaña contra los turcos en territorio húngaro y en 1395 los combatió en Valaquia y Moldavia. En ese mismo año, la reina María falleció después de caer del caballo durante una cacería, dejando viudo al rey Segismundo. Segismundo encabezó una cruzada contra los otomanos en 1396, pero fue derrotado en la batalla de Nicópolis, aunque pudo escapar con vida. Al poco tiempo
Los nobles húngaros aún descontentos se alzaron contra Segismundo en 1401 —encarcelándolo temporalmente— y en 1403 — coronando a un antirrey que no consiguió asentarse, pero que vendió Dalmacia a la República de Venecia, sin que Segismundo pudiera luego recuperarla— y en ambas ocasiones salieron derrotados. Segismundo continuó en el poder durante los siguientes cuarenta años sin ninguna clase de obstáculo sucesorio. En 1404, promulgó la Placetum Regium, por la que ningún mensaje o bula papal podría ser proclamado en Hungría sin la autorización real.
En 1408, Segismundo fundó la Orden del Dragón, una sociedad de caballería laica que agrupaba bajo su figura a toda la élite y a las dignidades del reino húngaro y de los príncipes vecinos que se hallaban bajo su influencia, en la que ingresaron los nobles más poderosos del reino, entre otros Nicolás Garai el joven, Armando II de Celje y Stibor de Stiboricz. En 1409 y 1410 enfrentó a la Orden Teutónica. Desde 1411 cuando fue nombrado rey de Alemania, hasta 1413 guerreó contra Venecia. En 1414, el rey Segismundo convocó el Concilio de Constanza, que puso fin al Cisma de Occidente en la Iglesia católica con la elección de un nuevo papa.
En 1419 murió su hermanastro, el rey bohemio Wenceslao de Luxemburgo, y Segismundo heredó su trono. Debió enfrentar las «guerras husitas» en la década de 1420, en las que contó con el apoyo del duque austríaco Alberto de Habsburgo, del cual se volvió un cercano aliado y protegido (el padre de Alberto, el fallecido duque Alberto IV de Austria ya era persona de extrema confianza de Segismundo en su época). Esas buenas relaciones finalmente propiciaron que en Bratislava, el 28 de septiembre de 1421, Alberto tomase por esposa a Isabel de Luxemburgo, hija del rey Segismundo. Alberto tomó parte activa entonces en la política exterior de Segismundo, ocupando el lugar de un heredero de facto del trono de Hungría.
En 1424 se terminaron las remodelaciones y el palacio en Buda, su sede real, entonces el mayor palacio gótico de la Baja Edad Media. Pero los otomanos no le dieron oportunidad de descansar al rey, pues en 1427 atacaron y ocuparon la fortaleza de Golubac a orillas del Danubio, en el suroeste del reino de Hungría. En 1433, sería proclamado emperador del Sacro Imperio Romano Germánico.

#### Alberto I de Hungría (1437-1439)
Un reducido grupo de nobles húngaros llevaron a Alberto de Habsburgo a Bratislava (una de las ciudades más importantes del Reino de Hungría en la época), donde fue elegido rey el 18 de diciembre de 1437 con la condición de que no aceptase el título de emperador del Sacro Imperio Romano Germánico, que también había tenido Segismundo. La coronación de Alberto como Alberto I de Hungría se llevó a cabo el 1 de enero de 1438 en la ciudad de Székesfehérvár por el arzobispo de Esztergom, y la de Isabel por el obispo de Veszprém. Un par de meses después, el 18 de marzo fue elegido en Fráncfort del Meno como Rey de Romanos. Sin embargo, durante su breve reinado no se llegó a celebrar la ceremonia de coronación como monarca germánico. Al poco tiempo, el 6 de mayo fue reconocido por los nobles checos y entonces elegido rey de Bohemia y fue coronado en Praga el 29 de junio (después de una sofocar conspiración de su suegra Barbara de Celje, en que se vio forzado a guerrear contra los polacos de Silesia por el trono).

#### Ladislao V el Póstumo y Vladislao I: la época del conde Juan Hunyadi (1440-1457)
Su viuda Isabel dio a luz el 22 de febrero de 1440 a su hijo Ladislao V el Póstumo —llamado así por ser hijo póstumo de Alberto II—, y antes de cumplir los tres meses, lo hizo coronar el 15 de mayo por el arzobispo de Esztergom, trasladándose rápidamente a Székesfehérvár con la Santa Corona húngara (después de que una de sus damas la hubiese robado subrepticiamente del castillo de Visegrád) . Toda esta situación llena de acciones clandestinas había estado motivada por las amenazas de un grupo de nobles húngaros que pensaban que un recién nacido con un regente que gobernase en su nombre no era una situación adecuada en ese momento. No reconocieron la coronación del recién nacido y encabezados por el Nádor de Hungría Lorenzo Hédervári, llamaron al rey polaco Vladislao III Jagellón, para que ocupase el trono de Hungría, siendo este coronado el 17 de julio.  Ante esto la reina viuda huyó con su hijo a Bratislava, y como muchos nobles húngaros no la apoyaron, continuó su viaje hacia el duque de Estiria Alberto VI, y luego hacia el hermano de este, Federico III de Habsburgo, quienes cuidaron del pequeño rey y de su madre. En el verano estalló una guerra civil entre los dos bandos que apoyaban a cada rey, que duró dos años, hasta que a mediados de 1442 se firmó la paz en Győr, después de que sus comandantes Nicolás Újlaki y Juan Hunyadi hubiesen logrado varios éxitos en la contienda.
Los siguientes dos años (1443-1444), Vladislao I dirigió su atención hacia la lucha contra los turcos, usando como brazo ejecutor a Juan Hunyadi. Hunyadi creó un ejército mercenario financiado por el primer impuesto de la historia de Hungría que afectó a la nobleza. Si bien no se alcanzaron grandes victorias en dichas campañas —derrotó a los otomanos en Transilvania en 1442 y consiguió romper el dominio turco en Serbia en 1443—, en agosto de 1444 se firmó la paz con el sultán Murad II en la ciudad húngara de Nagyvárad. Sin embargo, ese tratado no sería respetado por Vladislao I, y sus tropas sufrieron una importante derrota en la batalla de Varna, terminando con la muerte de Vladislao I.
Después de la muerte de Vladislao I, la nobleza húngara y morava usó su influencia para liberar al joven Ladislao V de la corte de su tutor, el emperador Federico III de Habsburgo y nombró en 1446 a Juan Hunyadi regente de Hungría, hasta que el pequeño Ladislao alcanzase la edad de gobernar. Hijo de un noble menor de ascendencia valaca o cumano, Hunyadi se había distinguido en las guerras contras los otomanos. Ascendido a general, había sido gobernador militar de Transilvania, era uno de los mayores propietarios de Hungría, y héroe de guerra. Usó su patrimonio personal y el apoyo de sus partidarios para alcanzar la Regencia pese a la oposición de los magnates.
Juan Hunyadi luchó incansablemente contra los otomanos hasta que en 1452 renunció a su cargo de regente de Hungría en Viena y Ladislao V fue coronado como rey checo en Praga tiempo después. Juan Hunyadi mantuvo su cargo de capitán general del ejército húngaro y en 1456 obtuvo una enorme victoria en Belgrado sobre las huestes del sultán turco Mehmed II, que fracasaron en el sitio de Belgrado. Las tropas húngaras estuvieron asistidas en gran parte por contingentes de campesinos al mando del fraile italiano Juan Capistrano, quien predicó en Hungría para llevar a cabo una guerra santa contra los turcos invasores. Durante el asedio, el papa Calixto III ordenó que las campañas de todas las iglesias sonaran al mediodía, llamando a los creyentes a la oración para defender la ciudad. Sin embargo, en muchos países (como Inglaterra y los reinos hispánicos), las noticias de la victoria llegaron antes que la orden papal, por lo que el sonido de las campanas se transformó en una muestra de alegría. Ni Capistrano ni Hunyadi sobrevivieron mucho tiempo después de su gran victoria, cuya noticia se difundió por toda Europa. Ambos cayeron víctimas de la peste bubónica y fallecieron en su campamento militar en 1456.
Tras la muerte de Juan Hunyadi, el cargo de capitán general del país recayó en Ulrico II de Celje en 1456, tío de Ladislao V. Ulrico de Celje avanzó al poco tiempo con sus tropas hacia Nándorfehérvár, y después de una discusión verbal con Ladislao Hunyadi, hijo de Juan Hunyadi (quien se había convertido en el cabeza de la familia), Ulrico fue asesinado por los hombres de Hunyadi. Ante esto, el joven rey Ladislao V accedió a concederle el perdón y no tomar represalias contra los Hunyadi. Pero en cuanto se vio seguro en Buda, Ladislao V hizo arrestar a los dos hermanos (Ladislao Hunyadi y Matías Hunyadi), siendo condenado el primero por un tribunal real y posteriormente decapitado.

### El Renacimiento en Hungría (1458-1526)

#### Matías Corvino y el absolutismo (1458-1490)
La hermana mayor de Ladislao V, Ana y su esposo, Guillermo III, landgrave de Turingia, reclamaron su herencia, pero no recibieron apoyo de los estamentos. En enero de 1458, se convocó a la Dieta de Hungría en Pest para elegir un nuevo rey. El legado apostólico del papa Calixto III, el cardenal Juan de Carvajal hizo campaña a favor de Matías. Era la manera de acabar la guerra civil. Ladislao Garai fue el primer barón en avenirse a aceptar a Matías y en una reunión con la madre y el tío del aspirante, prometió que él y sus aliados apoyarían la elección; Szilágyi le aseguró que su sobrino no se vengaría por el ajusticiamiento de su hermano Ladislao. Szilágyi llegó a la Dieta al frente de quince mil soldados con los que amedrentó a los barones que se reunían en Buda. Intimidados, el 24 de enero los nobles acudieron al congelado río Danubio y proclamaron unánimemente rey a Matías (de 14 años). Al mismo tiempo, la Dieta nombró regente a su tío hasta que el joven Matías cumpliera la mayoría de edad. Szilágyi acordó con Jorge de Podiebrad la liberación de Matías a cambio de un escate y como parte del acuerdo, con la condición de que su hija Catalina Podiebrad se casase con el nuevo monarca (así ocurrirá en 1463 celebrándose la boda en Buda.)
Matías Corvino (r. 1458-1490) fue, con la única posible excepción de Juan I Szapolyai, el último rey de Hungría que gobernó efectivamente sobre todo el país. Era la primera ocasión en la Hungría medieval en que un miembro de la nobleza, sin ancestros o relaciones con la realeza, alcanzaba el trono real. Un auténtico príncipe del Renacimiento, exitoso militar y hábil administrador, sobresaliente lingüista, notable astrólogo y patrón de las artes y del conocimiento.
Cuando tomó las riendas de Hungría en sus manos, se esforzó por mantener la paz y apaciguar a los nobles húngaros que apoyaban al emperador Federico III de Habsburgo. Tras firmar la paz con el Sacro Imperio en 1463, condujo su ejército contra los turcos y reconquistó los territorios de Bosnia. En 1464 fue coronado, después de recuperar la Santa Corona húngara que se hallaba en manos del emperador. Después de haber sido coronado propiamente, Matías Hunyadi comenzó a reformar la cancillería húngara, así como la administración del tesoro nacional, y creó nuevos jurados en todo el reino. En 1467 realizó reformas en el sistema de impuestos para corregir las debilidades de los bienes reales, lo que logró que grandes cantidades de dinero entrasen en el tesoro real. Todos estos bienes los destinó a la creación de un ejército mercenario, conocido como el Ejército Negro de Hungría, con el que planeaba conquistar países vecinos y crear un nuevo imperio en la Europa central. Para iniciar esto, movilizó su ejército contra su suegro Jorge de Poděbrady, quien para ese momento había sido coronado rey de Bohemia y la gobernaba bajo la confesión cristiana reformada husita. El papa Paulo II convocó las fuerzas militares católicas de Matías para una guerra santa contra el rey bohemio. Si bien no logró ocupar el reino de Bohemia cuando lo atacó en 1468, su decepción aumentaría, cuando en 1471 sería nombrado rey checo Vladislao Jagellón, cerrándose su oportunidad de apoderarse de Bohemia. En este momento comenzó una guerra de Matías Hunyadi contra el nuevo rey de Polonia y Bohemia, la cual duró hasta 1478 y tuvo como uno de sus campos de batalla la región de Silesia en 1474. La paz sería firmada finalmente en 1479, mientras en el otro extremo del reino los comandantes de Matías, Pablo Kinizsi y Esteban Báthori, vencían a los turcos en Transilvania en ese mismo año. 
Por otra parte, condujo una larga campaña contra los turcos otomanos, durante la cual en (1475-1476) obtuvo varias victorias y en 1479 se enfrentó contra ellos en la región de Kenyérmező, batalla en la que Matías resultó victorioso. Matías Hunyadi dirigió sus tropas tres veces (1477, 1482 y 1485) contra el emperador Federico III de Habsburgo, ya que este mantenía pretensiones sobre el trono húngaro. En la tercera oportunidad, Matías derrotó al emperador y ocupó Viena, donde estableció su sede real húngara. De esta forma continuaría afianzando su dominio en las regiones bajas de Austria en 1487.
Aunque Matías reunía regularmente a la Dieta y aumentó el poder de la pequeña nobleza en los condados, ejerció su poder de un modo absoluto a través de la creación de una burocracia eminentemente laica. Reclutó un ejército de 30 000 hombres entre húngaros y extranjeros y fortificó la frontera sur del país con la creación de una red de castillos. Sin embargo, no desarrolló una política antiturca agresiva como su padre, sino que lanzó ofensivas, bastante impopulares contra Bohemia, Polonia y Austria bajo el pretexto de crear una potencia centroeuropea que pudiera plantar cara a los otomanos, pero con la intención última de convertirse en emperador del Sacro Imperio. Eliminó exenciones fiscales y aumentó las cargas sobre los siervos para financiar el nuevo ejército y los gastos de su corte. La nobleza protestó ante estas medidas, pero los siervos en general consideraron a Corvino un rey justo, ya que, aunque incrementó sus cargas, les defendió de modo efectivo contra los abusos de otros magnates. Reformó también el sistema legal del país, estimulando el crecimiento urbano.
Matías Corvino fue un auténtico hombre del Renacimiento, y convirtió su corte en un centro de irradiación de la cultura humanística; bajo su gobierno, en 1472], la imprenta llegó a Hungría y se creó una segunda Universidad en Budapest. La Bibliotheca Corvinniana, obra suya con más de 2500 tomos, era conocida en toda Europa. En ella se guardaba la mayor colección de documentos históricos y trabajos filosóficos y científicos durante el siglo XV, siendo superada únicamente por la Biblioteca Vaticana, que solo custodiaba materiales religiosos. Esta librería renacentista fue declarada Patrimonio de la Humanidad por la UNESCO. En 1465, a petición del rey húngaro, el papa Paulo II fundó la Universitas Istropolitana en la ciudad de Pressburg (hoy Bratislava), la cual se convirtió en uno de los centros culturales más importantes de la época en Europa central.
Durante su reinado y especialmente en la década de 1460 construyó un suntuoso palacio renacentista en Buda, reemplazando al anterior castillo de Buda y reformó el castillo de Visegrád, también al estilo renacentista. Se estableció una etiqueta al estilo napolitano, conjugando las costumbres húngaras con las italianas nobles de la época. Igualmente se abrieron las puertas a astrólogos, científicos y toda clase de intelectuales y artistas renacentistas, que poblaron la corte real.

### La dinastía Jagellon y la decadencia de Hungría (1490-1526)
Tras la muerte de Matías Corvino, el trono húngaro quedó vacante, pues no había dejado descendientes varones legítimos. La nobleza húngara se dividió en dos facciones, una que apoyaba a Juan Corvino, el hijo ilegítimo del fallecido rey que había sido reconocido por su padre y colmado con títulos y propiedades, y otra, encabezada por la reina viuda Beatriz de Aragón, que deseaba elegir y coronar a Vladislao Jagellón, el hijo del rey polaco Casimiro IV que ya había conseguido ser coronado como rey de Bohemia en 1471. Juan Corvino fue convencido para renunciar al trono y se marchó a las regiones fronterizas del Sur, creyendo que sería compensado con el reino de Bosnia, pero en realidad fue emboscado y expoliado del tesoro real. 
Vladislao Jagellón accedió al trono por vía materna, ya que era nieto del rey Alberto y, por vía paterna, era sobrino del rey Vladislao I. Entre las condiciones para ser coronado como rey húngaro se hallaba que debía tomar como esposa a Beatriz de Nápoles, la viuda del rey Matías que gozaba de muchos apoyos entre la nobleza; sin embargo, Vladislao ya había firmado años atrás un contrato nupcial con Bárbara de Brandenburgo, teniendo así un matrimonio no consumado como impedimento. Vladislao se casó con Beatriz y mudó pronto su sede real a Buda, siendo coronado al poco tiempo como Vladislao II de Hungría, Ulászló II para la historiografía húngara. La esfera de influencia checa aumentó de inmediato, y muchos nobles húngaros apoyaron al nuevo rey, considerando efectivamente que no había otro más capacitado para ocupar el trono húngaro, pues se requería de alguien que pudiese luchar contra los turcos, y que asistiese al reino con los ejércitos bohemios. Vladislao gobernó las dos naciones desde Buda hasta su muerte en 1516.. 

### Vladislao II (1490-1516)
Los magnates del reino, que no deseaban otro rey de mano dura, habían elegido bien ya que Vladislao II (r. 1490-1516) sería conocido como el rey Dobže, o Dobzse (que significa 'bueno' o, en otro sentido, 'de acuerdo') por su hábito de aceptar con esa palabra cualquier papel que se le pusiera delante. Durante su reinado las decisiones importantes fueron tomadas por el canciller húngaro Tomás Bakócz y luego por Jorge Szatmári, ambos posteriormente con destacados cargos eclesiásticos. Bakócz, que era miembro del consejo real de Matias Corvino, fue, desde 1490 hasta su muerte en 1521, el principal estadista de Hungría y el principal responsable de su política exterior: gracias a sus esfuerzos, Hungría no accedió a la liga de Cambrai, fue consistentemente amiga de Venecia y formó un pacto familiar con los Habsburgo. 
Bajo el reinado de Vladislao II, el poder central comenzó a atravesar serias dificultades financieras, debido principalmente a la ampliación de territorios feudales a expensas del patrimonio real. A instancias de la nobleza, el rey abolió los impuestos creados por Corvino y que servían para financiar el ejército húngaro, con lo que este se dispersó justo cuando la amenaza turca era más acuciante. Los magnates desmontaron también el sistema administrativo creado por Corvino y se enfrentaron a la pequeña nobleza. En 1492, la Dieta limitaba la libertad de movimiento de los siervos y ampliaba sus obligaciones, mientras que una parte importante de campesinos libres conseguía prosperar gracias a la exportación de ganado a Occidente.
El descontento rural estalló en 1514 cuando un grupo de campesinos armados que iban a unirse a una cruzada contra los turcos se rebeló bajo las órdenes de György Dózsa (un capitán de la guardia de fronteras) y atacó numerosas propiedades por toda Hungría. Unidos frente a esta amenaza común, alta y pequeña nobleza derrotaron finalmente a los rebeldes, tras lo que Dozsa y los otros líderes fueron cruelmente ejecutados. Conmoncionados por la rebelión campesina, la Dieta de 1514 aprobó nuevas leyes que vinculaban definitivamente a los siervos a la tierra y aumentaban aún más sus cargas. El castigo corporal se extendió, y algunos nobles incluso amarraban a sus siervos como si fueran rebaños. El jurista István Werbőczy incluyó estas nuevas leyes en su Tripartitum de 1514, una recopilación del derecho consuetudinario húngaro que constituiría el espíritu del corpus legal del país hasta la revolución de 1848. Sin embargo, Tripartitum nunca fue aprobado como tal y en él se reconocía al rey y a los magnates húngaros igual poder: los nobles reconocían al rey como su superior, pero, a cambio, se les otorgaba la prerrogativa de elegir al rey. Tripartitum, además, eximía a la nobleza del pago de impuestos, obligaba a prestar servicios militares solo en caso de guerras defensivas, y les permitía realizar arrestos arbitrarios con total inmunidad.

### Luis II y victoria de los turcos (1516-1526)
Cuando Vladislao II murió en 1516, su hijo de diez años Luis II fue coronado rey de húngaros y bohemios. Luis había nacido en Hungría, dominaba el idioma y había adoptado las costumbres húngaras. Pero siendo menor un Consejo Real designó a la Dieta para que gobernara el país. Hungría estaba al borde de la anarquía por las luchas nobiliarias. Las arcas reales estaban exhaustas, y el rey tuvo que pedir dinero prestado para mantener su hacienda, pese al hecho de que recibía un tercio de los ingresos nacionales. El país se encontraba indefenso frente a amenazas exteriores: los guardias fronterizos no recibían su paga, las fortalezas se desmoronaban por la falta de mantenimiento y las iniciativas para incrementar los impuestos que permitieran reforzar las defensas eran desestimadas.
Se enfrentó a la más grande amenaza de su tiempo, ya que el sultán Solimán el Magnífico había lanzado su ejército hacia Europa y en 1521 había conquistado Belgrado a pesar de la heroica defensa de húngaros y serbios. El comandante húngaro de la ciudad, el conde Valentín Török, apenas logró escapar; cayó así la última ciudad fronteriza de los húngaros y el camino a Buda, la residencia real, quedó expedito. El mundo cristiano católico se veía severamente amenazado, no solo por la inminente invasión turca, sino por el levantamiento por toda Europa de los protestantes, seguidores de Martín Lutero, contra la Iglesia católica. En 1523, la Gran Asamblea de Buda decretó que todos aquellos luteranos que enfrentasen directamente a la Iglesia y no pagasen el diezmo, serían condenados a perder sus bienes, en aras de mantener el orden en el reino.

### De la derrota de Mohacs a la ocupación de Buda (1526-1541)
La victoria de Mohács no les dio a los otomanos la seguridad que querían. Buda quedó indefensa; sólo los embajadores francés y veneciano esperaron al sultán para felicitarle por su gran victoria. Aunque entraron en una Buda evacuada y sin vigilancia y saquearon el castillo y sus alrededores, se retiraron poco después. Al regresar a Constantinopla al final de la campaña, el sultán podía considerarse dueño del destino de Hungría, aunque optó por no imponer su dominio. 
La muerte del rey Luis II sin heredero causó un grave conflicto y los últimos tres meses del año 1526 estuvieron marcados por un vacío de poder; la autoridad política estaba en un estado de colapso. El 10 de noviembre Juan I de Zápolya, voivoda húngaro de Transilvania —que por razones desconocidas no había llegado a tiempo de participado en Mohacs y que mantenía íntegro su ejército— se hizo elegir rey por los nobles menores (sin título) en la Dieta de Székesfehérvár tras haber nombrado al obispo de Eger, Pablo Várdai, como arzobispo de Esztergom (el jerarca Ladislao Szalkai también había muerto en Mohács). Así el nuevo arzobispo de Esztergom coronó al noble húngaro como «Juan I de Hungría» al día siguiente. Pronto el archiduque de Austria de los Habsburgo, Fernando I, que ya había reclamado el trono húngaro por sus derechos matrimoniales con Ana Jagellón, hermana del fallecido Luis II, también fue elegido rey por los magnates, barones y el clero católico en una Dieta de grupa en Pozsony el 17 de diciembre de ese mismo año. El título de rey de Hungría va a ser disputado entre Zápolya y Fernando hasta 1540. 
Entretanto, el emperador Carlos I, hermano de Fernando I, había ocupado la ciudad de Roma en mayo de 1527. Libres tanto Carlos como Fernando de ese compromiso militar, el 20 de junio de 1527, Fernando  declaró la guerra a Juan I de Hungría. Con la ayuda de tropas de mercenarios germanos de su hermano, entró en Buda el 20 de agosto sin haber sido asediada y obtuvo una victoria decisiva en Tokaj el 27 de septiembre. Zápolya debió refugiarse en Transilvania. A finales de 1527 Zápolya, que había perdido mucho poder y control sobre los territorios húngaros, se refugió con su antiguo cuñado el rey polaco Segismundo I Jagellón el Viejo, que una década antes había estado casado con Bárbara de Zápolya, su hermana mayor. En ese momento, en Hungría la asamblea de Marosvásárhely y de Brassó ya habían aceptado a Fernando como rey ante el temor de los ejércitos imperiales de Carlos I. Fernando controlaba gran parte del reino, así que fue coronado rey de Hungría  el 3 de noviembre en Székesfehérvár, según las leyes húngaras, ya que había llegado a sus manos la Santa Corona Húngara luego de que su custodio, Pedro Perényi, abandonase a Zápolya.
Bohemia cayó en manos de los Habsburgo, que también dominaban el norte y el oeste de Hungría y los restos del reino de Croacia, mientras que los otomanos mantenían Hungría central y la soberanía sobre una semiindependiente Transilvania. Esto proporcionó a los húngaros el ímpetu suficiente para continuar resistiendo la ocupación otomana, lo que hicieron durante otros setenta años.
La rama austriaca de los monarcas de los Habsburgo necesitaba el poder económico de Hungría para sostener las guerras otomanas. Aunque el territorio del antiguo Reino de Hungría se había reducido en alrededor de un 70% con una grave pérdida demográfica, esa Hungría real, más pequeña y fuertemente devastada por la guerra, era la mayor fuente de ingresos de Fernando, y siguió siendo económicamente más importante que Austria o el Reino de Bohemia incluso hasta finales del siglo XVI.
Zápolya envió embajadas pidiendo ayuda a Baviera, a Polonia, al rey Francisco I de Francia, al papa y a muchos otros Estados, pero ninguno accedió a asistirle, pues nadie se atrevía a enfrentar a Carlos I, salvo Francisco, que preparaba una expedición a Nápoles. En 1527 Zápolya envió una embajada dirigida por Jerónimo Laszky ante el sultán Solimán el Magnífico para pedirle asistencia. Ambos firmaron un tratado el 27 de enero de 1528. 

### El asedio de Viena (1529)
Con Hungría bajo control, Solimán pudo dirigir su mirada a una de sus mayores ambiciones: Viena. Así, en mayo de 1529 abandonó Constantinopla. Las fuerzas del voivoda de Valaquia entraron en Transilvania bajo las órdenes del sultán. Soleimán regresó a Mohács, donde se reunió por voluntad suya con Zápolya, quien, en el transcurso de una solemne audiencia, debió arrodillarse y besarle la mano siendo reconocido como rey de Hungría y, en consecuencia, como vasallo del Imperio otomano. Abandonando el lugar de la que había sido una de sus victorias más importantes, Solimán llegó a Buda en sólo tres días, ocupada de nuevo por las tropas cristianas. Tras un breve asedio, la ciudad fue tomada y sus habitantes esclavizados, pero a diferencia de la vez anterior, los jenízaros tenían prohibido el pillaje. Pocos días después, Zápolya fue coronado oficialmente como rey; Solimán no asistió a la ceremonia, probablemente para no dar demasiada importancia a quien consideraba sólo un vasallo menor; además, se acercaba el otoño y era necesario llegar a Viena lo antes posible.
Soleimán comenzó el 27 de septiembre el sitio de Viena, un enfrentamiento entre su ejército —120 000 hombres, 28 000 camellos y 300 piezas de artillería—, y los defensores cristianos, que contaban con unos 20 000 combatientes y 72 cañones a las órdenes de Felipe del Palatinado-Neoburgo. Las operaciones resultaron más difíciles de lo esperado y la preocupación por la proximidad del invierno llevaron a abandonar y regresar a Constantinopla, no sin antes celebrar la campaña militar como un éxito y negar que el objetivo fuera conquistar Viena. En el viaje de vuelta, de dos meses, perdió muchos hombres por enfermedades y mal tiempo.

### Conflictos hasta 1540
A pesar de sus aplastantes victorias en Hungría, Solimán aún no había establecido plenamente su autoridad en la región. Así, en abril de 1532, volvió a salir de la capital al frente de más de cien mil hombres cuyas filas incluían doce mil jenízaros, treinta mil soldados de Anatolia, dieciséis mil de Rumelia y veinte mil spahi a los que se añadía una fuerza de artillería de trescientos cañones. Al llegar a Belgrado y recibir nuevos refuerzos de los tártaros de Sahib I Giray, Solimán estaba dispuesto a enfrentarse definitivamente al emperador Carlos V. Sin embargo, su ambición no pudo cumplirse: los cristianos no se sentían en absoluto preparados para enfrentarse a un enemigo tan decidido y numeroso, por lo que Fernando de Habsburgo prefirió enviar dos embajadores al sultán para ofrecerle un tributo de cien mil ducados a cambio de la paz y su reconocimiento como rey de Hungría, oferta que el sultán rechazó.
Al fracasar los esfuerzos diplomáticos para frenar el avance otomano, los cristianos tuvieron que ponerse a la defensiva. El ejército de Solimán, tras numerosos éxitos, se paralizó durante el asedio de Güns, una ciudad situada a sólo cien kilómetros de Viena y defendida por sólo ochocientos hombres al mando de Nikola Jurišić, que se prolongó durante todo el mes de agosto, lo que hizo que los otomanos perdieran un tiempo valioso. Después de conquistar trabajosamente la ciudad, Solimán prefirió dirigirse hacia el oeste, hacia Estiria, en lugar de apuntar directamente a Viena, probablemente porque había contado con expulsar a Carlos V de la ciudad y así enfrentarse a él en campo abierto, pero el emperador de los Habsburgo prefirió evitar el contacto y permaneció dentro de las murallas.
En Estiria, Solimán conquistó varias ciudades, pero tuvo que renunciar a la toma de Graz y Maribor, que no cedieron a la fuerza otomana. El tiempo perdido en Güns no le permitió continuar con las operaciones y regresó a Constantinopla el 18 de noviembre de 1532. El resultado de la campaña también se celebró solemnemente, pero el sultán no pudo quedar plenamente satisfecho. Al término de los acontecimientos, se firmó una tregua entre los otomanos y los cristianos, que dio lugar al tratado de Constantinopla de 1533; con ello Zápolya conservaba el reino de Hungría, Carlos V salvaba sus fronteras y podía concentrar sus fuerzas para contrarrestar la Liga de Esmalcalda. Solimán por su parte se volvió hacia Persia, consciente de la oportunidad de romper la tregua con los cristianos cuando quisiera.
La situación tensa entre Fernando I y Juan I continuó durante varios años intentando firmar tratados, y desprestigiarse el uno al otro. Fernando intentó también que el sultán perdiese su confianza en Juan I, pero no lo consiguió. En 1538 los dos reyes firmaron un tratado de paz secreto en la ciudad de Várad, acordando dividir el reino en dos, y para evitar conflictos sucesorios, que tras la muerte de Juan —que no tenía entonces herederos—, el trono pasaría a Fernando I. Puesto que el acuerdo lesionaba los intereses otomanos, jamás fue publicado.

### La sucesión de Zápolya: la toma de Buda de 1541 y la división de Hungría
Pero Juan de Zápolya se casó el 16 de febrero (o el 22) de 1539 con Isabela Jagellón, hija del rey Segismundo I de Polonia, y fue coronada como reina consorte húngara en la ciudad de Székesfehérvár. Y el 7 de julio de 1540 nació su hijo, Juan Segismundo, y de inmediato, su padre, enfermo, faltó al acuerdo y  mandó nombrarle rey, haciendo prometer a su esposa  Isabela, al conde Valentín Török y al sacerdote Jorge Martinuzzi que protegerían al nuevo heredero y sucesor. 
El 17 de julio, apenas diez días después de nacer el niño, murió Zápolya. Aunque Solimán creía que el niño era su legítimo sucesor, salió a la luz el acuerdo secreto que Zápolya había hecho en 1538, en el que se establecía que a su muerte Hungría volvería a manos de Fernando de Habsburgo a cambio de su reconocimiento en el trono mientras viviera. Para Solimán, ese acuerdo era inaceptable, ya que se había hecho hizo antes del nacimiento del hijo, mientras que Fernando afirmaba que el niño no era hijo de Isabel y por ello invadió Hungría.
Así, Isabel y su hijo Juan abandonaron Buda para pedir ayuda a Solimán, quien tuvo que partir de nuevo en dirección a Hungría. Esta vez el ejército otomano encontró poca resistencia en su camino y, reforzado por las tropas enviadas por Isabel, sitió Buda, y en consecuencia, derrotaron a las defensas dirigidas por Wilhelm von Roggendorf y expulsaron a los imperiales, quienes dejaron dieciséis mil hombres atrás. El 2 de septiembre de 1541, el sultán acompañado por su hijo Şehzade Bayezid y el gran visir Hadım Suleiman Paşa (quien había tomado el relevo de Luṭfī Paşa unos meses antes) entró en la ciudad con grandes honores y, como era su costumbre, se dirigió a una iglesia que entretanto se había convertido en una mezquita para rezar. Primero dio su palabra a Isabel de que ocuparía la ciudad de Buda hasta la mayoría de edad de Juan Segismundo, quien reinaría de forma independiente, aunque como vasallo del Imperio otomano. Luego regresó a Constantinopla. Juan Segismundo,  gobernó hasta su muerte como antirrey húngaro (1540-1570) frente a Fernando I de Habsburgo y como el primer príncipe de Transilvania (1559-1571). A su vez, Valentín Török fue apresado y enviado a Estambul donde murió encarcelado.  La mayor parte de los 17−19 000 soldados otomanos que quedaron al servicio de las fortalezas en la Hungría otomana eran eslavos ortodoxos y musulmanes de los Balcanes. Los eslavos del sur eran akıncıs y otras tropas ligeras interesadas en llevar a cabo el pillaje en el territorio de lo que ahora es Hungría.
El antiguo reino de Hungría terminó de dividirse en tres: el oeste y el norte  reconocieron a un Habsburgo por rey (de la "Hungría Real"); los condados centrales y meridionales fueron anexionados por el sultán otomano y constituirán el eyalato de Buda, ya parte del imperio otomano; y el este, bajo el nombre de Reino de Hungría del Este  fue gobernado, como vasallo de los otomanos, por el hijo de Zápolya con la reina viuda Isabel Jagellón actuando de regente (que después de 1570, se convertirá en el Principado de Transilvania). El sultán ordenó que se crease una organización político-administrativa en la región central  designando un pachá al frente de ella. La región de Transilvania se hallaba cada vez más alejada de la esfera de influencia de los Habsburgo, lo que desalentaba a Fernando I a mantener sus pretensiones sobre el Este de Hungría.
Luego de la captura de Buda la ocupación del territorio comenzó a experimentar cambios. Vastas extensiones permanecieron deshabitadas y cubiertas de bosques. Las llanuras aluviales se transformaron en pantanos. La vida de los habitantes del lado otomano era peligrosa. Los campesinos huyeron hacia los bosques y pantanos, formaron bandas guerrilleras, denominadas tropas Hajdú. Con el tiempo, el territorio de la Hungría otomana se convirtió en una sangría para el Imperio otomano, que consumía la mayor parte de sus recursos para mantener una larga cadena de fuertes fronterizos. Sin embargo, algunos sectores de la economía florecieron. En las grandes praderas despobladas, se criaba ganado que luego era conducido hacia el sur de Alemania y norte de Italia —algunos años se llegó a exportar hasta medio millón de animales—. El vino se vendía en el reino de Bohemia, archiducado de Austria y en la República de las Dos Naciones (Polonia y Lituania).

### La Hungría otomana y el surgimiento del Principado de Transilvania (1541-1571)

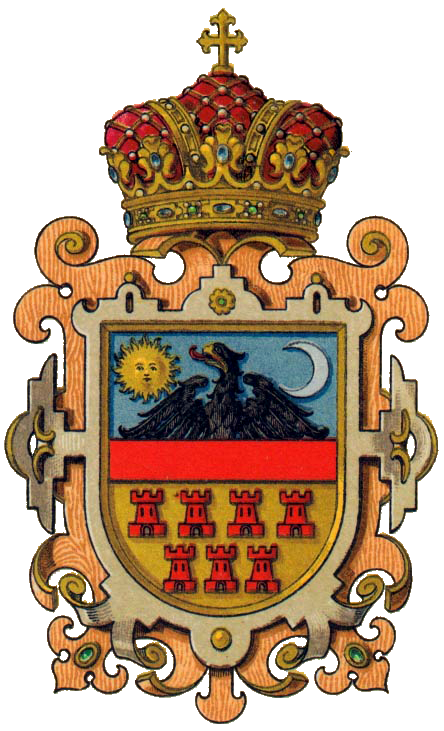
Escudo de armas del Principado de Transilvania.

En 1552, al sur del reino húngaro, en la frontera con Transilvania, el ejército del pachá Ahmed tomó la ciudad de Temesvár, y al poco tiempo los ejércitos unificados de los pachás Alí y Ahmed avanzaron hacia el noroeste de Transilvania a la ciudad de Várad, la cual conquistaron después de un largo asedio. Ese mismo año, las tropas del pachá Ali ocuparon la fortaleza de Drégely, al norte de Hungría, asegurándose así el control sobre la región central del reino. Igualmente en 1552, las fuerzas turcas sitiaron la ciudad de Eger al norte del reino; gracias a su localización y a la logística empleada por sus defensores, los otomanos resultaron derrotados y se vieron forzados a retirarse. Durante los años siguientes se libraron batallas menores entre húngaros y turcos. Al fallecer Fernando I de Habsburgo en 1564, su hijo Maximiliano II de Habsburgo lo sucedió en el trono e igualmente en el control sobre los territorios húngaros no islámicos. 
Tras la muerte de Fernando I, el capitán de la ciudadela húngara de Szigetvár, el conde Nicolás Zrínyi, se negó a pagar el tributo al sultán otomano, lo cual causó la ira de Suleimán, y como castigo envió a más de mil soldados otomanos a asediarla. En 1566, el sultán movilizó sus ejércitos hacia el suroeste de Mohács, donde tuvo lugar la batalla de Szigetvár, fortaleza húngara que estaba defendida por Zrínyi y aproximadamente 2500 hombres. El asedio duró más de un mes. Repentinamente falleció Suleimán el Magnífico de una enfermedad en su campamento. Esto no modificó el curso del asedio y los turcos continuaron avanzando por los muros de la ciudad, hasta que el capitán Zrínyi fue apresado y decapitado junto con sus últimos soldados. 
La muerte de Suleimán creó cierto caos en el Imperio otomano y pronto Selim II sucedió a su padre. En 1568, se firmó la Paz de Adrianópolis entre el emperador germánico Maximiliano II de Habsburgo y el nuevo sultán Selim II, en la que se estipuló que el emperador pagaría anualmente 30 000 piezas de oro húngaros al sultán como tributo y se suspenderían las incursiones de ambas facciones en territorios enemigos. Por otra parte, en 1570, el emperador y Juan Segismundo Szapolyai firmaron el Acuerdo de Espira, donde se declaraba la independencia de Transilvania, siendo reconocida como el Principado de Transilvania, y forzando así al conde Juan Segismundo Szapolyai a renunciar a sus aspiraciones reales sobre los territorios anteriormente bajo control de Fernando I de Habsburgo y luego de Maximiliano II. El emperador germánico fue entonces coronado como rey absoluto de los húngaros y se selló así la separación de Hungría en tres regiones político-administrativas independientes.

### La Reforma protestante y la Contrarreforma en Hungría

#### Reforma protestante
La Reforma en el reino de Hungría comenzó alrededor de 1520 y tuvo como resultado la conversión de la mayoría de los húngaros del catolicismo a una denominación protestante a finales del siglo xv. El reino de Hungría, una potencia regional de Europa Central a finales del siglo xv, era una monarquía compuesta multiétnica con una importante población no católica, predominantemente griega ortodoxa.
El movimiento protestante reformador iniciado por el monje agustino Martín Lutero se conoció pronto en el reino de Hungría. Tras la batalla de Mohács en 1526, en que los otomanos derrotaron a los húngaros y murió el rey Luis II de Hungría, la Iglesia católica sufrió un periodo de debilitamiento en el país, ya que fueron numerosos los sacerdotes, obispos y arzobispos católicos que murieron en la batalla; esto dejó el campo abierto para nuevos religiosos de estratos inferiores que simpatizaban con la Reforma protestante. Muchos nobles húngaros, al igual que los alemanes y franceses, vieron en la Reforma la oportunidad de deshacerse del pago del diezmo y de la supervisión de la Iglesia católica, de modos que ellos y sus vasallos fueron pasando paulatinamente al luteranismo.
La Reforma se popularizó muy pronto en una parte de la Hungría dividida, en la Hungría Oriental (futuro Principado de Transilvania), donde el conde húngaro Juan Segismundo de Zápolya gobernaba como rey independiente aunque vasallo del Imperio otomano, que decidía el ocupante del trono y la orientación política. No lo era en la Hungría Real —al oeste, católica, controlada por los germánicos, donde Fernando I, hermano del emperador Carlos I, también había sido coronado como rey— ni en la Hungría otomana (el eyalato de Buda), la parte central en poder otomano. En la Hungría Real el catolicismo se mantuvo con gran fortaleza y, si bien los predicadores protestantes eran comunes, la influencia del rey Habsburgo no permitía su predominancia. En cambio, en la Hungría otomana los sacerdotes católicos eran rara vez vistos; la mayoría de los clérigos cristianos eran protestantes, que contaban entonces con la protección de los otomanos. Sin embargo, rara vez los turcos se entrometieron en las disputas religiosas entre las dos facciones, conformándose con que los cristianos pagasen el tributo al sultán.
Transilvania y sus príncipes se convirtieron en las figuras representativas de la vieja Hungría, contrapuestas a la dinastía de los Habsburgo. Juan Segismundo se convirtió al protestantismo y comenzó a acoger a todos los filósofos y religiosos checos y germánicos que huían del Imperio y de los Habsburgo. La estrategia de Zápolya y de los posteriores príncipes de Transilvania fue utilizar al protestantismo como instrumento contra los Habsburgo católicos, de los que querían deshacerse para reunificar el reino húngaro dividido. Igualmente, el nuevo movimiento religioso de Juan Calvino, conocido como calvinismo, siguió los pasos del luteranismo, y la región noreste del Reino húngaro se comprometió tanto con esta nueva confesión cristiana que la ciudad de Debrecen era conocida la en aquella época como «La Roma calvinista».  
Los príncipes transilvanos promovieron las escuelas protestantes, cada vez más populares en ciudades como Bratislava, Sopron, Szárlőrinc o Sárvár, así como en los asentamientos sajones en el principado transilvano. Posteriores príncipes como el barón húngaro Esteban Bocskai (1605-1606) y el conde húngaro Gabriel Bethlen (1613-1629) fueron fuertes defensores del protestantismo en Transilvania y Hungría. Catapultaron a los húngaros a un nivel cultural, sociopolítico y económico a la par con Francia, el Imperio Germánico e Inglaterra; encabezaron guerras contra los Habsburgo e incluso Bethlen participó en la guerra de los Treinta Años (1618-1648) a favor de la confederación protestante.
En 1541 se publicó la primera traducción al húngaro del Nuevo Testamento, obra del monje Juan Sylvester. Años después, en 1590, el pastor protestante Gáspár Károli publicó la primera Biblia completa en húngaro, conocida como la Biblia de Károli.
Uno de los pensadores protestantes más significativos fue el pastor húngaro Ferenc Dávid (1510-1579), que primero profesó el luteranismo y luego el calvinismo. Dávid se volvió un gran defensor del antitrinitarismo, es decir, no aceptaba la existencia de la Santísima Trinidad; introdujo así el unitarismo en Transilvania y agregó una confesión religiosa más al  mosaico de ese momento. La diversidad religiosa en el principado alcanzó tales niveles que el voivoda y antirrey húngaro Juan Segismundo de Zápolya, de confesión protestante, aconsejado por sus religiosos, convocó a la Gran Asamblea transilvana y se sancionó el Edicto de Turda en 1568. Este documento sostenía que todas las confesiones religiosas cristianas eran aceptadas por igual. Hungría Oriental sería el primer reino en el mundo en reconocer la diversidad de culto cristiano: catolicismo, luteranismo, calvinismo y unitarismo.
A causa de la enemistad y de las constantes guerras de los otomanos y los Habsburgo, como principales representantes del cristianismo en Europa Central, en muchas ocasiones los turcos se aliaron con los protestantes, en vez de con los católicos. Posteriormente los Habsburgo introdujeron en Hungría la Contrarreforma católica, y la ardua labor de los jesuitas, como el cardenal Pedro Pázmány, logró la paulatina conversión de gran parte de la población al catolicismo (sin embargo, Transilvania permanecería, a grandes rasgos, protestante hasta la época actual).
- Príncipes de Transilvania en la Reforma
- Juan Segismundo Szapolyai de niño, con su madre, la reina viuda Isabel Jagellon, rindiendo vasallaje a Solimán el Magnífico en 1541. Juan Segismundo (r. 1541-1571) fue el primer príncipe de Transilvania que se convirtió al protestantismo.
- Esteban I Báthory (r. 1571-1586) y futuro rey de Polonia y de Lituania (r. 1576-1586), no perturbó la paz religiosa (aunque prohibió nuevas reformas) y su objetivo era fortalecer el catolicismo en el Principado de mayoría protestante.
- Segismundo Báthory (r. 1588-1602), partidario de los católicos, lo que hizo que los ambiciosos aristócratas jóvenes protestantes se convirtieron al catolicismo durante su reinado.

#### Contrarreforma (Reforma católica)

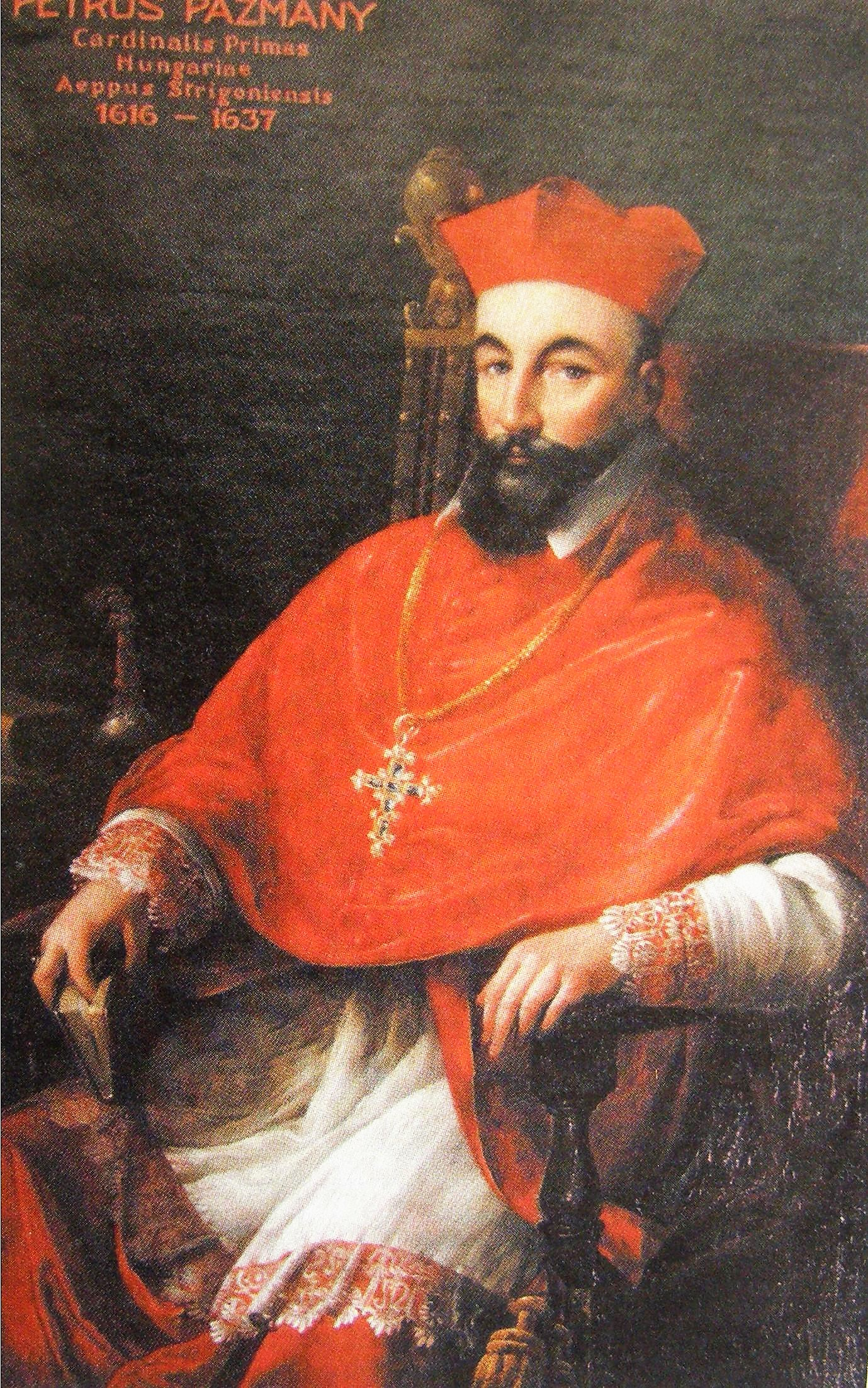
El Arzobispo jesuita Pedro Pázmány, principal figura de la Contrarreforma en Hungría.

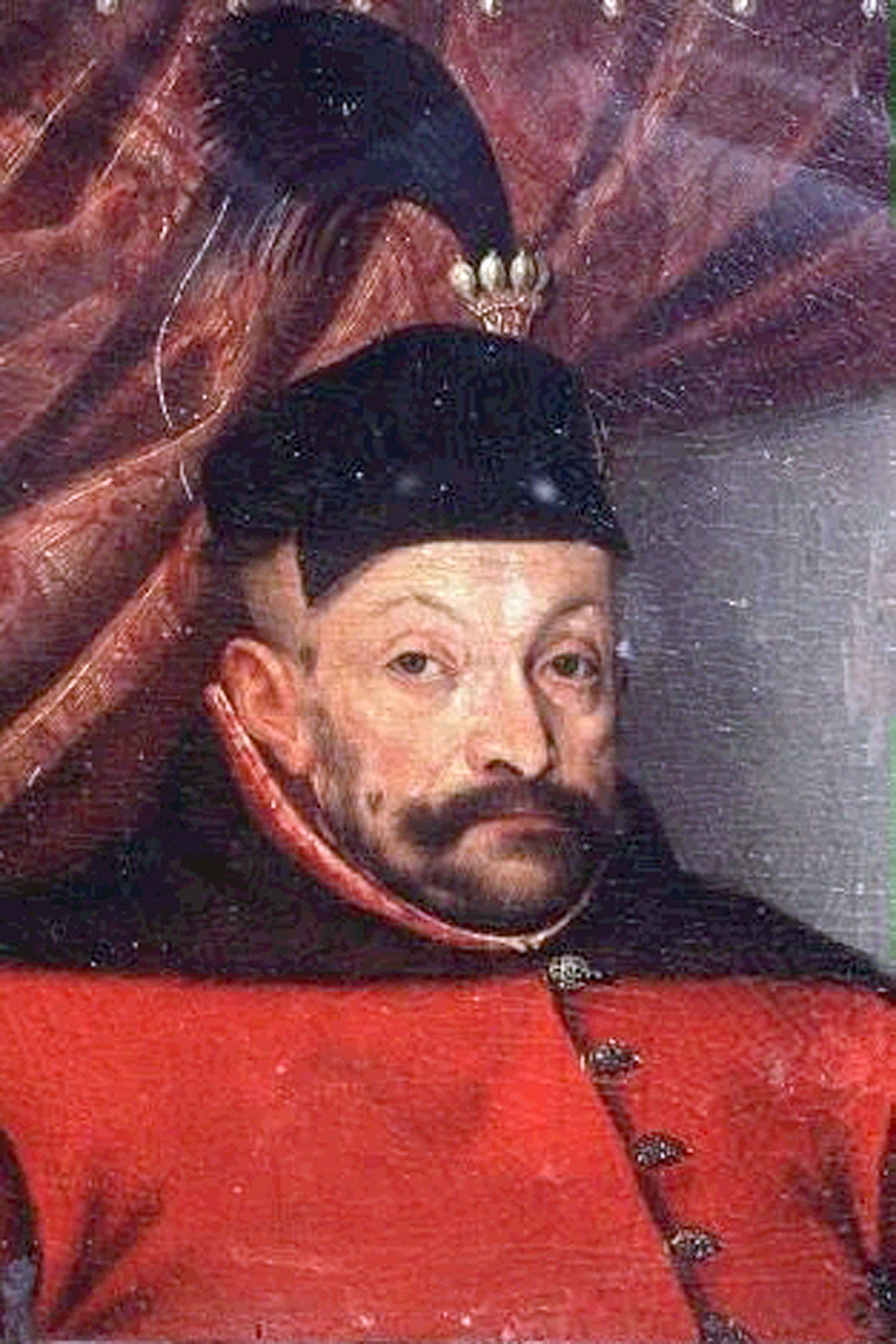
Esteban Báthory, príncipe de Transilvania, Rey de Polonia y gran promotor de la Contrarreforma húngara.

En el eyalato de Buda, la zona ocupada por los otomanos, no se obligó a los húngaros a adoptar el islam. No obstante, aquellos que eran cristianos debían pagar impuestos más altos que los musulmanes. La Hungría Real, bajo influencia germánica, continuó en gran parte católica, y pronto la nueva orden religiosa de los jesuitas se introdujo en los territorios húngaros trayendo consigo la Contrarreforma. En 1571 murió el príncipe transilvano Juan Segismundo Szapolyai, y lo sucedió en el trono el conde Esteban Báthory, quien era de confesión católica, y de inmediato comenzó a obrar para asegurar el éxito de la Contrarreforma. Media década después, Báthory fue elegido rey de Polonia en 1576 y continuó favoreciendo en ambos reinos los movimientos jesuitas católicos. La Contrarreforma se consumó en Hungría a partir de la coronación de Rodolfo II de Habsburgo en 1572, como rey húngaro, quien actuó en conjunto con Esteban Báthory para favorecer dicho proyecto. Así, en Hungría muchos volvieron a la confesión católica, que cada vez tomaba más fuerza, bajo una nueva atmósfera de renovación y cambio interno. 
Entonces surgieron importantes figuras de la nueva ola de renacimiento en el reino húngaro, como Valentín Balassi, quien fue el fundador de la poesía lírica húngara moderna. La primera Biblia católica en húngaro fue traducida y publicada en 1626 por el jesuita Jorge Káldi. Igualmente el religioso jesuita Pedro Pázmány, arzobispo húngaro, llegó a ser la principal figura de la contrarreforma, fundando en 1635 la Universidad de Nagyszombat y produciendo infinidad de textos religiosos católicos en húngaro.
Pronto la nobleza húngara anti-Habsburgo se fue dando cuenta de que no era inteligente propiciar una ruptura con la dinastía, puesto que ésta era la que mantenía orden en el Reino y la ausencia del poder germánico en dicho momento histórico sería desfavorable. Por otro lado, los nuevos pastores protestantes eran en su mayoría de origen pobre, y tras el surgimiento de dichos movimientos religiosos, ya estaban frecuentando los altos estratos. Los Habsburgo protegían asimismo los intereses de los nobles y terratenientes húngaros, originándose así una serie de factores que lentamente contribuyeron a que el catolicismo fuese restaurado en una gran parte del territorio húngaro que había abrazado el protestantismo.
(Subir al inicio de la página)

### La guerra de los Quince Años (1591-1606)

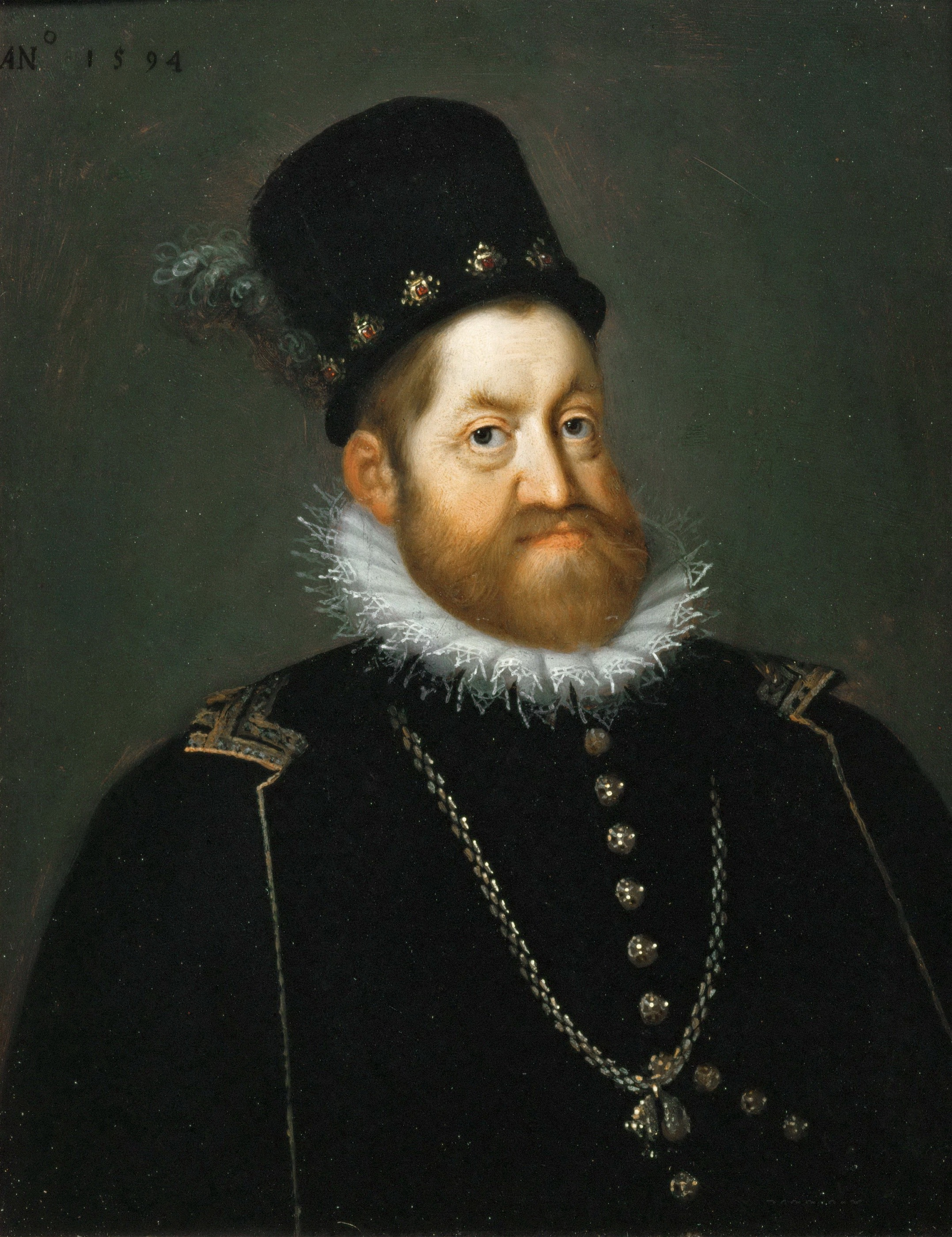
Rodolfo II, Emperador germánico y Rey de Hungría.

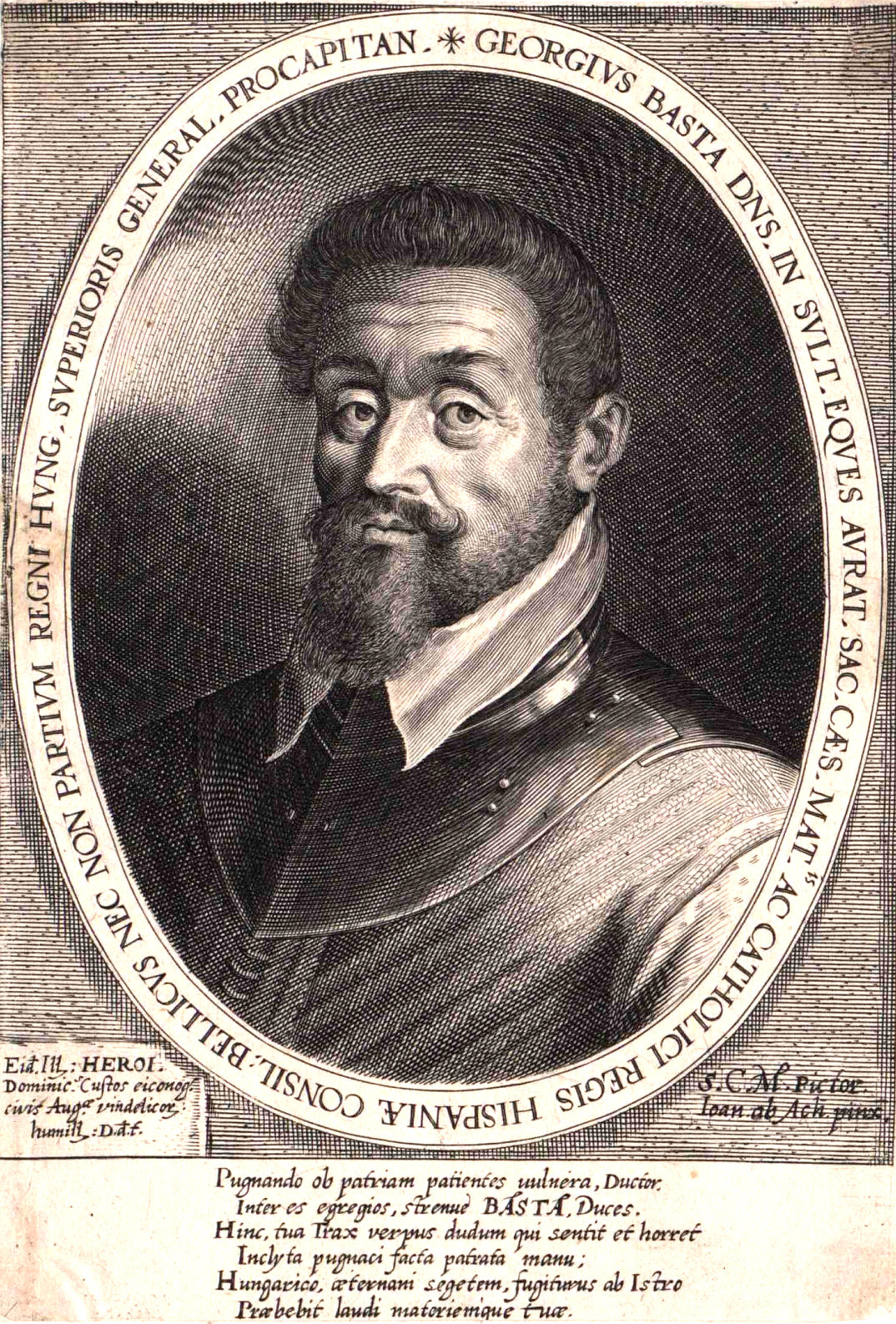
Giorgio Basta, general mercenario del Sacro Imperio Romano Germánico.

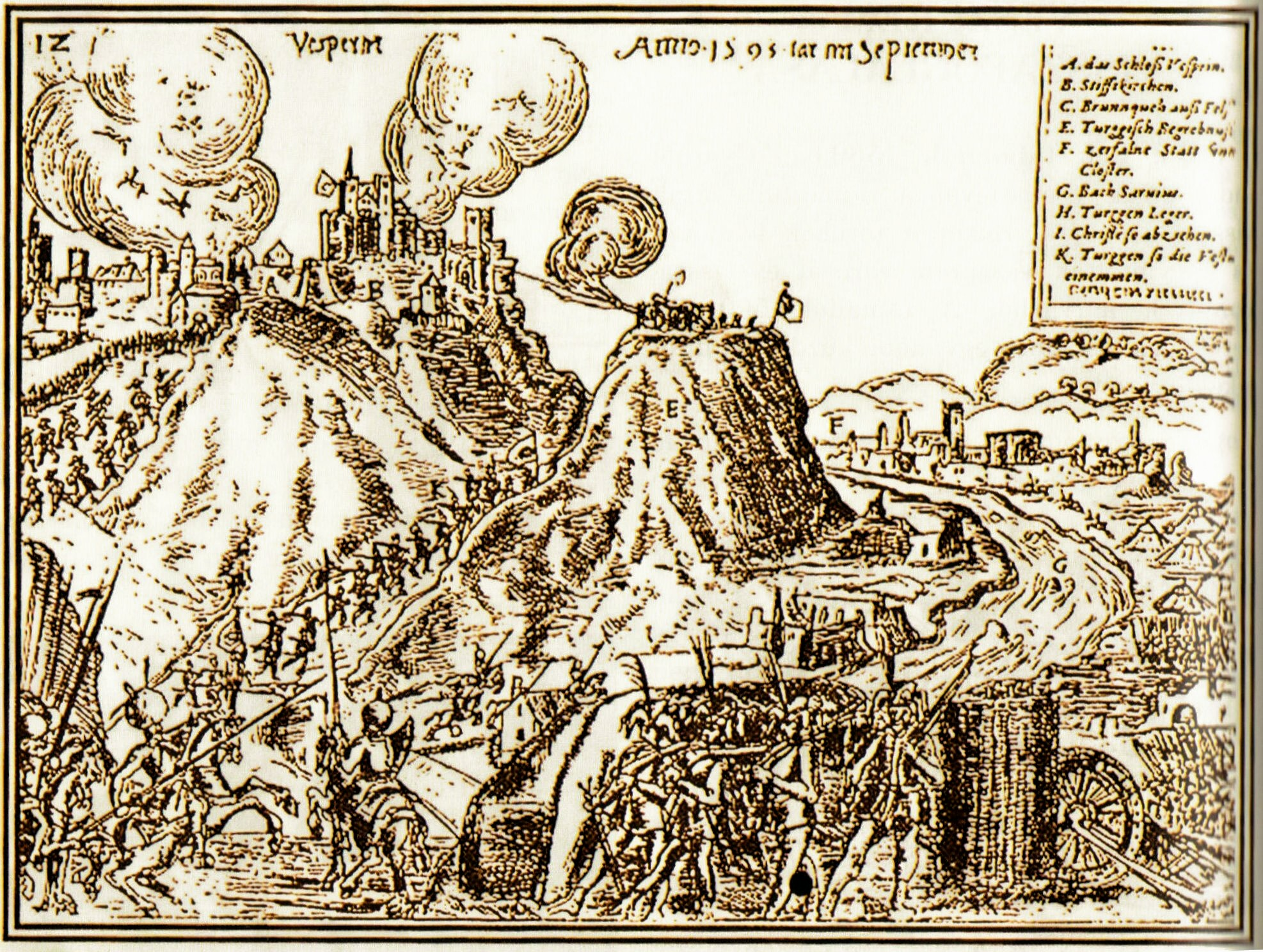
Ejércitos otomanos asediando la ciudad húngara de Veszprém en 1593.

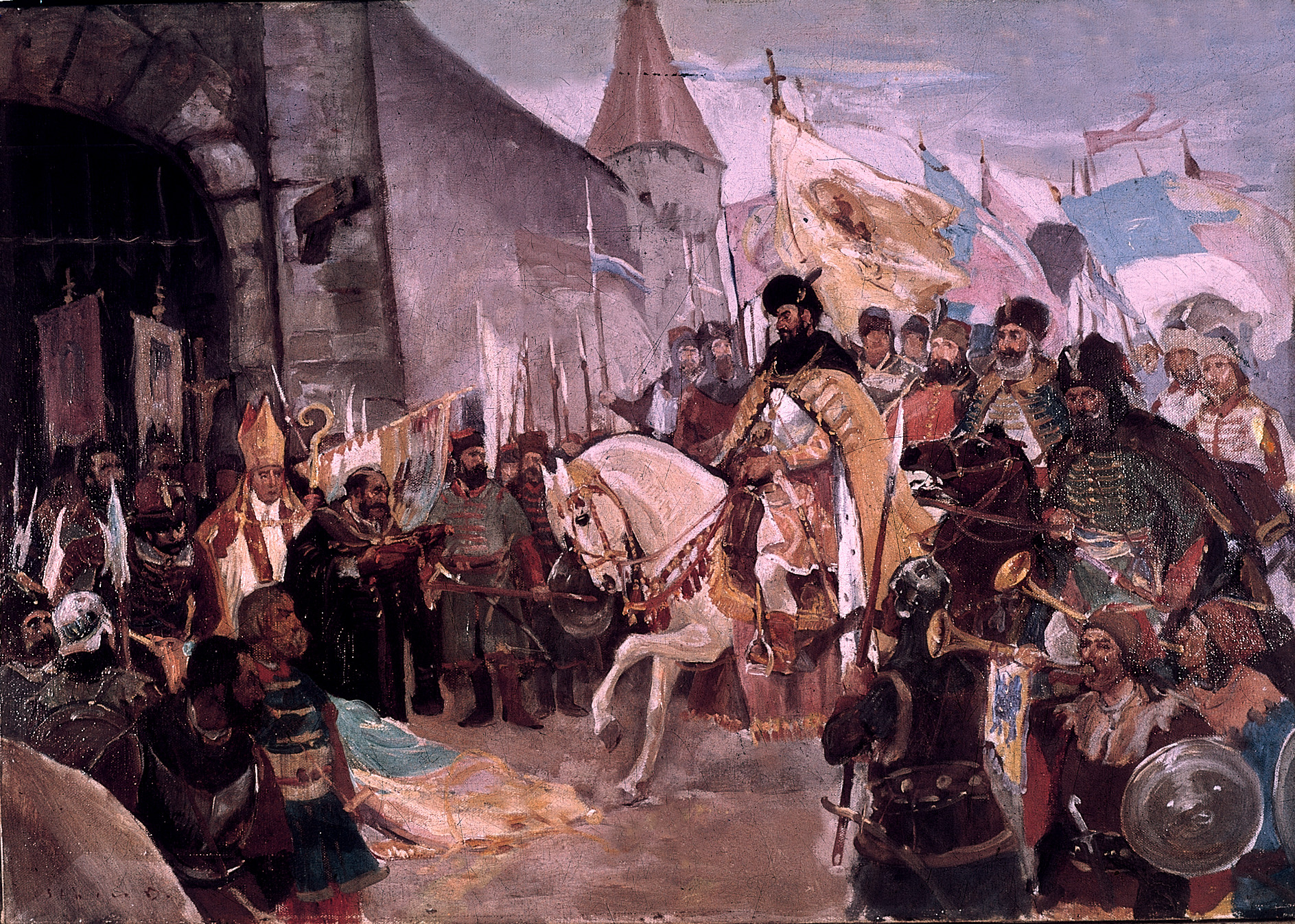
Entrada de Miguel el Valiente en Gyulafehérvár, cuando exige ser nombrado príncipe de Transilvania.

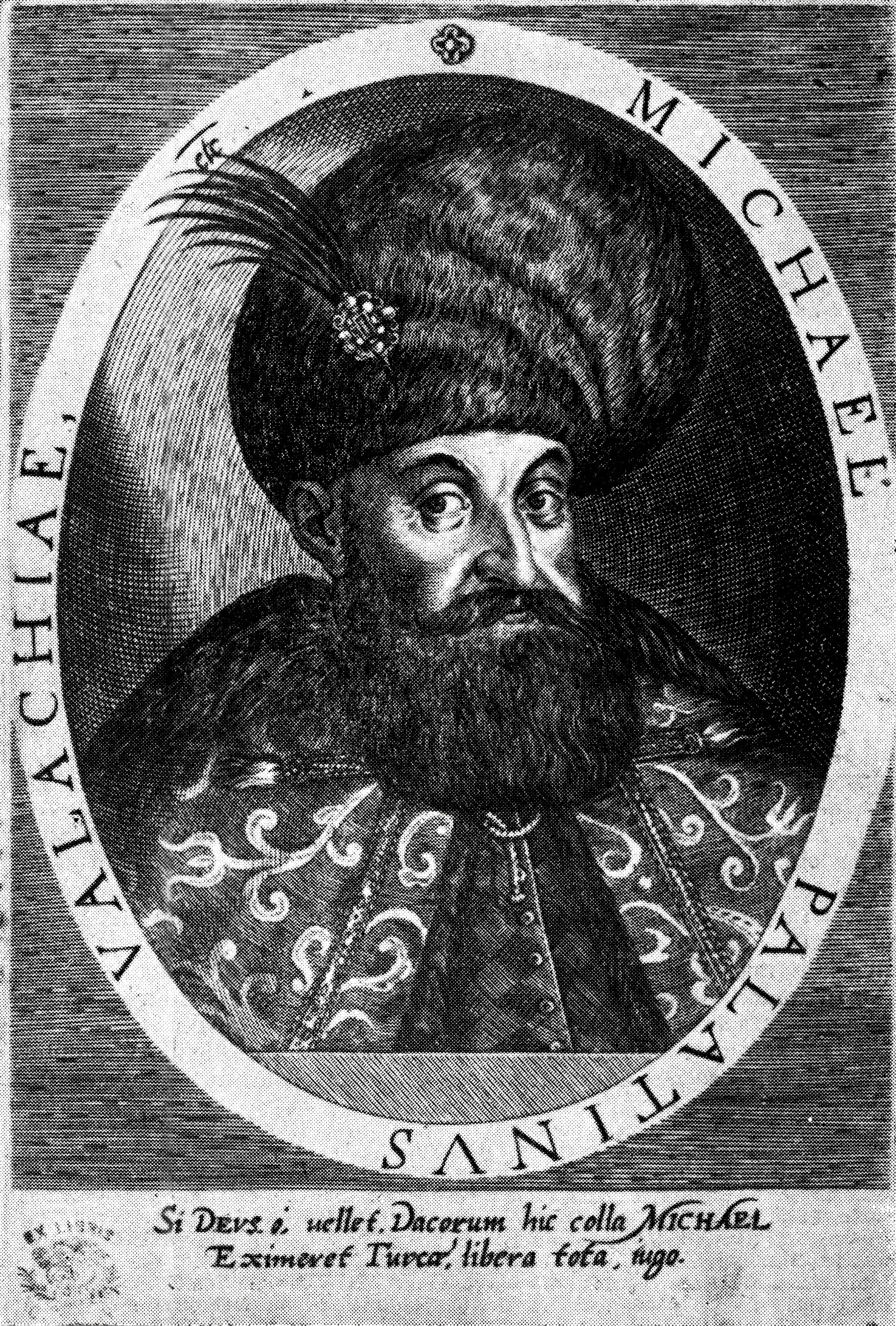
Miguel el Valiente, príncipe de Transilvania y Voivoda de Valaquia.

La situación se volvió cada vez más hostil entre el mundo cristiano y el musulmán, generando enfrentamientos menores entre los húngaros y los germánicos contra los turcos hasta 1593, cuando estalló nuevamente la guerra. Ya al comienzo de las hostilidades en 1591, el príncipe de Transilvania Segismundo Báthory, quien había asumido el trono al morir su tío Esteban Báthory, se había unido a la Santa Liga contra los otomanos, cuya columna vertebral era el poder Habsburgo. Como los transilvanos no confiaban en el éxito de los cristianos sobre los musulmanes, la Gran Asamblea decidió en 1594 que no se aceptaban dichas disposiciones de independencia de los turcos, y Segismundo se vio forzado a renunciar a su cargo. Si bien se pretendió entregar el poder a su primo Baltazar Báthory, esto jamás se consumó, puesto que el comandante de Várad, el barón Esteban Bocskai, tío materno de Segismundo, reconsideró el asunto y lo volvió a colocar en el puesto de príncipe.
Mientras tanto continuaban los enfrentamientos entre turcos, húngaros y germanos, reinando el caos en el reino de Hungría. Entre los numerosos jefes militares figuraba el barón húngaro Ferenc Nádasdy, quien luchando junto con los germanos contra los turcos ocupó en 1594 las ciudades de Segesd, Berzence, Szőny, y luego con tropas de las provincias de Vas, Sopron y Zala participó en el asedio de Esztergom. A su lado combatía su amigo el barón húngaro Nicolás Pálffy, que había recuperado numerosas fortalezas de los turcos y había coordinado la toma de las que asedió Nádasdy. Pálffy fue considerado una de las mentes militares más valiosas de la historia húngara, y junto con el comandante, el conde Adolf von Schwarzenberg, puso sitio y conquistó Győr en 1598. El éxito de Pálffy al servicio de Rodolfo II de Habsburgo lo hizo meritorio del título de conde de Bratislava, así como del apelativo de "Héroe de Győr" y "salvador de Hungría". Sin embargo, la pronta muerte de Pálffy en circunstancias desconocidas hizo fracasar esta ofensiva, y los otomanos presionaron a los húngaros y germanos hacia el Oeste, ganando nuevamente terreno.
Segismundo se casó con María Cristina de Habsburgo, y firmó un tratado el 28 de enero de 1595 con Viena, no antes de haber eliminado a los partidarios de los turcos que se hallaban en las altas esferas de Transilvania. En 1596 sufrió una seria derrota en la batalla de Mezőkereszt y renunció por segunda vez al cargo de príncipe, entregándole igualmente Transilvania al rey húngaro de los Habsburgo. Ante la incertidumbre que surgió tras la guerra contra los turcos, que parecía calmarse, el 20 de agosto de 1598 llegó a Kolozsvár y nuevamente fue investido con el título de príncipe de Transilvania. Por la presión interna y de los Habsburgo, se vio forzado a renunciar al título de príncipe transilvano por tercera vez. Segismundo llamó de inmediato a su sobrino Andrés Báthory, quien se hallaba en Polonia, y lo convenció de relevarlo en su puesto, para que la jefatura de Transilvania permaneciese en la familia. 
Desde luego, tal hecho resultó sumamente complicado de consumarse. El cardenal católico Andrés Báthory no era bien visto por los székely y los sajones en Transilvania, quienes apoyaban al caudillo de los ejércitos de Udvarhelyszék, Moisés Székely. Báthory procuraba mantener buenas relaciones con los otomanos y no pagar tributos a los turcos, sino enviar un regalo cada 6 años al sultán turco. El emperador Rodolfo consideró a Báthory como un usurpador del trono y apoyó al voivoda de Valaquia, Miguel el Valiente. El 18 de octubre de 1599, Báthory sufrió una terrible derrota frente a la aldea de Sellenberk, donde fue matado por sus enemigos mientras huía, dejando así la vía libre para Miguel el Valiente. Los guerreros székely llevaron la cabeza de Andrés Báthory al voivoda valaco en señal de respeto, pero posteriormente fueron castigados los asesinos. El voivoda valaco entró en la ciudad de Gyulafehérvár, sede del principado, y obligó a la Gran Asamblea a elegirlo príncipe. 
Al enterarse el emperador del Sacro Imperio Romano Germánico y Rey de Hungría, Rodolfo II de Habsburgo, de tal situación y percatarse de que Miguel no estaba dispuesto a entregarle Transilvania, envió un ejército de mercenarios contratados para ocupar el principado húngaro. Esta acción fue bien vista en un principio por los nobles húngaros transilvanos, quienes ya habían pedido asistencia al emperador para librarse de Miguel. El ejército avanzó en 1598, al mando del general mercenario Giorgio Basta, con órdenes de apaciguar por la fuerza a aquellos que apoyaban a Miguel el Valiente y rechazaban el posible regreso de Segismundo Báthory. Considerándolo un rival peligroso, el mismo año Basta decidió embestir al valaco y derrotó entonces a las fuerzas de Miguel el 18 de septiembre de 1600, cerca de Miriszló.
Miguel el Valiente huyó, y en su lugar se volvió a elegir como príncipe a Segismundo Báthory, mientras Basta era apresado por los nobles transilvanos que lo temían por su reputación de bandido y asesino. Posteriormente fue liberado y huyó a la corte germánica, de la cual regresó en 1601 con un nuevo ejército al que se le sumó el de Miguel el Valiente, quien buscaba recuperar el poder en manos de Segismundo Báthory. El 3 de agosto lograron vencer a Segismundo cerca de Goroszló, pero el 19 de agosto, Basta mandó a matar a Miguel el Valiente, probablemente temiendo que este pusiese en peligro su poder.
A partir de este momento, el poder de Transilvania pasó a manos de Giorgio Basta, cuyos soldados robaron, atacaron y actuaron con violencia en todo el principado. Por ello Segismundo Báthory intentó por última vez traspasar el poder del principado al noble Moisés Székely, quien fue investido con el título de príncipe en 1602 y contaba con apoyo militar y político turco. Un año después, en 1603, Moisés Székely y sus soldados fueron derrotados por Radul, voivoda de Valaquia, un adepto de Giorgio Basta, terminando con la muerte del propio Székely en el campo de batalla. La asamblea del Sur de Transilvania tuvo que aceptar los dictámenes de Basta, aunque el emperador había decidido gobernar Transilvania.
En tanto, la situación en la Hungría bajo control germánico no era mejor, ya que la guerra de húngaros y germanos contra los turcos cobraba incontables vidas, mientras los otomanos perdían numerosas ciudades. En 1601 había caído Székesfehérvár y en 1603 comenzó el asedio a Buda, que finalizó en 1604, llevándose al conde Ferenc Nádasdy consigo. Igualmente, Rodolfo había iniciado una serie de juicios injustificados contra muchos nobles húngaros (en gran parte eran protestantes) privándolos así de sus bienes y posesiones y obteniendo una gran cantidad de dinero para financiar la guerra contra los turcos, que parecía una empresa en extremo difícil de completar exitosamente. Muchos se vieron obligados a huir y a esconderse de los juicios injustos. A la cabeza de ellos se hallaba el barón Esteban Bocskai, un noble húngaro calvinista, contra el que también se habían levantado cargos similares y no estaba dispuesto a aceptar las acciones de Giorgio Basta en Transilvania, contra las cuales había ya protestado en varias ocasiones un par de años antes.

#### Guerra de independencia de Esteban Bocskai (1604-1606)

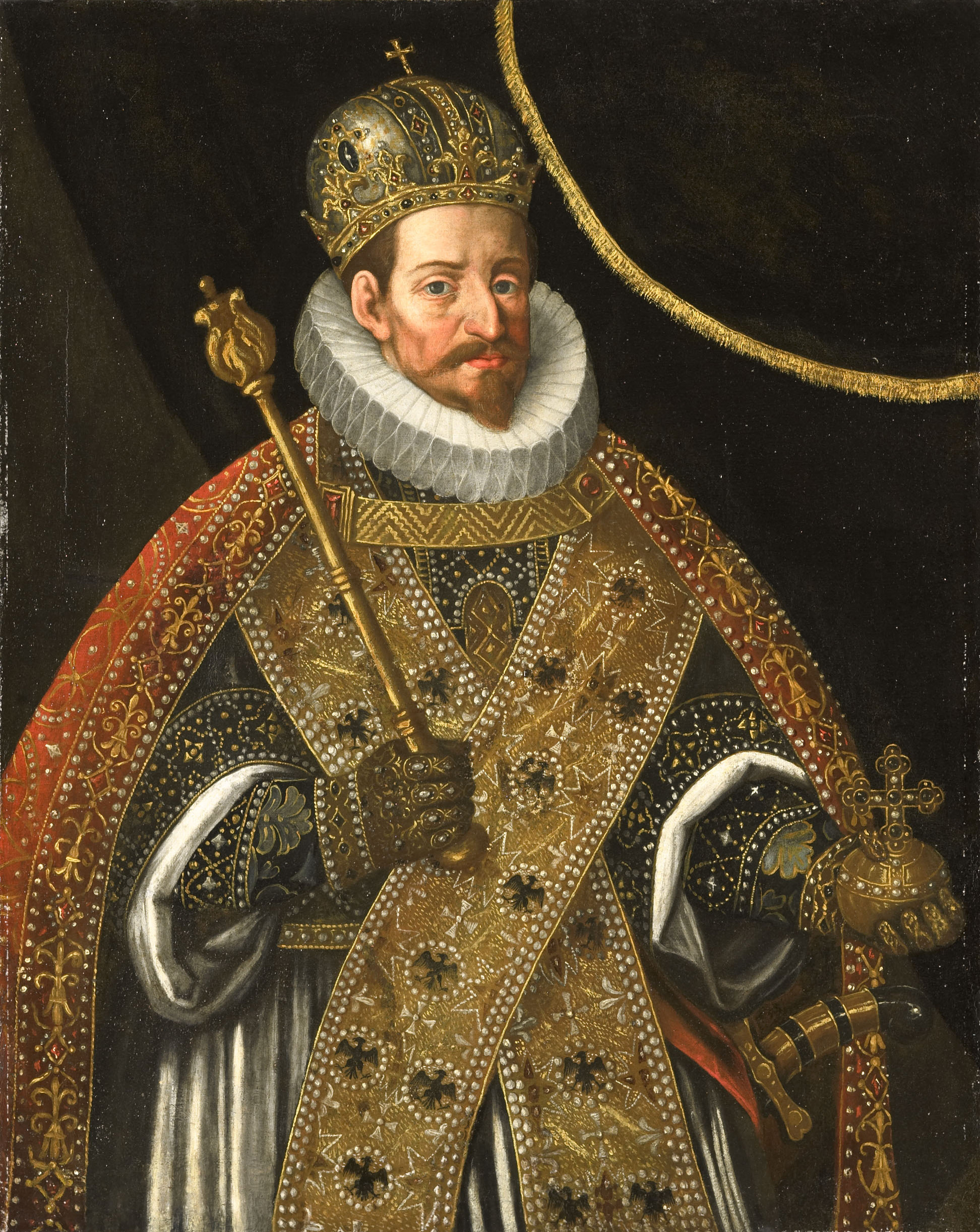
Matías de Habsburgo, emperador del Sacro Imperio Romano Germánico.

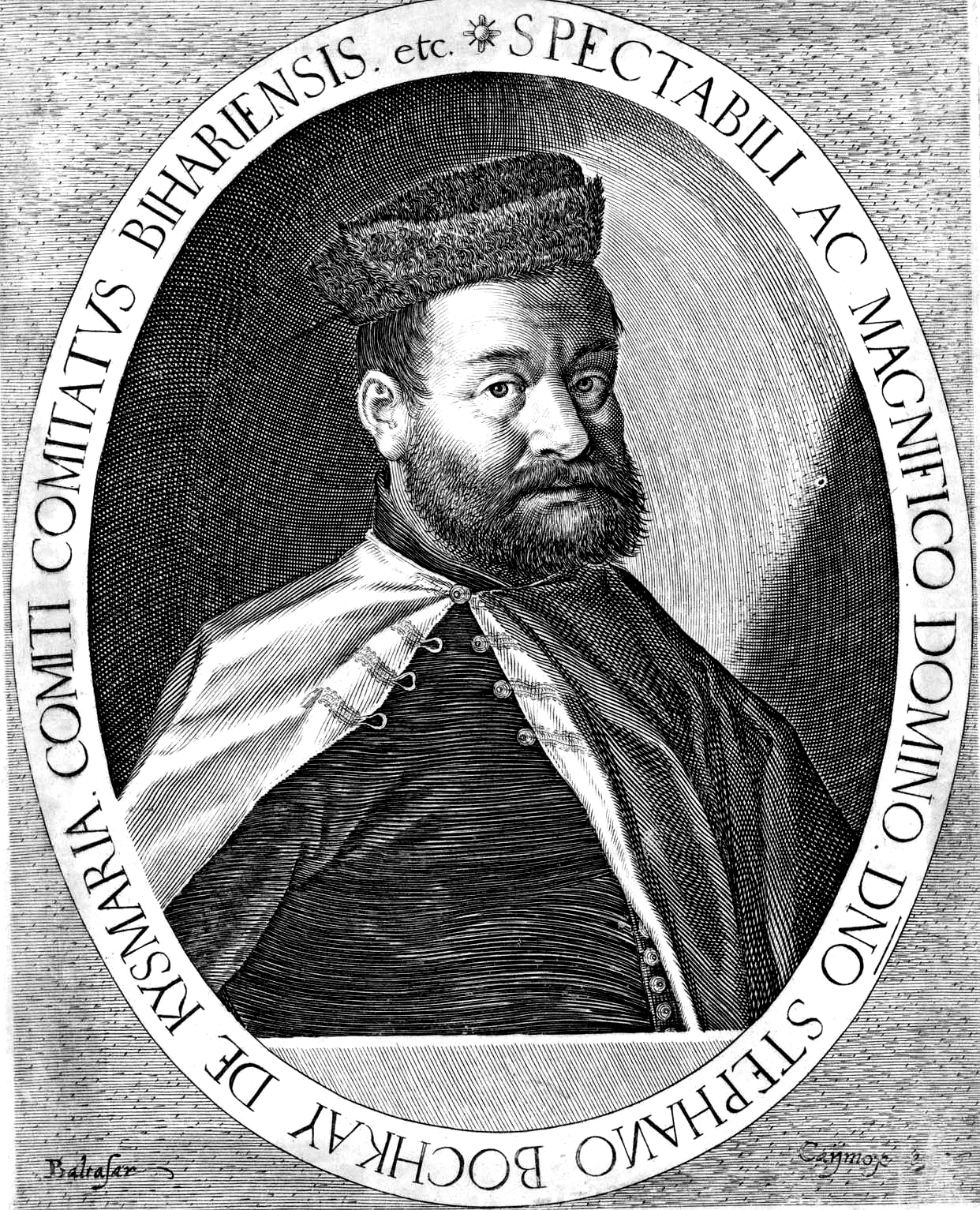
Esteban Bocskai, Príncipe de Transilvania.

Si bien Esteban Bocskai había sido partidario de los Habsburgo durante la situación hostil contra los nobles protestantes en Hungría, y el comandante general militar de Hungría, Giacomo Barbiano Belgiojoso, había atacado las ciudades del norte del reino, se vio forzado a reaccionar. En otoño de 1604 comenzó a reunir a los militares rurales húngaros, los hajdú, quienes eran pastores de ganado, y a las tropas de las cinco ciudades húngaras libres. Con el nuevo ejército tomó la ciudad de Debrecen y venció a las fuerzas germánicas cerca de Álmosd. Posteriormente entró en la ciudad de Kassa el 11 de noviembre, donde organizó su sede real.
Los soldados de Beligiojoso y los refuerzos de Basta fueron acorralados hacia el noroeste del Reino, ganando así Bocskai mucha influencia en gran parte del territorio húngaro. A finales de noviembre, el sultán otomano Ahmed I le otorgó el título de príncipe de Transilvania, así como el de Rey de Hungría. La nobleza transilvana estaba de su parte, igualmente los székely, por lo que la Gran Asamblea lo escogió príncipe de Transilvania el 21 de febrero de 1605.
El 20 de abril de ese mismo año una asamblea celebrada en Szerencse lo invistió con el título de príncipe de Hungría. Solo los sajones que habitaban en Transilvania se le enfrentaron, pero para finales de septiembre, el noble húngaro ya había obtenido el apoyo total de las tres naciones transilvanas (székely, húngara y sajona). Sus tropas ocuparon la región de Dunántúl, y continuó a lo largo de ese año con el objetivo de reunificar el reino. El 11 de noviembre de 1605, llegó a Pest, donde tomó del gran líder turco Lalla Mehmed el athname (la carta del sultán que investía a la personalidad con el título real) y la corona. Sin embargo, por sugerencia de sus aliados, Bocskai no tomó el título de Rey húngaro de manera oficial, previendo las consecuencias sobre la independencia de los húngaros ante los Habsburgo. Bocskai se había percatado de que teniendo a los turcos de su parte, cada ciudad que Bocskai le arrebataba a los Habsburgo, pasaba a quedar bajo influencia otomana. Su objetivo era mantener en equilibrio las relaciones políticas de los húngaros, quienes se hallaban entre las dos grandes potencias. Así pues, cambió su prioridad, se enfocó en conservar la independencia de Transilvania y comenzó a negociar la paz con la corte en Viena.
Las negociaciones fueron fructíferas, y en junio de 1606 llegaron a un acuerdo de paz negociado por el príncipe heredero 
Matías de Habsburgo, hermano de Rodolfo II de Habsburgo. El acuerdo estipulaba que Transilvania era nuevamente independiente de la Hungría Real y obtenía las regiones de Ugocsa, Bereg, Szatmár, junto con el castillo de Tokaj. Igualmente, los nobles húngaros de confesión protestante podían también practicar su fe, si no ofendían con ello a los católicos. El Imperio otomano y los Habsburgo firmaron asimismo un tratado de paz en otoño de 1606, por mediación de Esteban Bocskai, donde los turcos renunciaban a cobrar impuestos de los húngaros y no habría intervenciones militares por un periodo de 10 años.
(Subir al inicio de la página)

### Transición tras la muerte de Esteban Bocskai (1606-1613)

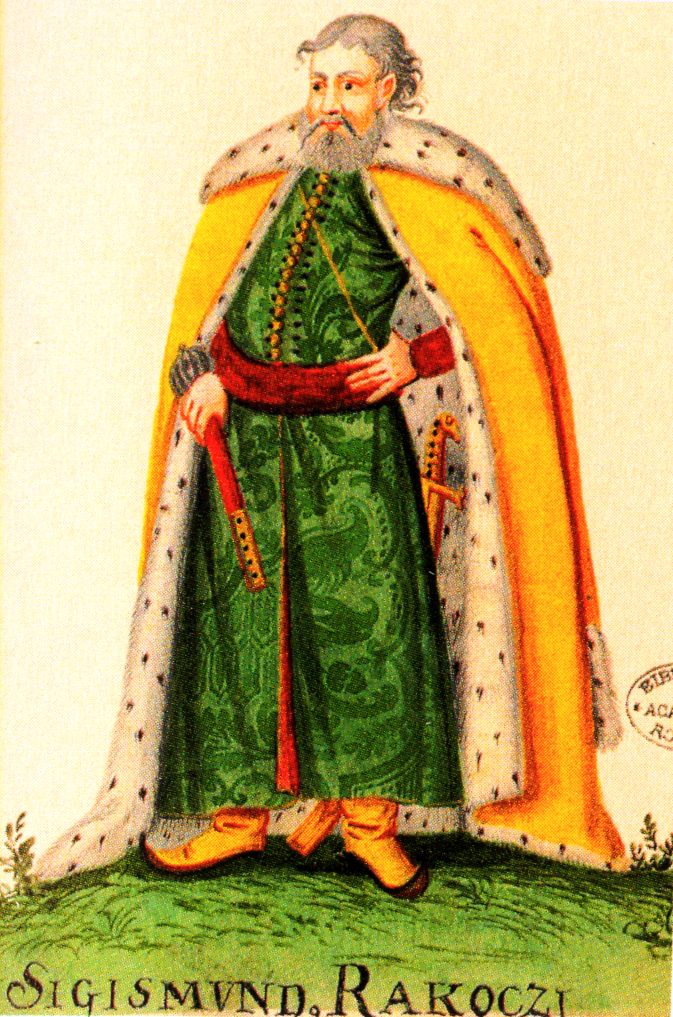
Segismundo Rákóczi, príncipe de Transilvania (r. 1607-1608)

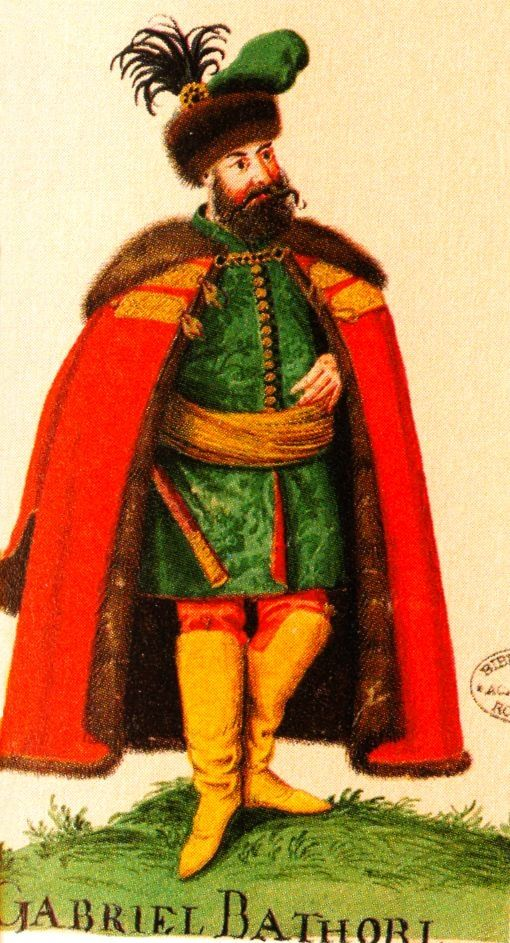
Gabriel Báthory, príncipe de Transilvania (r. 1607-1613)

Tras la muerte del príncipe Esteban Bocskai en 1606, no hubo unanimidad en quien debería ser el nuevo gobernante de Transilvania. Antes de morir, Bocskai había nombrado heredero a Valentín Homonnai Drugeth, un reconocido militar y noble húngaro, a quien los otomanos también apoyaban. Otro candidato era Gabriel Báthory, quien en ese momento tenía solo 18 años. Sin embargo, ambos cometieron el grave error de acompañar al cortejo fúnebre de Bocskai desde la ciudad de Kassa hasta Gyulafehárvár. En ese tiempo,  el también influyente conde Segismundo Rákóczi, faltando a la procesión, se valió de esa ausencia política para ser elegido el 9 de febrero de 1607 príncipe de Transilvania por la Gran Asamblea.
Segismundo comenzó a otorgar privilegios y restituirle los suyos a los székely y pronto obtuvo cierta aprobación entre la nobleza húngara transilvana. Apoyó intensamente todos los movimientos protestantes en Transilvania, expulsó a los jesuitas y promovió la publicación de la traducción de la Biblia al húngaro de Gáspár Károli. Por otra parte se opuso al joven Gabriel Báthory, que había planteado la posibilidad de pactar con los Habsburgo. En la corte de Viena consideraban el gobierno de Segismundo Rákóczi como algo pasajero y deseaban fervientemente colocar en el trono a Gabriel Báthory, en quien veían la posibilidad de restaurar el catolicismo en Transilvania y acercarla a su ámbito de influencia.
Pronto el descontento comenzó a crecer y los soldados campesinos hajdú, pastores de ganado vacuno que habían luchado para Bocskai, se organizaron bajo el mando de Andrés Nagy, quien representaba a todos aquellos que tras la muerte de Bocskai habían quedado sin privilegios. Rápidamente Gabriel Báthory pactó con los que perpetraban el alzamiento y en octubre de 1607 llegó a un acuerdo con Segismundo Rákóczi. Para evitar mayores conflictos y derramamiento de sangre Rákóczi renunció el 5 de marzo de 1608. Ante esta situación, la asamblea transilvana eligió el 7 de marzo a Báthory para el trono de Transilvania. Firmó un tratado con el rey húngaro Matías de Habsburgo e hizo que se estableciesen los soldados hajdú. Casi de inmediato movilizó sus ejércitos contra el Estado vecino de Valaquia (en rumano: Țara Românească o Valahia) de etnia rumana. Esto generó la ira del sultán turco, quien desaprobaba este tipo de acciones militares promotoras del caos dentro de Estados que se hallaban bajo su poder. En 1610, tras llevar una mala política interna que descontentó a los nobles húngaros y al propio emperador germánico, Báthory cometió el error de atacar a los Habsburgo igual que había hecho Bocskai, perdiendo los favores del rey Matías. Igualmente Báthory excluyó de su gobierno a los sajones, una importante minoría dentro del Principado, quienes disgustados llamaron en 1611 al voivoda Radul de Valaquia para que invadiese Transilvania. Las fuerzas valacas fueron repelidas.
La corte de Viena entonces envió al conde Segismundo Forgách con un ejército germánico, pero éste también fue repelido por las fuerzas de Báthory. Si bien el príncipe firmó el  11 de abril de 1613 en Bratislava un acuerdo con el emperador germánico, donde a cambio de que el emperador reconociese la independencia del principado, él permitiría la entrada de tropas germánicas en Transilvania, no logró el acuerdo con los otomanos. Ese mismo año, Gabriel Bethlen —un conde húngaro y antiguo consejero de Báthory que había huido con los otomanos—, dirigió un gran ejército contra el príncipe Báthory hasta Kolozsvár. Báthory consiguió escapar a la ciudad de Várad, pero fue asesinado en su huida por un székely el 27 de octubre de 1613.
El 23 de octubre de 1613, la Dieta de Transilvania reunida en Cluj (Kolozsvár) confirmó la elección de la Puerta Sublime, en contra del consejo del emperador austríaco de Habsburgo, que prefería un príncipe más cercano a Viena que a Constantinopla. En 1615, Bethlen fue reconocida oficialmente por el emperador Mateo de Habsburgo como Príncipe de Transilvania, a cambio de la promesa secreta de Bethlen de apoyar a los Habsburgo contra los turcos.

### Época dorada del Principado de Transilvania (1613-1686)

#### Gabriel Bethlen, príncipe de Transilvania (1613-1629)

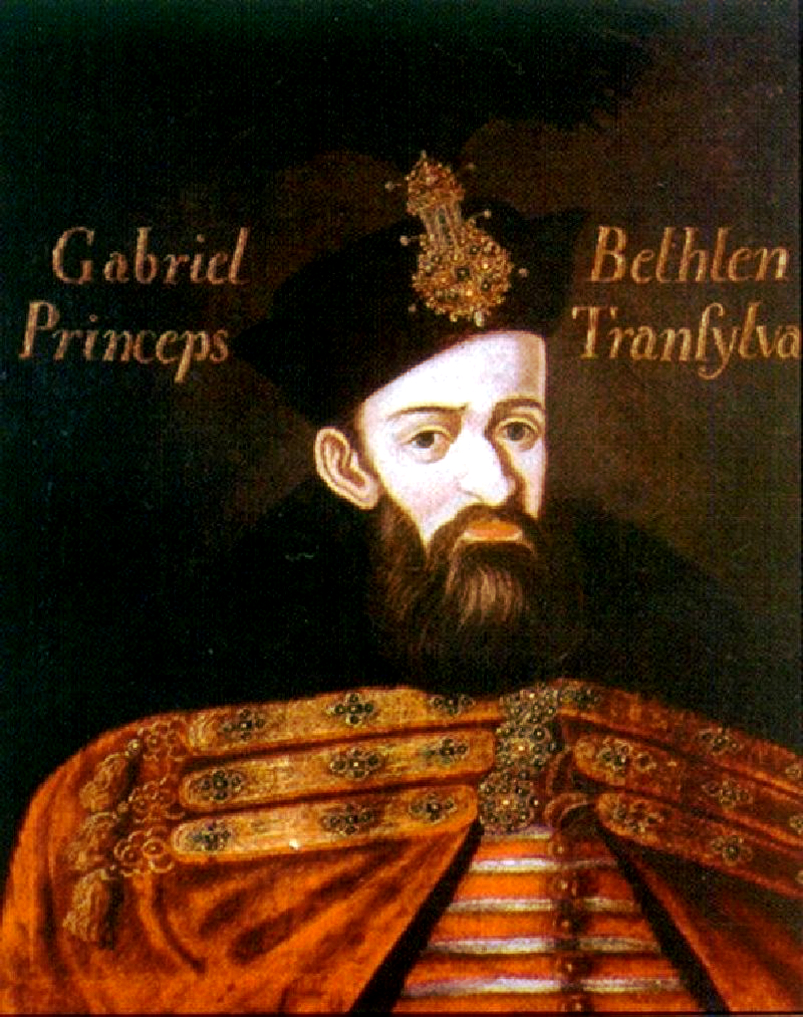
Gabriel Bethlen, príncipe de Transilvania.

Con su hábil política, Gabriel Bethlen recuperó los territorios entregados al Imperio otomano y abrió Transilvania a mineros, comerciantes y artesanos valacos (rumanos), moldavos y serbios, que pronto comenzaron a poblar el principado, generando gran prosperidad económica. Fue un gran mecenas cultural, promotor del arte y las danzas y de las ciencias, llenando su corte de extranjeros y sabios llegados de Italia, España, Alemania y muchas otras naciones. Pronto Kolozsvár se convirtió en la capital mercantil y cultural de toda Europa Central, y el Principado en una pequeña potencia que mantuvo viva la llama cultural húngara, pues los territorios centrales del reino se hallaban ocupados por los otomanos y despoblados en su mayoría, y los territorios occidentales se hallaban en manos de los Habsburgo.
Bethlen actuó de una manera paciente y en 1615 firmó un acuerdo con los representantes de Matías de Habsburgo, quien había sido elegido emperador germánico solo dos años antes. Por otra parte, el Imperio otomano exigió la entrega de la ciudad de Lipova en Transilvania en 1616, lo cual significó una gran pérdida, puesto que esta era la puerta comercial al territorio bajo ocupación turca en el centro del reino de Hungría.

##### La guerra de los Treinta Años
En 1618 estalló la guerra de los Treinta Años y al año siguiente falleció el emperador, siendo sucedido por Fernando II de Habsburgo, quien fue coronado igualmente como rey húngaro. Bethlen, calvinista, vio el conflicto como una oportunidad de enfrentarse frontalmente a los Habsburgo y manifestó su desaprobación a las sanciones antiprotestantes tomadas por Fernando II contra Bohemia. Al organizarse la liga de países protestantes, Bethlen fue uno de los primeros en unirse, pues si el emperador católico era derrotado, Hungría podría ser reunificada, y el príncipe de Transilvania colocado a su cabeza. De esta manera, sería un monarca húngaro quien gobernaría de nuevo el reino y no por el contrario uno germánico desde la corte de Viena como sucedía desde hacía décadas.
Tras recibir la aprobación del sultán turco, Bethlen partió vía Viena con el ejército transilvano, con soldados hajdú y székely para unirse a la Unión Protestante. En ese mismo año conquistó las ciudades de Kassa, Érsekújvár y Bratislava, llegando también a sus manos la Santa Corona Húngara. En 1620, una asamblea de nobles húngaros reunidos en Bratislava le ofreció el título de rey húngaro, pero no lo utilizó, solo tomó el de príncipe de Hungría, y firmó un tratado con Fernando II. La asamblea húngara de Bestercebánya le ofrece nuevamente el título de rey húngaro a Bethlen, pero este no se hace coronar. Ese mismo año la liga Católica se rehízo y obtuvo una victoria y en 1622 Bethlen firmó la paz de Nikolsburg, por la que el príncipe renunciaba al título de rey de Hungría y Fernando II le otorgaba siete provincias a cambio.
En 1624 condujo una segunda campaña contra los Habsburgo, no tan favorable como la primera que terminó con la paz de Viena el 8 de mayo del mismo año. Sin darse por vencido, Bethlen intentó establecer una gran coalición protestante contra los Habsburgo y tomó por esposa a Catalina de Brandeburgo en 1626, a la que la Gran Asamblea designó como su sucesora, puesto que Bethlen no tenía hijos varones. Ese mismo año, emprendió su tercera campaña contra el emperador Fernando II, y tras estimar que no obtendría la victoria, acordó una nueva paz en Bratislava basada en los puntos de la anterior de Nikolsburg.
Gabriel Bethlen murió en 1629, sin ver cumplido su sueño de reunificar Hungría e independizarla de los Habsburgo, como le había ocurrido a Esteban Bocskai décadas antes.

##### Catalina de Brandeburgo elige sucesor (1630)

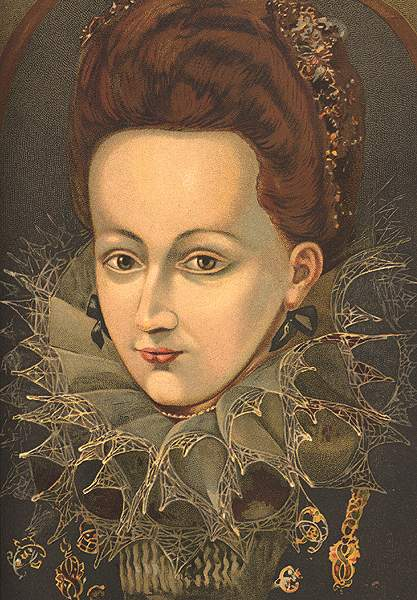
Catalina de Brandeburgo, princesa de Transilvania.

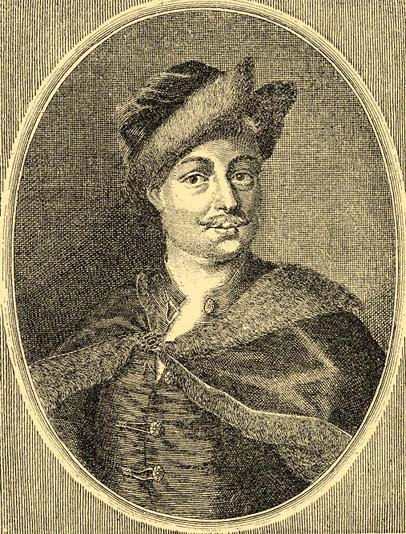
Esteban Bethlen.

Tras la muerte de Gabriel Bethlen, su esposa Catalina de Brandeburgo asumió el gobierno del principado y de inmediato entregó al emperador germánico las tierras del norte de Hungría. Los soldados hajdú y muchos otros no querían jurar fidelidad al rey húngaro. Sin embargo, uno de los mayores terratenientes húngaros, Jorge Rákóczi, hijo del fallecido Segismundo Rákóczi, no hizo nada al respecto. Esos acontecimientos deterioraron la relación entre Catalina y el regente Esteban Bethlen (1582-1648), el hermano menor del fallecido príncipe.
Por otra parte, el hijo del regente, también llamado Esteban Bethlen como su padre, alcalde de la ciudad de Nagyvárad, y David Zólyomi decidieron hacerse cargo del asunto de los hajdú y declararse partidarios de Jorge Rákóczi I, con la esperanza de que este dirigiese al nuevo ejército que se oponía a Catalina y a Esteban Bethlen padre. Su intento no resultó exitoso por la cautela de Rákóczi, quien decidió no ponerse al frente del alzamiento en ese momento. El 9 de septiembre de 1630 se logró ensamblar el ejército real, y el joven Esteban Bethlen abrió las puertas de la ciudad de Várad al ejército de Rákóczi, quien lo conducía hacia Viena. 
Ahí el 3 de octubre se enteró de que cinco días antes, el 28 de septiembre, Catalina había sido obligada a renunciar al trono siendo sucedida por su cuñado Esteban Bethlen. Los nobles que lo eligieron claramente le temían, y el propio nuevo príncipe se esforzó por dar una imagen de mala reputación de Rákóczi ante los turcos. pero Catalina simpatizaba con Rákóczi, puesto que no olvidaba la afrenta de la destitución de Bethlen contra ella. Los otomanos no lograban decidir cuál sería al que apoyarían, así que pronto enviaron dos cartas a la viuda, una con el nombre de Rákóczi y otra con el de Bethlen.
Esteban Bethlen no llegó a gobernar 3 meses, pues una asamblea nacional celebrada en Sárospatak el 1 de diciembre de 1630 lo obligó a renunciar a su cargo al leer Catalina la carta nombrando príncipe de Transilvania a  Jorge Rákóczi I, hijo del fallecido Segismundo Rákóczi, que también había sido príncipe de Transilvania.

#### Los Rákóczi en el poder (1630-1660)

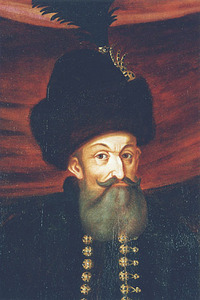
Jorge Rákóczi I, príncipe de Transilvania.

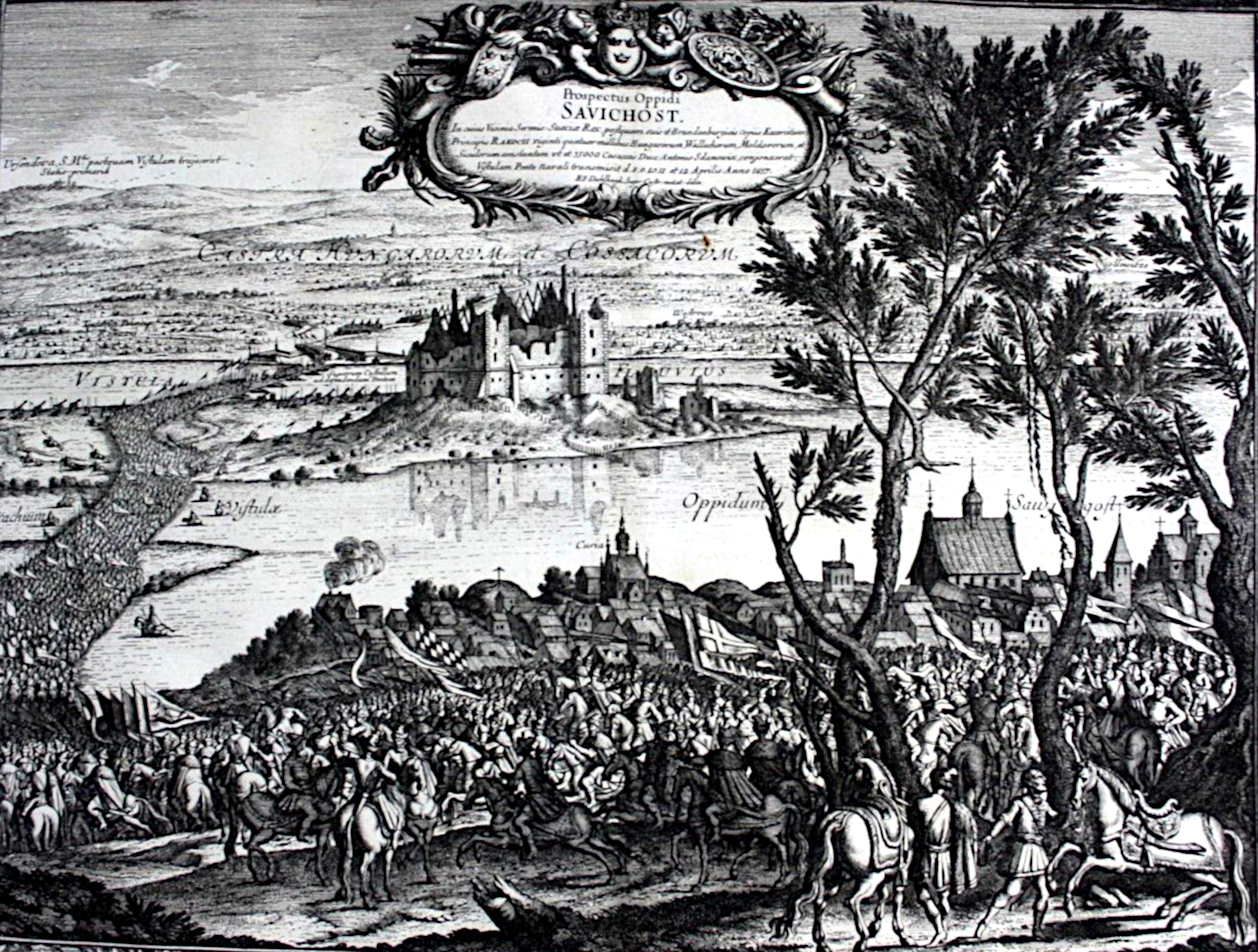
Ejércitos de Jorge Rákóczi II asediando Varsovia.

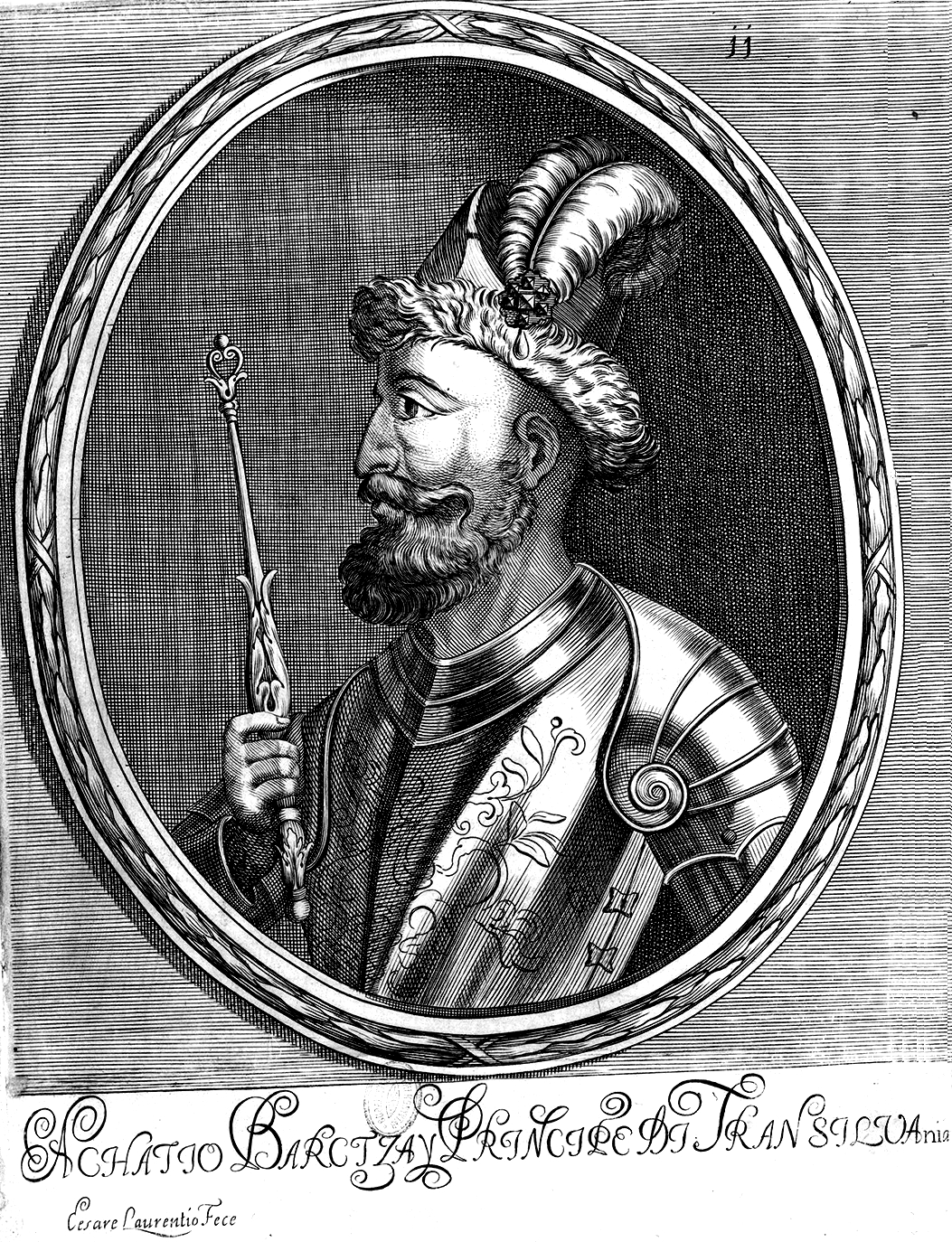
Ákos Barcsay, príncipe de Transilvania.

Jorge Rákóczi I continuó con una política similar a la del fallecido Bethlen y se alió a las facciones protestantes de la guerra de los Treinta Años. Sin embargo, luego de varios ataques, no obtuvo victorias importantes contra los Habsburgo y se conformó con gobernar dentro de las fronteras de su Principado. De confesión calvinista, fundó numerosas escuelas calvinistas y persiguió a todos aquellos que respetaban el sábado y que de alguna forma ofendiesen su religión en Transilvania. El 6 de octubre de 1636 enfrentó y venció a Esteban Bethlen, el destituido príncipe transilvano, quien trataba de recuperar el trono con ayuda del pachá de Buda. Por otra parte, Rákóczi otorgó gran libertad a los voivodas rumanos de Valaquia, ganando simpatía entre ellos.
El mismo anhelo de Bocskai y Gabriel Bethlen de recuperar Hungría sería compartido por Jorge Rákóczi I. Tras asegurar nuevamente su control sobre sus fronteras, después de pedir la aprobación del sultán, condujo un par de años después, en la primavera de 1644, una campaña contra el emperador Fernando III de Habsburgo, aliándose con los suecos y franceses protestantes. Habiendo ocupado los territorios húngaros del emperador se dispuso a avanzar hacia Viena, pero el sultán se lo prohibió y le ordenó regresar a Transilvania. El contrataque de Fernando III lo obligó a retroceder hasta el río Tisza. Aunque parecía que la victoria estaba en manos del emperador, pronto se vio forzado a firmar la paz en diciembre de 1645, donde permitió la libertad religiosa entre sus súbditos y le entregó varias provincias húngaras a Jorge Rákóczi. Con esto terminó su participación en la guerra de los Treinta Años, que culminó tres años después en 1648 con la victoria de los Habsburgo católicos.
El 11 de octubre de 1648 murió Jorge Rákóczi I, siendo elegido en su lugar su propio hijo del mismo nombre, conocido como Jorge Rákóczi II a partir de su nombramiento como príncipe.

##### Declive de la figura del príncipe transilvano
Jorge Rákóczi II aprovechándose de la buena situación interna que le dejó su padre, se volvió hacia la política exterior para ampliar la influencia transilvana en Europa —como había hecho Esteban Báthory un siglo antes—, en un momento en extremo hostil, en el que la enemistad entre los cosacos y polacos se enconaba. En 1648, apoyó por primera vez la candidatura de su hermano Sigismond II Rákóczi al trono de la República de las Dos Naciones. El debilitamiento del poder otomano le permitió intervenir en los principados del Danubio para instalar príncipes que le fueran leales: en 1653 expulsó de Moldavia a aquellos partidarios de los cosacos que traían el caos a la región e instaló a Gheorghe Ștefan;  en 1655 se opuso al alzamiento de soldados mercenarios y después de vencerlos, sometió al voivoda valaco Constantin Brâncoveanu e instaló a Constantine I Șerban Basarab, consiguiendo el respeto de los altos nobles europeos, entre ellos el recientemente elegido emperador y rey húngaro Leopoldo I de Habsburgo. Rákóczi no se ocupó mucho de los asuntos otomanos y protestó contra la acusación que le hicieron de que el príncipe estaba abusando de los valacos, a pesar de pagarle tributos.
En 1655 surgió una guerra entre Polonia y Suecia por la sucesión del trono polaco parte de la guerra de los Treinta Años. Rákóczi intervinó como aliado de las potencias protestantes de Suecia y Brandeburgo contra la Polonia católica. Rákóczi aun pensaba en hacerse con el trono de Polonia y aunque el año anterior los propios polacos le habían ofrecido la corona con la condición de enfrentar al rey Carlos X Gustavo de Suecia, había rehusado para no generar conflictos con el poderoso soberano. Pero ahora se alió con el propio Carlos X para obtener la corona polaca mediante una invasión militar. El príncipe transilvano no consultó al sultán ese movimiento político-militar de gran alcance ni pidió permiso para realizar dicha campaña contra un aliado de los otomanos. En enero de 1657 Rákóczi partió para enfrentar al nuevo rey Juan II Casimiro Vasa de Polonia, llevándose a los ejércitos moldavos consigo.
La recuperación del poder otomano bajo el gran visir Mehmed Köprülü (r. 1656-1661), que había sido nombrado en septiembre del año anterior cuando tenía 73 años, fue fatal para Rákóczi. Los otomanos impusieron de nuevo una política de mano dura y el 17 de enero de 1657, incluso antes de que Rákóczi dejara el país, ya habían obligado a la Gran Asamblea a nombrar como regentes a los nobles Ákos Barcsay (sobrino de Gabriel Bethlen) y a Francisco Rhédey. Después de que Rákóczi se negase a comparecer ante el gran visir, este ordenó que los nobles regentes de Transilvania rompiesen las relaciones con él y su gente, pero estos no se atrevían a darle la espalda al príncipe transilvano. Los representantes de Rákóczi en la Sublime Puerta (incluido Jakab Harsányi Nagy), fueron arrestados y encarcelados en la fortaleza de las Siete Torres (agosto de 1657).
Los inicios de la campaña polaca de Rákóczi habían sido exitosos, pero pronto los ejércitos cosacos y rumanos le abandonaron, resistiendo  durante un breve periodo confiando sus ejércitos al noble húngaro Juan Kemény. Pero
Köprülü envió a los tártaros de Crimea de Mehmed IV Giray, vasallo suyo, a atacar Transilvania como represalia. Los tártaros destruyeron Transilvania a su voluntad, justo como habían hecho en 1241 bajo el reinado de Béla IV de Hungría. Y obligaron a Rákóczi a retirarse de Polonia y a dimitir el 25 de octubre de 1657, aunque se negó a reanudar su obediencia al sultán. Por petición de los otomanos, el 2 de noviembre de 1657 fue elegido un nuevo príncipe, Francisco Rhédey (r. 1657-1658), bien relacionado con ellos. De inmediato Jorge Rákóczi II regresó con soldados hajdú y székely, y el  9 de enero de 1658 retomó por la fuerza su cargo obligando a Rhédely a renunciar a su favor.
Tras el golpe de Estado, Rákóczi pidió asistencia contra los otomanos al emperador Leopoldo I, pero este no respondió. Cansado, Mehmed Köprülü decidió poner orden él mismo, y al frente de sus tropas y con sus aliados tártaros invadió el país. Ocupó las fortalezas de Jenő y expulsó a los voivodas rumanos leales a Rákóczi. Los turcos y sus aliados tártaros tomaron la capital Gyulafehérvár, matando y capturando y esclavizando a 50.000 personas. El gran visir hizo que la asamblea escogiese como príncipe a Ákos Barcsay, su protegido, subiendo al trono el 7 de octubre de 1658. Ákos impidió que Francisco Rákóczi I, el hijo del fallecido príncipe destituido, pudiese reclamar sus derechos sucesorios en Transilvania. Para asegurar la paz, Ákos prometió un enorme tributo a los otomanos, entregándoles también varios territorios húngaros y prometiendo la captura de varios voivodas valacos y del propio Jorge Rákóczi II, con lo que logró que las tropas turcas se retirasen en octubre del mismo año. Para proteger el Principado, Barcsay viajó en septiembre de 1659 al vilayato de Temesvár, y se reunió con el pachá, asegurándose la paz. Mientras tanto Rákóczi aprovechó para entrar en Transilvania con un ejército y se hizo nombrar nuevamente príncipe el 27 de septiembre de 1659.
Pronto las fuerzas otomanas actuaron y se libraron varias batallas contra Rákóczi, quien recibió una herida mortal en la batalla de Szászfenes el 22 de mayo de 1660, falleciendó el 7 de junio en Várad. Por otra parte, Barcsay acordó el pago de un alto tributo al sultán para así congraciarse con este, pero a causa de un retraso en el pago, el gran visir de Buda lo puso bajo arresto domiciliario. Los otomanos se anexionaron de Yanova (Jenö) el 1 de agosto y de Várad el 27 de agosto. A finales de agosto Barcsay fue liberado tras cancelar una parte del pago. La popularidad de Barcsay disminuyó entre los nobles húngaros e incluso comenzaron a apoyar a Juan Kemény, un reconocido guerrero de la época de Jorge Rákóczi II que no deseaba que el cargo de príncipe de Transilvania fuese ocupado por un monarca totalmente obediente al sultán. Después de varios enfrentamientos, para evitar una guerra civil, Barcsay pactó con Kemény y renunció a su cargo el 31 de diciembre de 1660, sin superar los tres meses.
Tras ocupar el trono, Kemény inició una cacería donde hizo ejecutar a muchos nobles húngaros simpatizantes de los otomanos, y rompió relaciones con el gobierno del sultán. De inmediato Kemény comenzó una serie de negociaciones con el emperador y rey húngaro Leopoldo I de Habsburgo, donde planeaba que Transilvania pasase a manos de poderes cristianos y el reino de Hungría se reunificase finalmente. Pero el sultán sumido en cólera envió los ejércitos otomanos sobre Transilvania para ocuparla, tras lo cual Kemény huyó a Viena buscando la protección de Leopoldo I. Los turcos eligieron entonces el 14 de septiembre de 1661 a Miguel Apafi I, un nuevo príncipe al cual pensaban manipular como desearan. Al poco tiempo se sucedieron varios enfrentamientos armados entre ambos bandos, que concluyeron el 23 de enero de 1662 con la muerte de Juan Kemény en la batalla de Nagyszőllős por no haber recibido suficientes refuerzos germánicos.

#### Avance de los otomanos hacia occidente y el movimiento rebelde de Emérico Thököly (1660-1686)

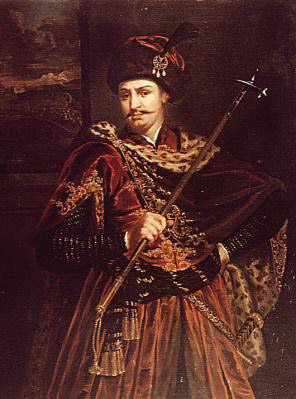
El conde Emérico Thököly, príncipe de Transilvania, rebelde húngaro anti-Habsburgo.

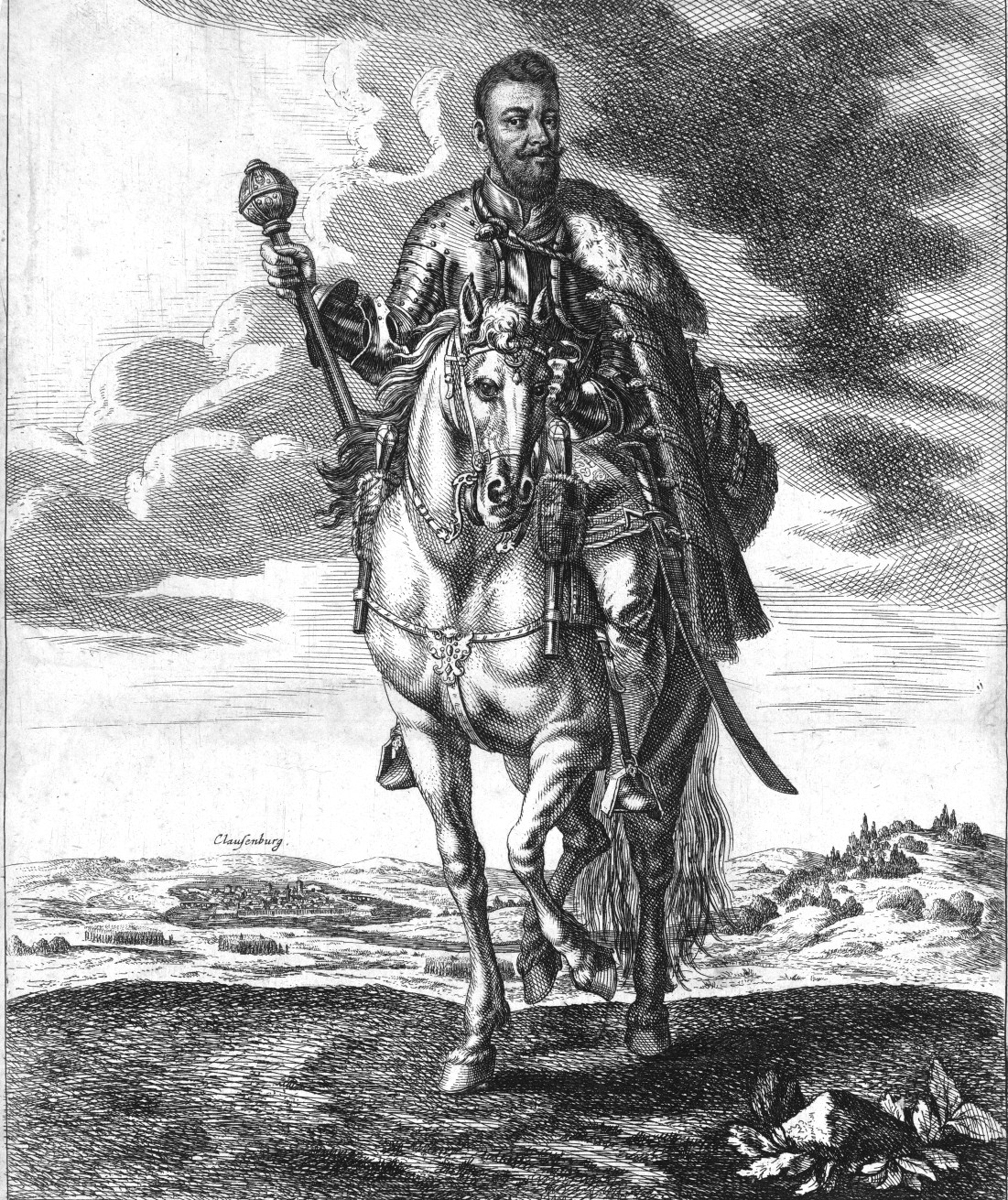
Miguel Apafi I, príncipe de Transilvania.

Miguel Apafi I nuevo monarca transilvano estaba totalmente sometido a la voluntad otomana y así, en 1663, avanzó junto con el gran visir Ahmed Köprülü hacia Viena para atacarla. El intento resultó un fracaso y en 1664 se firmó la paz de Vasvár entre el sultán y Leopoldo I, quien reconoció que Transilvania seguía siendo un territorio del Imperio otomano.
Apafi, obedeciendo órdenes del sultán, rechazó auxiliar a las provincias húngaras que se rebelaban contra los Habsburgo y posteriormente, cuando Francia y Polonia emprendieron una guerra contra el Sacro Imperio Romano Germánico en 1671, nuevamente declinó el ofrecimiento de participar por la prohibición de los turcos. 

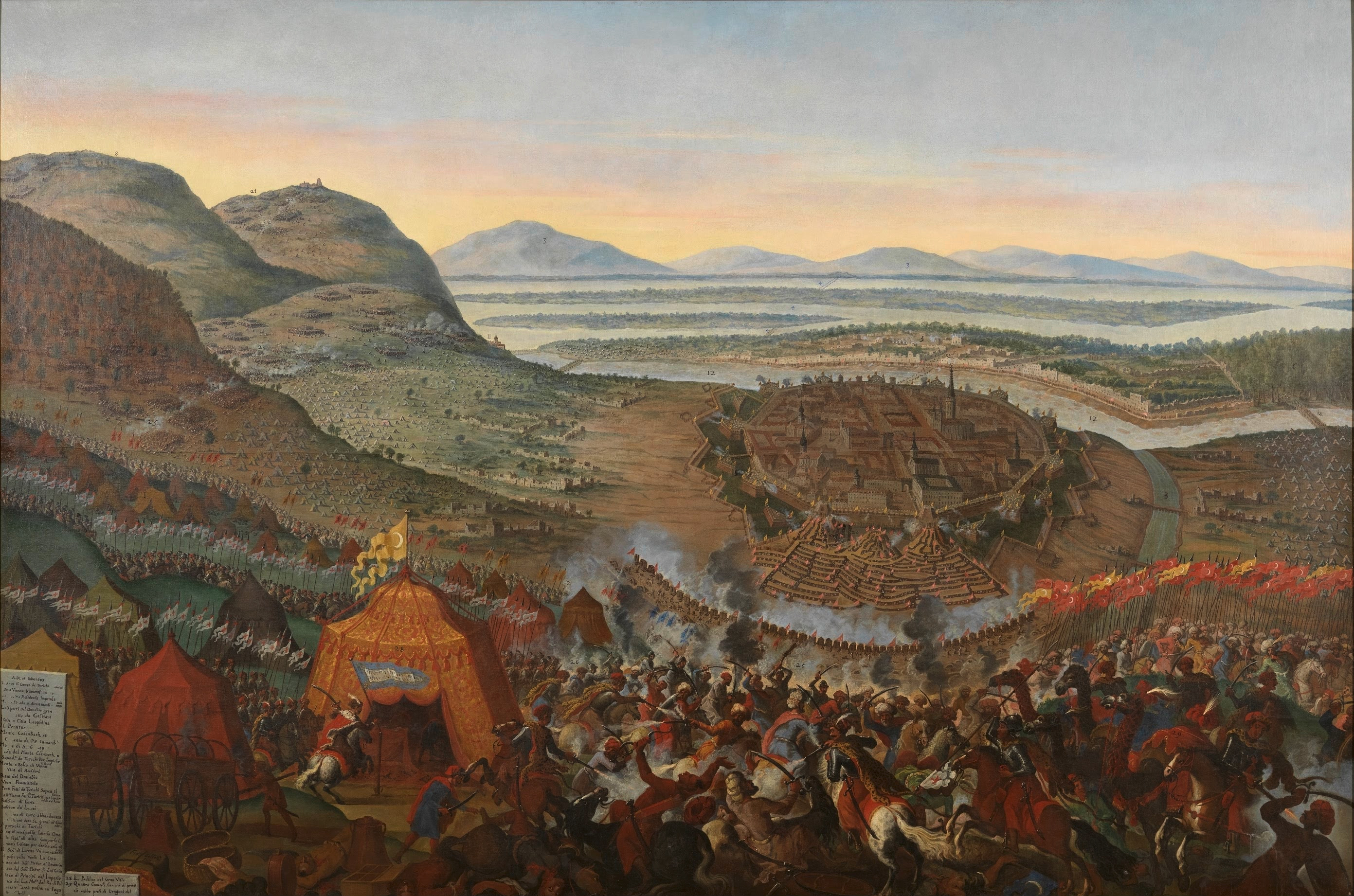
Asedio de Viena en 1683.

Aprovechando la debilidad de los alemanes tras tantas guerras, estalló un movimiento anti-Habsburgo en los territorios húngaros bajo su control. Lo componían fugitivos políticos húngaros de las regiones turcas y germánicas que se habían dado a los otomanos o a los Habsburgo, respectivamente, y a partir de 1673 comenzaron a reunirse e hicieron de Pablo Wesselényi su comandante. Los transilvanos fugitivos escogieron como jefe al conde Miguel Teleki, y ambos bandos se reunieron en 1672 en Torda; se adueñaron de las ciudades húngaras de Szádvár y Torna (1675) y de Ónod (1676). En ese mismo año, Miguel Apafi I nombró jefe supremo del movimiento a Teleki y ordenó a Wesselényi que renunciase al mando, pero este no lo hizo y continuó luchando por su propia cuenta.
En 1677 el conde transilvano Emérico Thököly se unió al movimiento con permiso de Miguel Apafi I; ascendió rápidamente hasta ser el segundo al mando en 1678. En 1679, tras la enfermedad de Teleki, el príncipe transilvano lo nombró sustituto. Se produjeron enfrentamientos entre los húngaros fugitivos y las tropas del emperador hasta el 13 de noviembre de 1681, cuando los enviados de Thököly firmaron un tratado de paz con Leopoldo I de Habsburgo. Entre las peticiones de Thököly figuraba que el emperador le otorgase al húngaro el control sobre las provincias de la Hungría germánica, que eran de la familia Rákóczi, y que le permitiese casarse con la noble Helena Zrínyi, viuda de Francisco Rákóczi I. La respuesta resultó desilusionante, pues el emperador obvió todos los requisitos y solo permitió el matrimonio (que se celebró posteriormente en 1682).
En 1681, el sultán Mehmed IV ordenó a Miguel Apafi I que movilizase sus tropas contra Leopoldo I y apoyase a Emérico Thököly, quien mandaba las fuerzas húngaras de soldados kuruc aún junto a Miguel Teleki. La campaña tuvo lugar en 1682 en los territorios húngaros bajo control germánico y en 1683, el sultán ordenó a Apafi que dirigiese sus fuerzas hacia Viena y se uniese a los turcos en el asedio; participó así en la batalla de Kahlenberg. Las fuerzas germánicas al mando del príncipe Eugenio de Saboya, junto con otros aliados cristianos, tenían por misión planificar y consumar la defensa de Viena. El asedio resultó un fracaso total, y las tropas turcas, las transilvanas de Miguel Apafi y las de los fugitivos kuruc húngaros de Thököly hubieron de retirarse hacia territorio húngaro.

### Hungría bajo el dominio austríaco y las guerras de independencia (1686-1867)

#### Liberación de Buda y expulsión de los turcos de Hungría

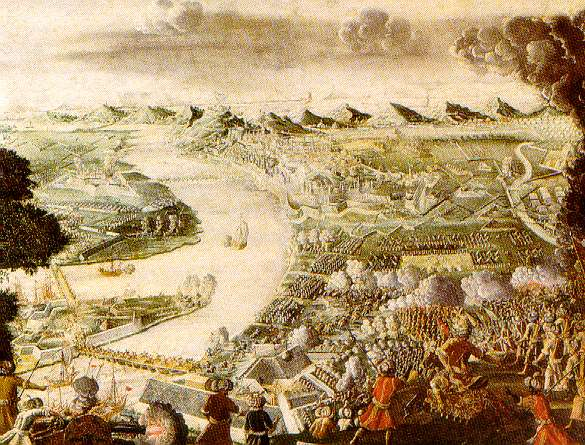
Asedio del Palacio de Buda en 1686.

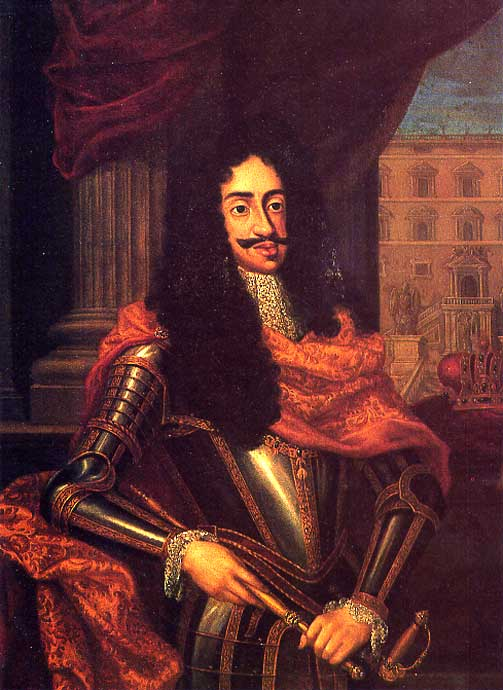
Leopoldo I de Habsburgo, emperador germánico y rey húngaro.

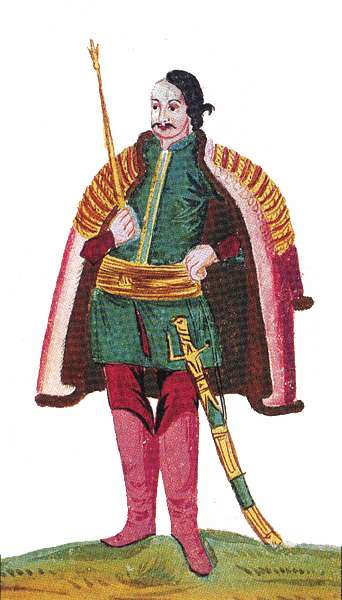
Miguel Apafi II, príncipe de Transilvania.

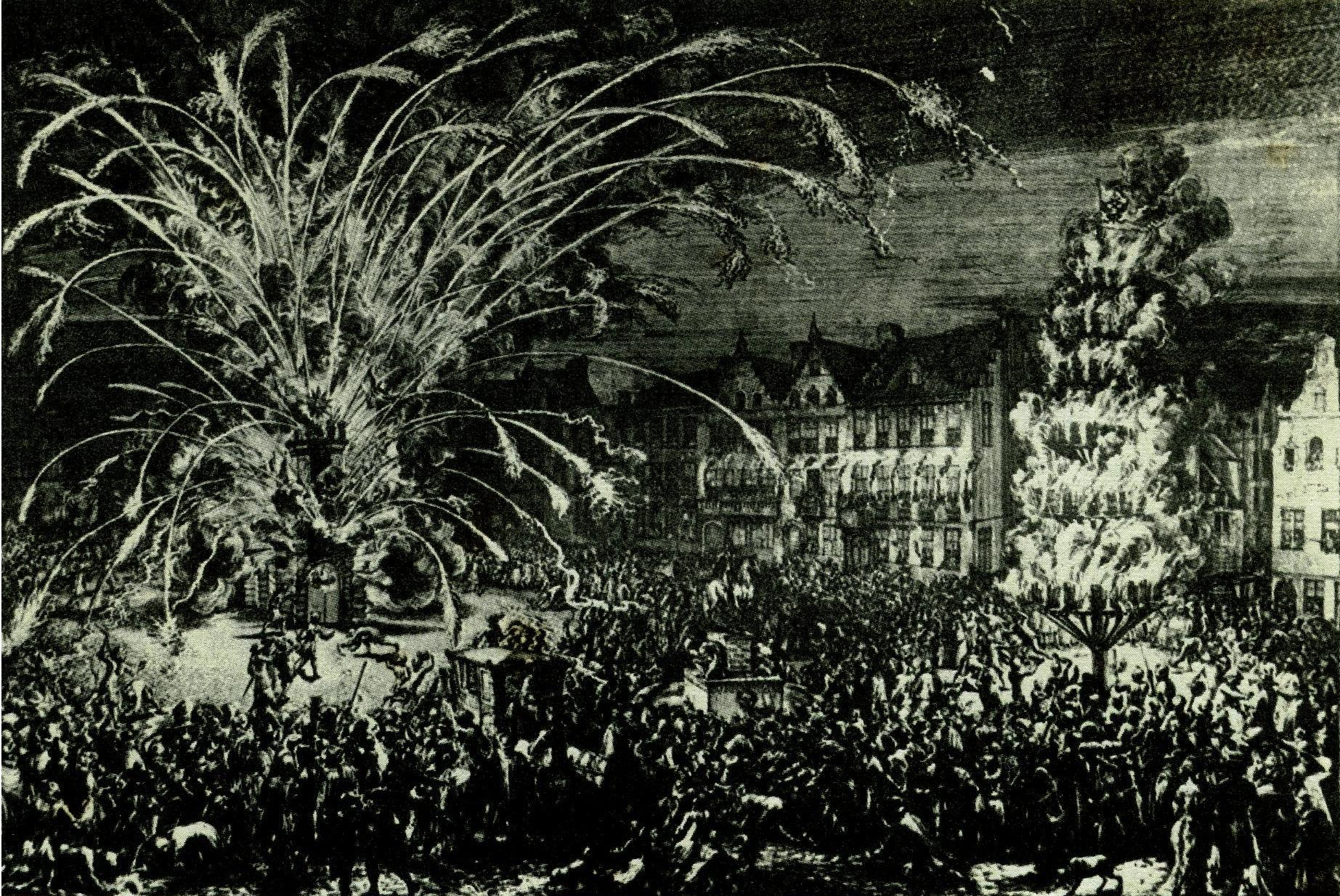
Fuegos artificiales en Bruselas en conmemoración de la liberación de Hungría en 1686.

Tras el éxito de los cristianos en Viena en 1683 contra los turcos otomanos, la Santa Liga organizada por el papa Inocencio XI y encabezada por Leopoldo I de Habsburgo se dispuso a invadir el territorio húngaro bajo control otomano y en 1686 comenzaron a asediar la ciudad de Buda, la cual era la principal dentro de la zona de influencia turca en la época y se hallaba en manos otomanas desde 1541. 
Los ejércitos cristianos estaban comandados por el elector germánico Maximiliano II Manuel de Baviera, el duque Carlos V de Lorena y Luis Guillermo I, margrave de Baden, y contaban con unos 10 000 soldados para dicha empresa. El asedio duró cerca de 3 meses, desde el 18 de junio hasta el 2 de septiembre. Si bien cobró muchas vidas de ambos bandos, resultó victorioso para los cristianos, quienes expulsaron a los turcos de la ciudad y pronto de la región, llevándose a cabo lo que se conoce como la Liberación de Buda (1686).
Durante el conflicto el sultán ordenó en repetidas ocasiones al príncipe transilvano Miguel Apafi I que enviara provisiones para los turcos en Buda, pero se las arregló para evadir dichas empresas, no enviando tampoco los impuestos a los otomanos por un tiempo. Sin embargo, después de la ocupación de Hungría, los turcos se replegaron a Transilvania buscando refugio, convirtiéndose en el próximo objetivo de la Santa Liga.
En 1687, el ejército de Leopoldo I invadió Transilvania y la tomó, obligando a Miguel Apafi I a reconocer la autoridad del emperador. Las fuerzas imperiales continuaron desplegándose por todo el reino, ocupando ciudades regidas tanto por turcos como por húngaros que no estaban dispuestos a aceptar el régimen absolutista de Leopoldo I. Tal fue el caso de la esposa de Thököly, Helena Zrínyi, quien tuvo que dirigir la defensa de la ciudad de Munkács por más de tres meses, hasta que se vio obligada a entregarla a los imperiales. En 1690 fallece el príncipe transilvano, y su hijo Miguel Apafi II, de 14 años, sube al trono, habiendo sido elegido su sucesor ya en 1681. Los nobles húngaros de Transilvania le pidieron al emperador que reconociese el título del joven, a lo que accedió, pero por el contrario sancionó el Diploma Leopoldinum en 1690, el cual estipulaba que Transilvania continuaba siendo un principado, pero era parte del Sacro Imperio Romano Germánico y tenía que pagar un impuesto anual. Asimismo decretó que se debían nombrar tres regentes de las tres nacionalidades de Transilvania (húngara, sícula y sajona), hasta que Miguel Apafi II llegase a la mayoría de edad.
Miguel Apafi II temía que el emperador no reconociese su autoridad como príncipe, y esperaba con añoranza la confirmación de parte del reino inglés y el holandés. Sus protectores lo comprometieron en matrimonio (sin la autorización de los Habsburgo) con la condesa Kata Bethlen, esperando unir con ello dos familias poderosas. Después de la boda, solo un par de semanas después fue llamado a la corte de Viena, donde el emperador lo obligó a que trocase sus propiedades transilvanas por otras húngaras de la región bajo influencia germánica. El emperador Leopoldo I aseguró rápidamente la nueva situación política europea y firmó la Paz de Karlowitz en 1699 con los otomanos, afianzando su control sobre todos los territorios del reino húngaro, así como de los del Principado de Transilvania.
Las pequeñas revueltas húngaras a lo largo del reino pronto fueron sofocadas, y Emérico Thököly tuvo que huir al exilio a territorio turco, seguido posteriormente por su esposa Helena Zrínyi. Así terminó toda oposición y cesaron de existir tanto los turcos como los húngaros que perseguían la independencia del Reino de los Habsburgo. Por otra parte, Leopoldo I invistió a Miguel Apafi II con el título de príncipe imperial germánico, forzándolo a renunciar al de príncipe de Transilvania en 1701 (Apafi permanecería en la corte de Viena hasta su muerte en 1713).

#### Francisco Rákóczi II y su guerra de independencia

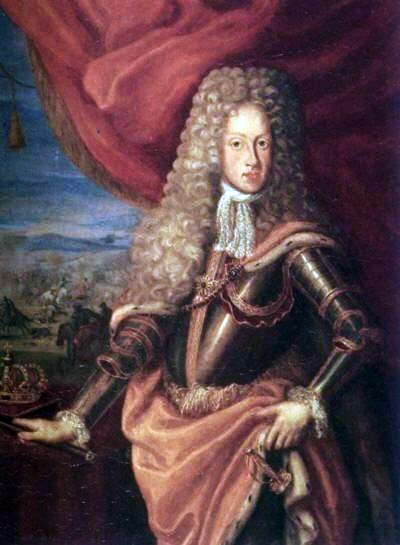
José I de Habsburgo, Emperador germánico y rey húngaro.

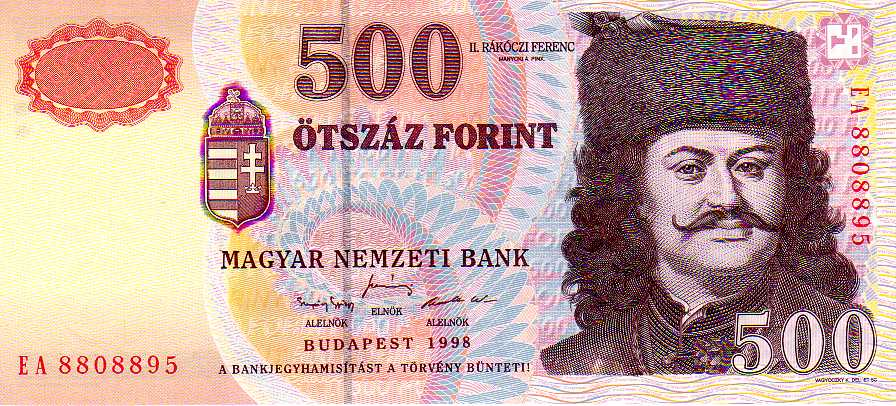
Francisco Rákóczi II, en un billete de 500 HUF (florines húngaros).

Privado de su madre, Helena Zrínyi, el joven Francisco Rákóczi II creció desde 1688 en la corte de Viena junto a Leopoldo I de Habsburgo, criado por jesuitas. Después de la Paz de Karlowitz en 1699, Francisco Rákóczi II tomó la determinación de continuar con la empresa independentista llevada a cabo por su padrastro Emérico Thököly y su madre. En 1701 escribió a Luis XIV de Francia, aprovechando la enemistad entre los Borbones y los Habsburgo, pero la carta fue interceptada y el emperador lo puso bajo arresto domiciliario el 18 de abril en sus propiedades en Hungría. Francisco escapó el 7 de noviembre en la madrugada a Polonia.
Tomando ventaja de la guerra de sucesión española, Rákóczi se puso en contacto con los guerreros húngaros que habían luchado de parte de su padrastro e inició un movimiento contra los Habsburgo que ya para 1703 contaba con gran apoyo. Sin embargo, la nobleza húngara no estaba de acuerdo, pues consideraba el asunto una revuelta de campesinos. Pero esto no se convirtió en impedimento, y en 1704 sus tropas habían ocupado gran parte del reino húngaro, aprovechando que los Habsburgo tenían que luchar en muchos frentes al mismo tiempo, apenas dando abasto al conflicto con los franceses.
En 1704, el alto mando de los rebeldes húngaros de Transilvania elige a Francisco Rákóczi príncipe de Transilvania y continúa la guerra contra el ejército imperial en varias regiones del reino húngaro. Al morir Leopoldo I el 5 de mayo de 1705, su hijo José I de Habsburgo lo sucedió en el trono, teniendo que enfrentar la guerra de sucesión española y la guerra de Independencia de Rákóczi al mismo tiempo. 
Posteriormente en septiembre de 1705, la asamblea de Szécsény nombró líder de los húngaros a Francisco Rákóczi II príncipe y se formó un senado de 24 miembros que operaba en torno a Rákóczi. El resultado de las batallas era variable, y para 1706 las fuerzas rebeldes de Rákóczi se vieron forzadas a replegarse paulatinamente ante la fuerza de las imperiales. Después de una serie de batallas, Rákóczi permaneció firme en su empresa y el 13 de junio de 1707 declaró oficialmente en la Asamblea húngara de Ónod, que los Habsburgo estaban usurpando el trono de Hungría, lo que generó una arremetida más violenta de parte de los imperiales. El 3 de agosto de 1708 se libró la batalla de Trencsen, en la que Rákóczi cayó de su caballo y se desmayó. Puesto que los soldados lo creyeron muerto, se replegaron y la batalla concluyó en una aplastante victoria para los Habsburgo.
Ya que la firma de un tratado era inminente, Rákóczi comenzó a atenuar sus embestidas contra los Habsburgo, y ante la desconfianza de la capacidad de negociación del nuevo emperador José I de Habsburgo, abandonó el reino el 21 de febrero de 1711 yendo a Polonia. El Barón Alejandro Károlyi quedó entonces al mando de las fuerzas de Rákóczi y empezó a negociar la paz con el emperador. Sin embargo, el 17 de abril muere el emperador José I y su hermano Carlos VI asciende al trono y continúa con las negociaciones. De esta manera, el 30 de abril de 1711 se firma la paz de Szatmár entre los rebeldes húngaros y los imperiales, cerrando el capítulo de alzamientos anti-Habsburgo durante esa época (Francisco Rákóczi II jamás regresó a Hungría. Viajó a varios reinos europeos buscando asistencia en vano y terminó muriendo en el exilio en Rodostó en territorio turco en 1735).

#### María Teresa de Austria y Hungría

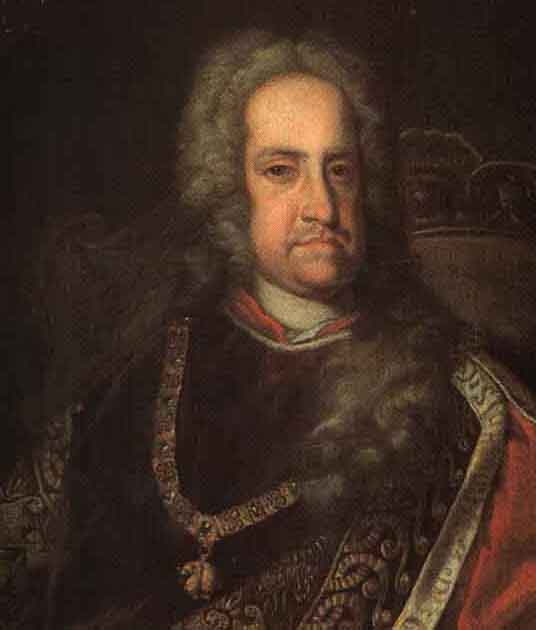
Carlos VI, emperador germánico y rey húngaro.

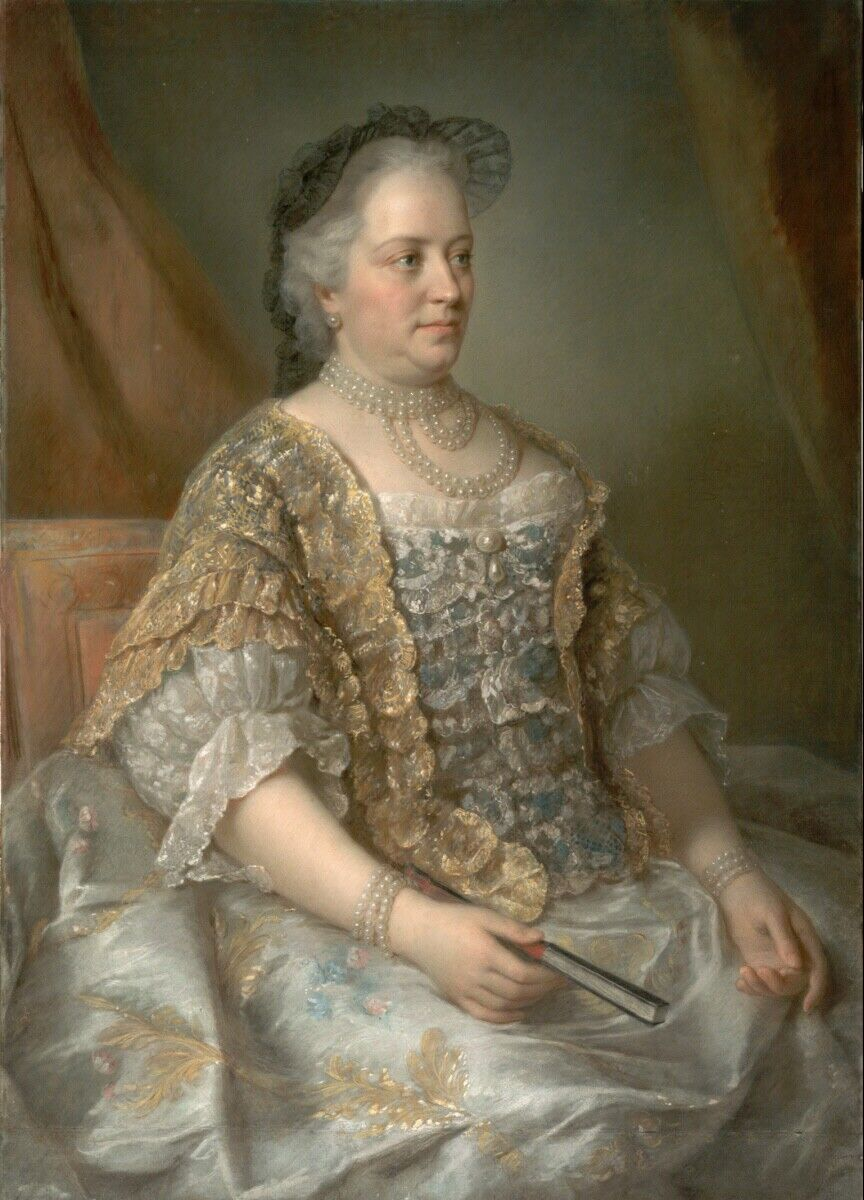
María Teresa, Reina de Hungría.

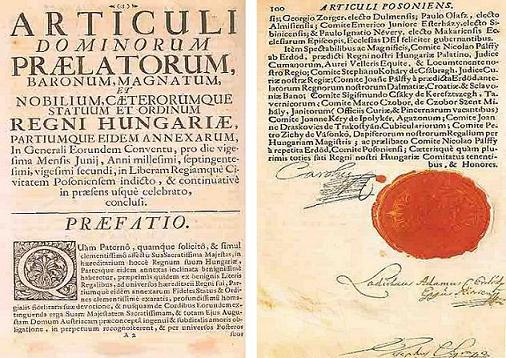
La Pragmática Sanción de 1713.

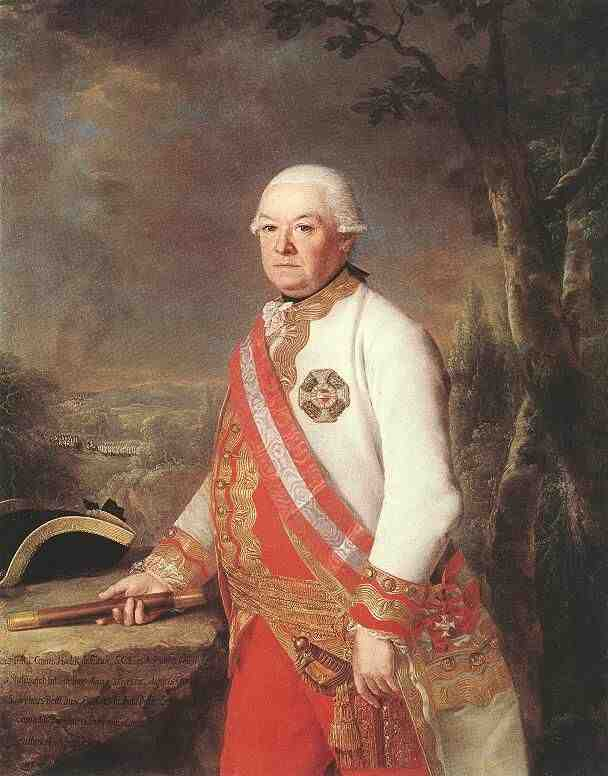
El conde húngaro Andrés Hadik.

En 1713 terminó la guerra de sucesión española con la firma del Tratado de Utrecht, reafirmándose la supremacía de los Habsburgo en sus territorios. No obstante, el hijo de Leopoldo I tenía un problema, pues el nuevo emperador germánico y rey húngaro Carlos VI ante la falta de herederos tras su muerte había previsto la emisión del documento conocido como Pragmática Sanción. En este se estipulaba que su hija María Teresa, a pesar de ser mujer, podía sucederlo en el trono, conservando el apellido de los Habsburgo en los hijos de ella, sin importar quién fuera el futuro padre.
Los turcos atacan en 1715 el Reino de Hungría, confiados de que Carlos VI estaba débil después de la guerra contra Francia. Se llevaron a cabo varias campañas contra los otomanos (1716–1718), y los ejércitos húngaro e imperial unificados reconquistaron la mayor parte de Valaquia y Serbia, expulsándoles de esos territorios. El sultán Ahmed III y Carlos VI firmaron Tratado de Passarowitz en 1718, retirándose definitivamente los turcos de regiones que ocuparon durante 164 años. Después de esto, la Gran Asamblea húngara y la Gran Asamblea transilvana aceptan y reconocen la Pragmática Sanción de Carlos VI, no solo aceptándolo como soberano de los húngaros, sino reconociendo sus deseos sucesorios con respecto a su hija. En 1731, Carlos VI sanciona la Carolina Resolutio en la cual se legalizan las confesiones religiosas protestantes (calvinista, luterana y unitaria) en el Sacro Imperio Romano Germánico y en el Reino húngaro.
En 1736 su hija, María Teresa, se casa con el duque Francisco de Lorena, quien era regente de Hungría desde 1732, decidiéndose el futuro del imperio, que debía aún hacer frente a la amenaza turca. Carlos VI continuó con sus campañas contra los turcos en 1737, aunque fue expulsado de Serbia en 1738 por las fuerzas otomanas que se apoderaron nuevamente de esta región. Dichos enfrentamientos se concluyeron con la firma del Tratado de Belgrado, donde la parte oriental de Valaquia y Belgrado volvieron a ser parte del Imperio otomano.
En 1740 muere el emperador dejando como sucesora a su hija María Teresa junto con su esposo Francisco de Lorena. De inmediato el rey Federico II el Grande de Prusia manifiesta su desacuerdo y moviliza su ejército hacia la región de Silesia, repudiando a María Teresa y adjudicándose a sí mismo el derecho de reinar en su lugar, con lo que se inicia la guerra de sucesión austriaca.
Federico II anexionó Silesia a Prusia y por otra parte Carlos Alberto de Baviera invadió la región septentrional de Austria, apoyado por fuerzas francesas. Con urgencia, María Teresa se traslada a Bratislava, una de las ciudades capitales del Reino de Hungría, y se reúne con la alta nobleza húngara para pedirles su ayuda en el conflicto. Después de varios enfrentamientos, María Teresa firmó la paz en 1742 con Federico II y renuncia a Silesia, siendo reconocida en su cargo como reina. La reina comenzó a obrar por la defensa de los derechos de los practicantes de la fe cristiana ortodoxa en Transilvania, y en 1743 fue coronada reina de Bohemia en Praga. Sin poder aceptar esto, Federico II lanzó su ejército hacia Praga, pero las tropas de la reina lo expulsaron de Bohemia. En 1745, las fuerzas imperiales avanzaron hacia Baviera al mando del general húngaro, el conde Carlos Batthyány, derrotando al emperador usurpador y eligiendo en su lugar a Francisco de Lorena, esposo de María Teresa. Entonces firmaron nuevamente la paz, donde Silesia quedaba en posesión de Prusia.
En las próximas décadas la reina continuó con una política de reafirmación de su poder en los Estados germánicos, conduciendo campañas lideradas por varios generales húngaros, entre ellos el Conde Andrés Hadik. En 1765 falleció su esposo y de inmediato su hijo mayor, José II de Habsburgo, subió al trono del Sacro Imperio.

#### El absolutismo ilustrado de los Habsburgo

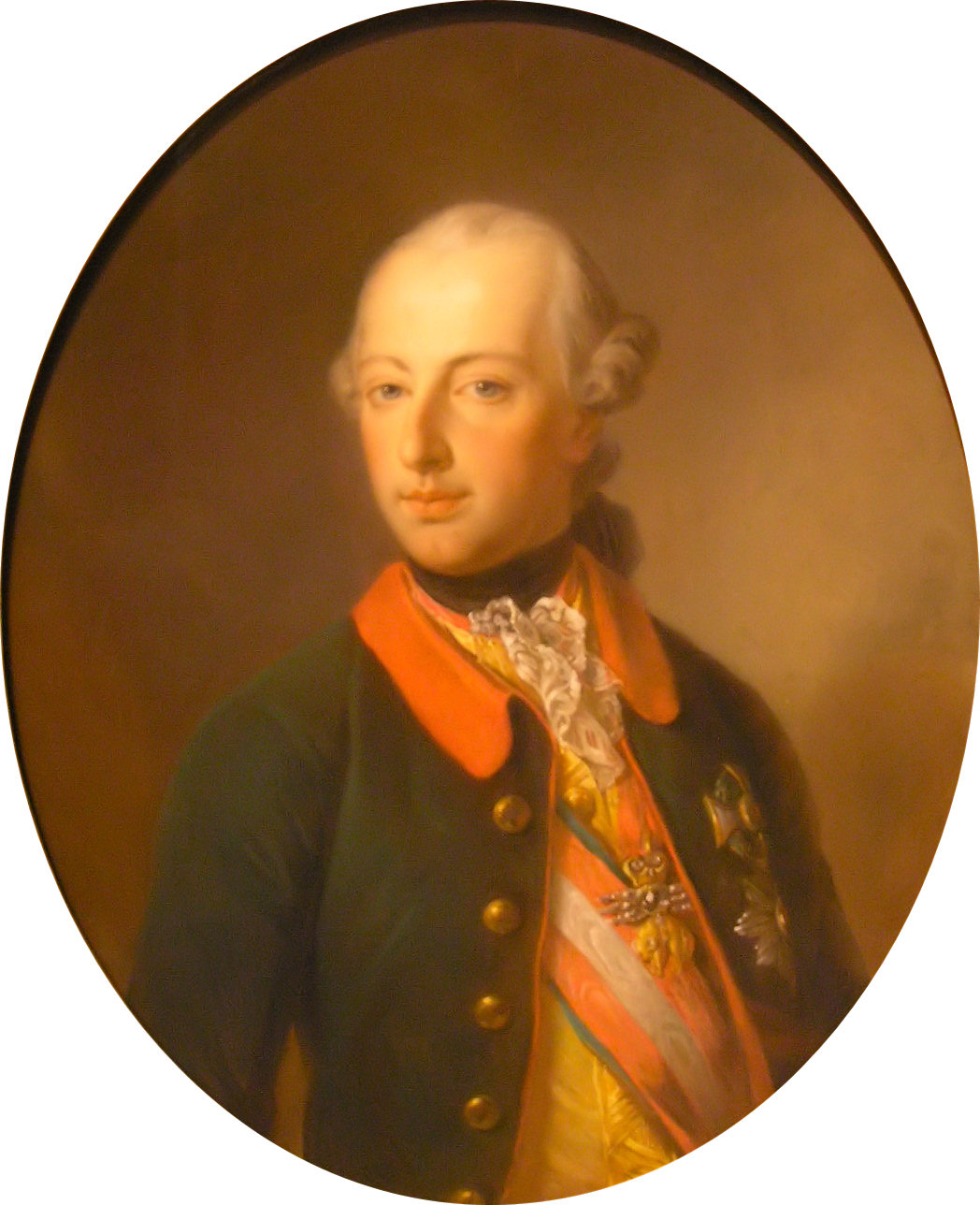
José II de Habsburgo, emperador germánico y rey húngaro.

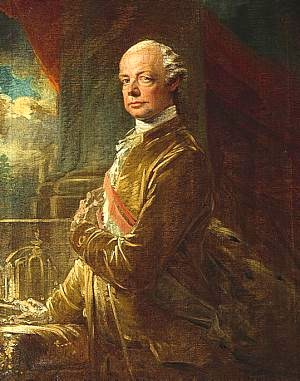
Leopoldo II de Habsburgo, emperador germánico y rey húngaro.

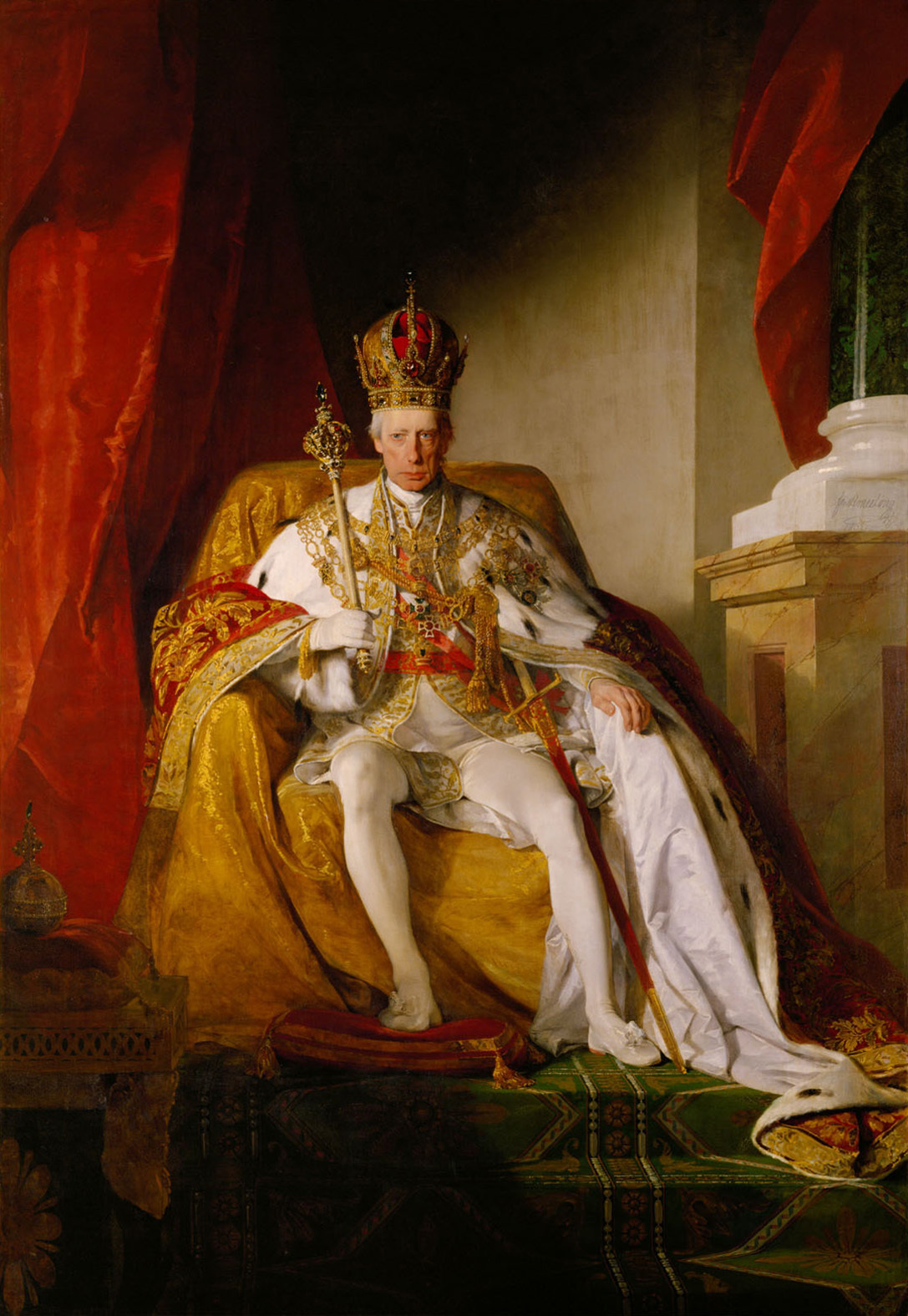
Francisco I de Austria, emperador de Austria, rey de Hungría y Bohemia.

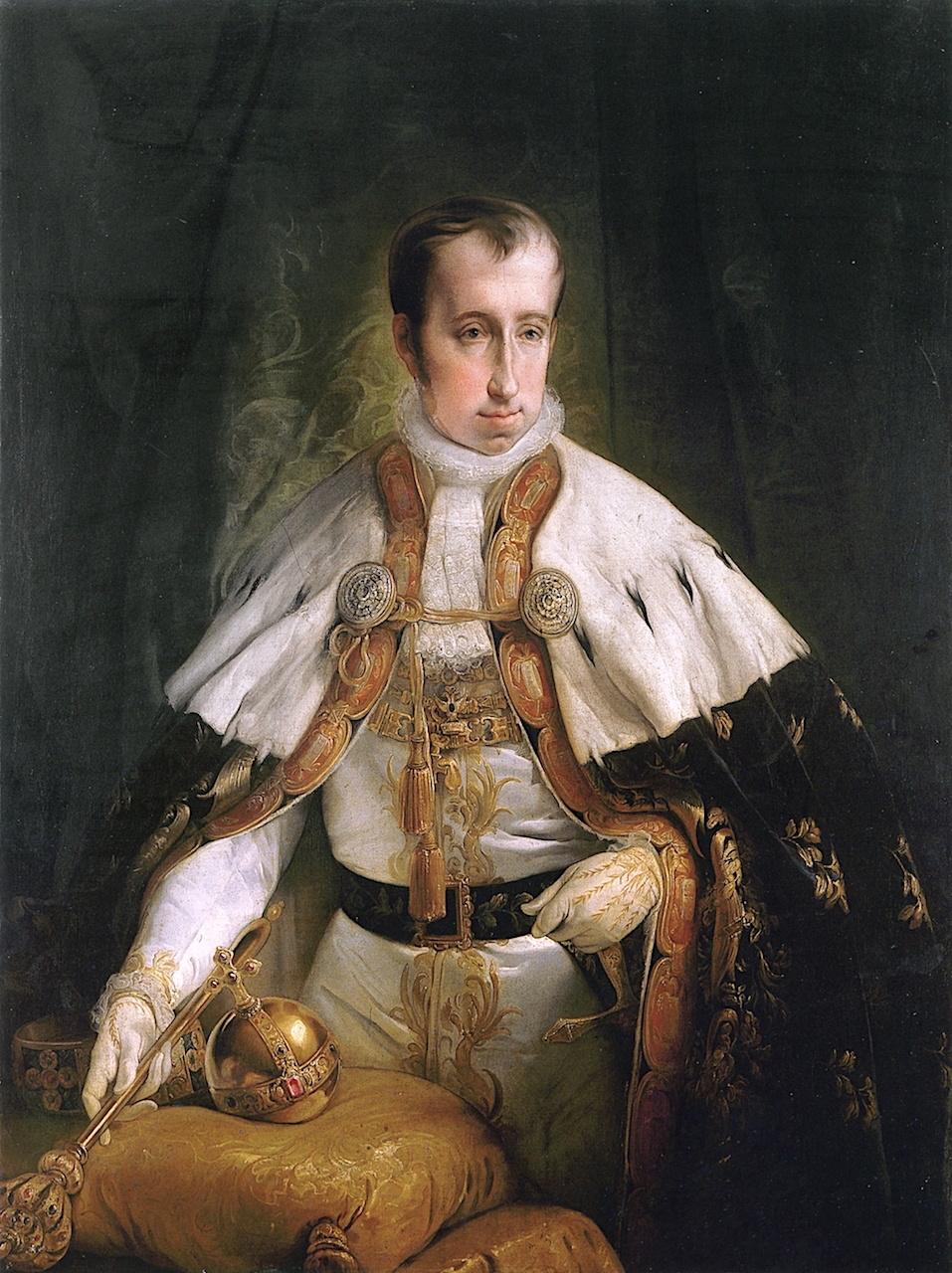
Fernando V, emperador germánico, rey de Hungría y de Bohemia.

Sus contemporáneos admiraban a José II de Habsburgo por su gran cultura y habilidad para gobernar, muchos historiadores actuales inclusive lo consideran un genio. Solamente no entendió una cosa: la ciencia de las posibilidades políticas. Pensaba que lo que él creía apropiado era factiblemente realizable. Tras la muerte de su madre María Teresa fue elegido rey húngaro el 29 de noviembre de 1780, pero por propia decisión no se hizo coronar y tampoco hizo el juramento del monarca. Por tanto no estaba comprometido a respetar las leyes que protegían a los húngaros del poder absoluto del monarca. Por ello fue apodado "El rey asombrerado" (en húngaro "kalapos király"), puesto que no usó la corona húngara, sino solo sombreros.
Pronto inició reformas educacionales y culturales. Comenzó a limitar a la Iglesia católica, restringiendo el envío de dinero a Roma desde los monasterios a lo largo del imperio y Hungría. Igualmente ordenó en 1781 un decreto de tolerancia para los protestantes y griegos ortodoxos. En 1783 José II hizo un viaje por Hungría, visitando también las regiones de Croacia y Transilvania. En 1784 decretó que el idioma alemán fuera la lengua oficial en el reino húngaro, dividió los territorios de Hungría y Transilvania en nuevas entidades político-administrativas y prohibió el azote de los siervos, así como el que abogados del Estado defiendan los intereses de los campesinos. 
En 1787 estalló la Guerra Ruso-Turca y en 1788 José II intervino retomando la ciudad serbia de Šabac, pero luego se vio obligado a huir cuando intentaba asegurar su control en Lugos. Regresó a Viena enfermo, pero en 1789 mandó a guerrear a su ejército, que junto con los rusos expulsaron a los otomanos de Valaquia y tomaron definitivamente la ciudad de Belgrado.
En 1790 se independizó Bélgica del Imperio y Hungría intentó seguir sus pasos buscando en vano alianza con el Reino de Prusia. Ese mismo año murió José II y fue sucedido por su hermano menor Leopoldo II. Este nuevo monarca deshizo mucho de lo tramado por su hermano mayor. Disolvió la policía secreta de José II y se restituyó en Hungría el latín en vez del alemán, y el Consejo en Buda estableció que sus sesiones continuarán siendo en húngaro.
Leopoldo II firmó un tratado de paz con el sultán Selim III. A mediados del mismo año fue elegido emperador y la asamblea húngara se mudó a Bratislava. Ahí fue coronado también como rey húngaro y a su cuarto hijo Leopoldo lo eligieron Nádor de Hungría. El nuevo emperador apeló en 1791 a los demás monarcas europeos a enfrentarse a la Revolución Francesa y firmó un tratado militar con Federico Guillermo II de Prusia para protegerse de los franceses. Sin embargo, en 1792 murió repentinamente el monarca Habsburgo, siendo sucedido por su hijo mayor, Francisco I de Austria.
Antes de que fuese coronado emperador germánico y rey húngaro se recibió en Viena la declaración de guerra de los franceses, quienes operaban según las disposiciones de la Asamblea Legislativa, creada durante la Revolución Francesa. En marzo de 1792 fue coronado entonces Francisco I y en octubre de 1793 su tía María Antonieta de Austria y su esposo el rey Luis XVI de Francia fueron ejecutados por los revolucionarios franceses. Ese mismo año dieron comienzo las Guerras Revolucionarias Francesas (1793-1802), donde las naciones europeas (incluida la húngara) intentarán contener los ejércitos franceses, en muchas ocasiones fallidamente. Una vez finalizadas, se sucedieron las Guerras Napoleónicas (1802–1815), conducidas por Napoleón Bonaparte, quien en 1806 forzó a Francisco I a renunciar al título de Emperador del Sacro Imperio Romano Germánico, conservando solamente el título de emperador austríaco que había asumido previamente en 1804.
Napoleón es finalmente derrotado en la Batalla de Waterloo en 1815, y el nuevo mapa de Europa entra en vigor según lo acordado en el Congreso de Viena de 1814. En 1830 se eligió en Bratislava como rey húngaro a Fernando V, hijo de Francisco I emperador de Austria, quien, si bien era asimismo presidente de la recientemente creada Confederación Germánica, ya no era considerado como emperador del Sacro Imperio Romano Germánico. Cinco años después, Francisco I murió, y su hijo, el rey de Hungría, fue coronado también emperador austríaco como Fernando I de Austria.

#### Reformas nacionales (nacionalismo) en Hungría

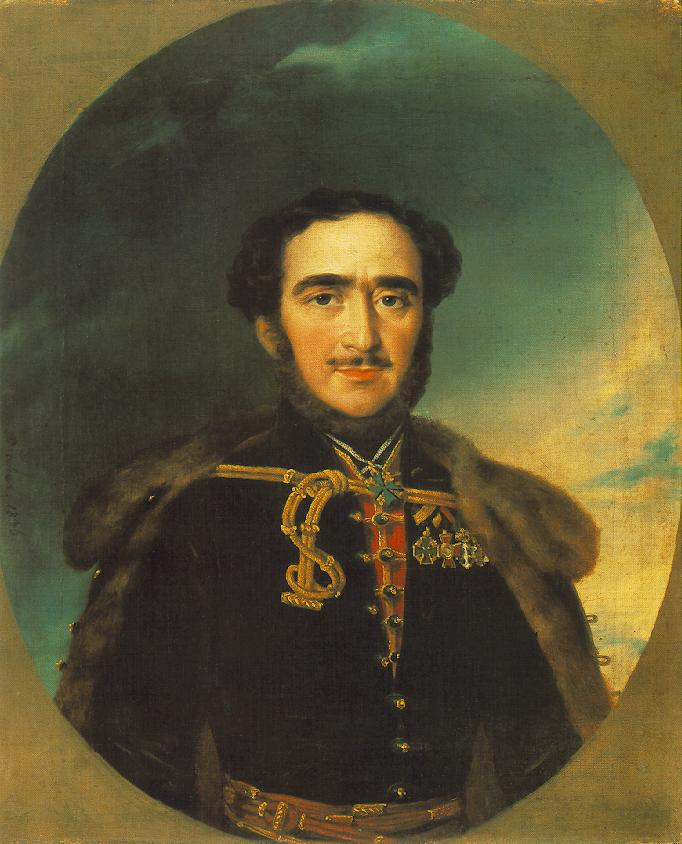
El conde Esteban Széchenyi.

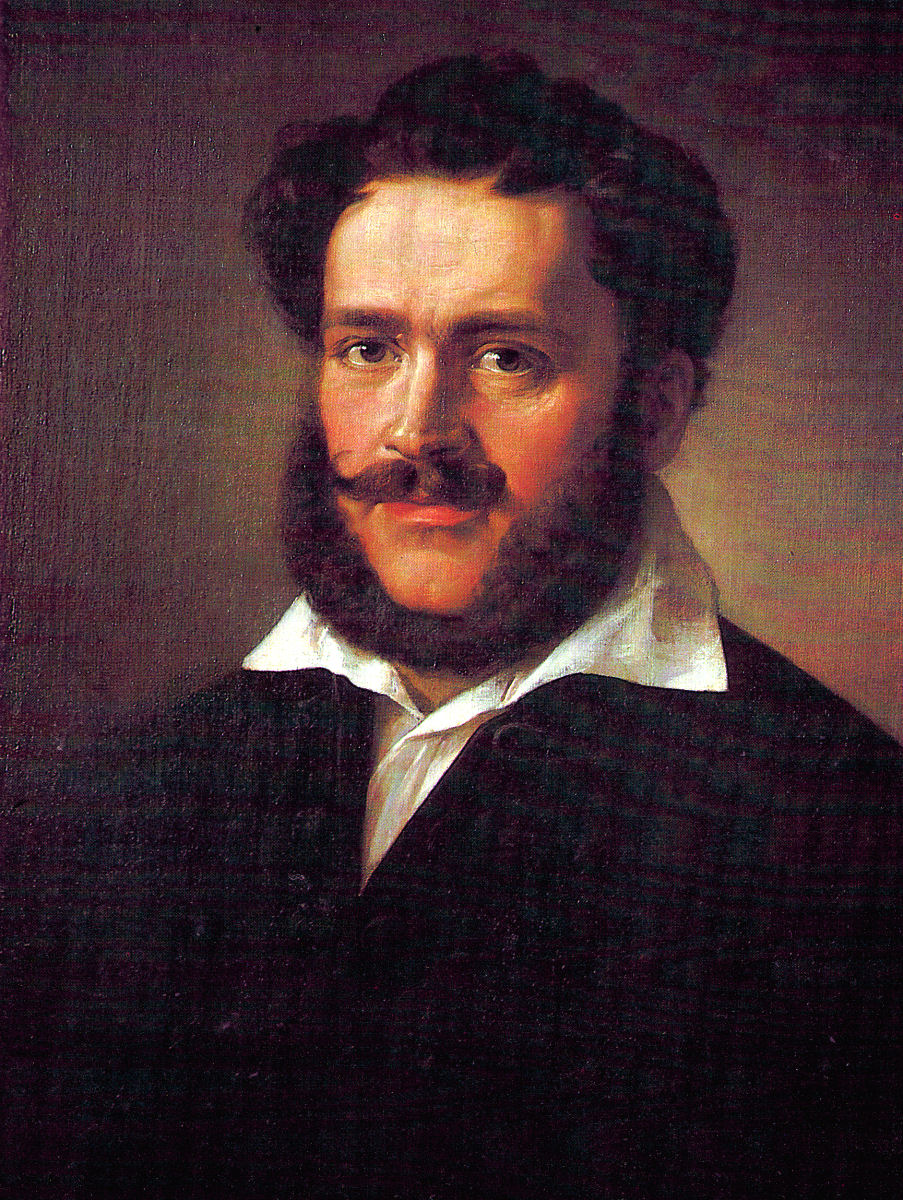
El barón Nicolás Wesselényi.

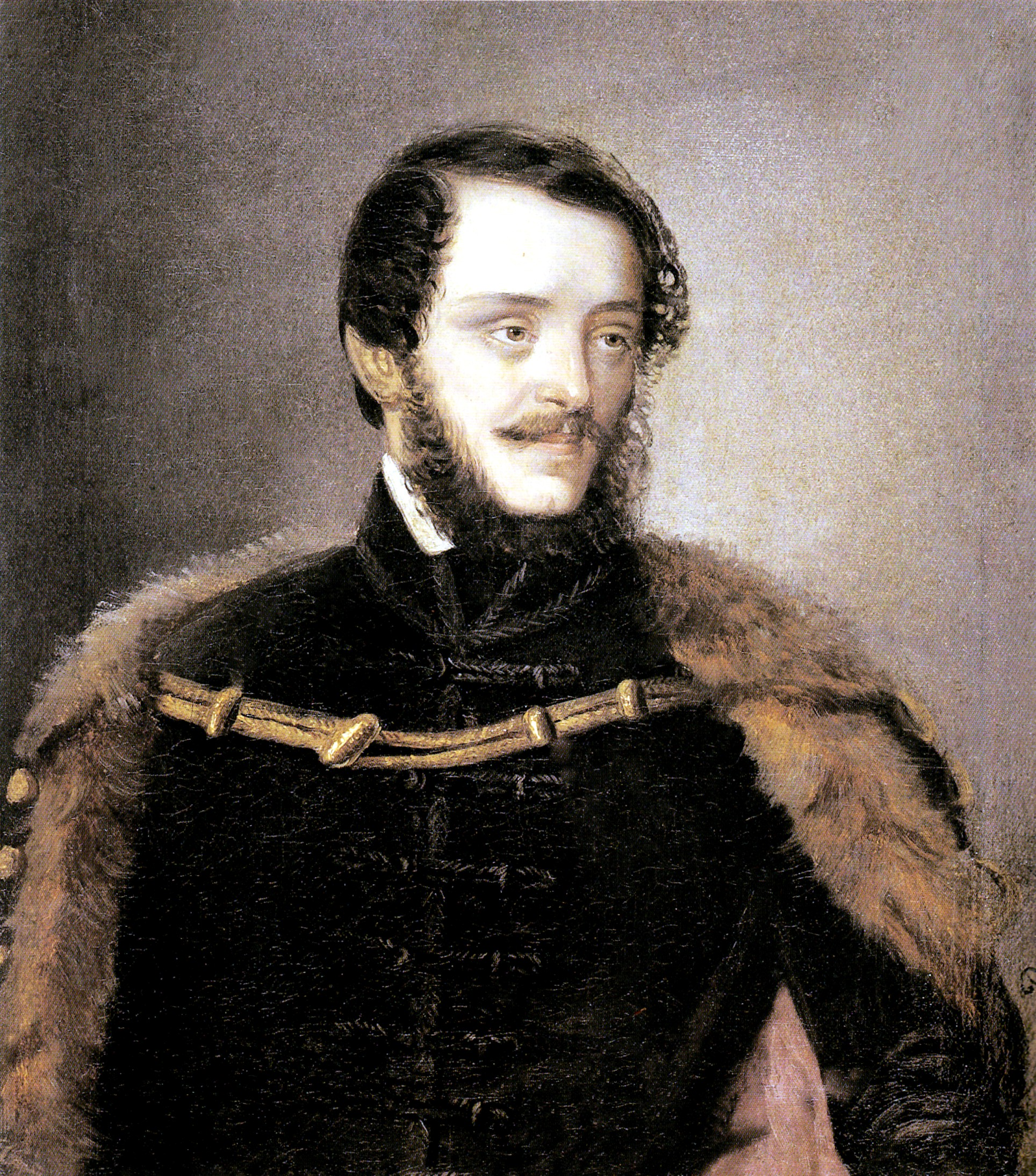
Luis Kossuth.

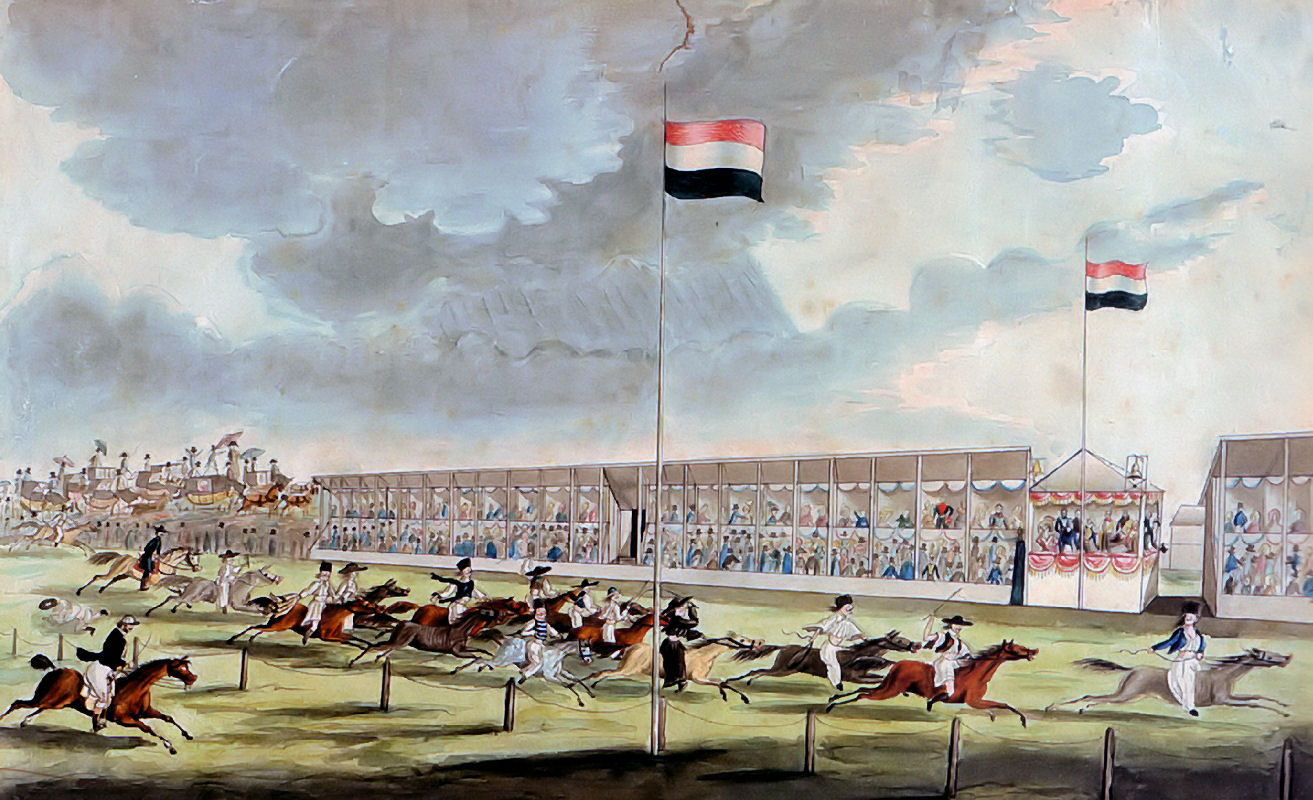
Primera carrera de caballos en Budapest (1827), por Esteban Széchenyi.

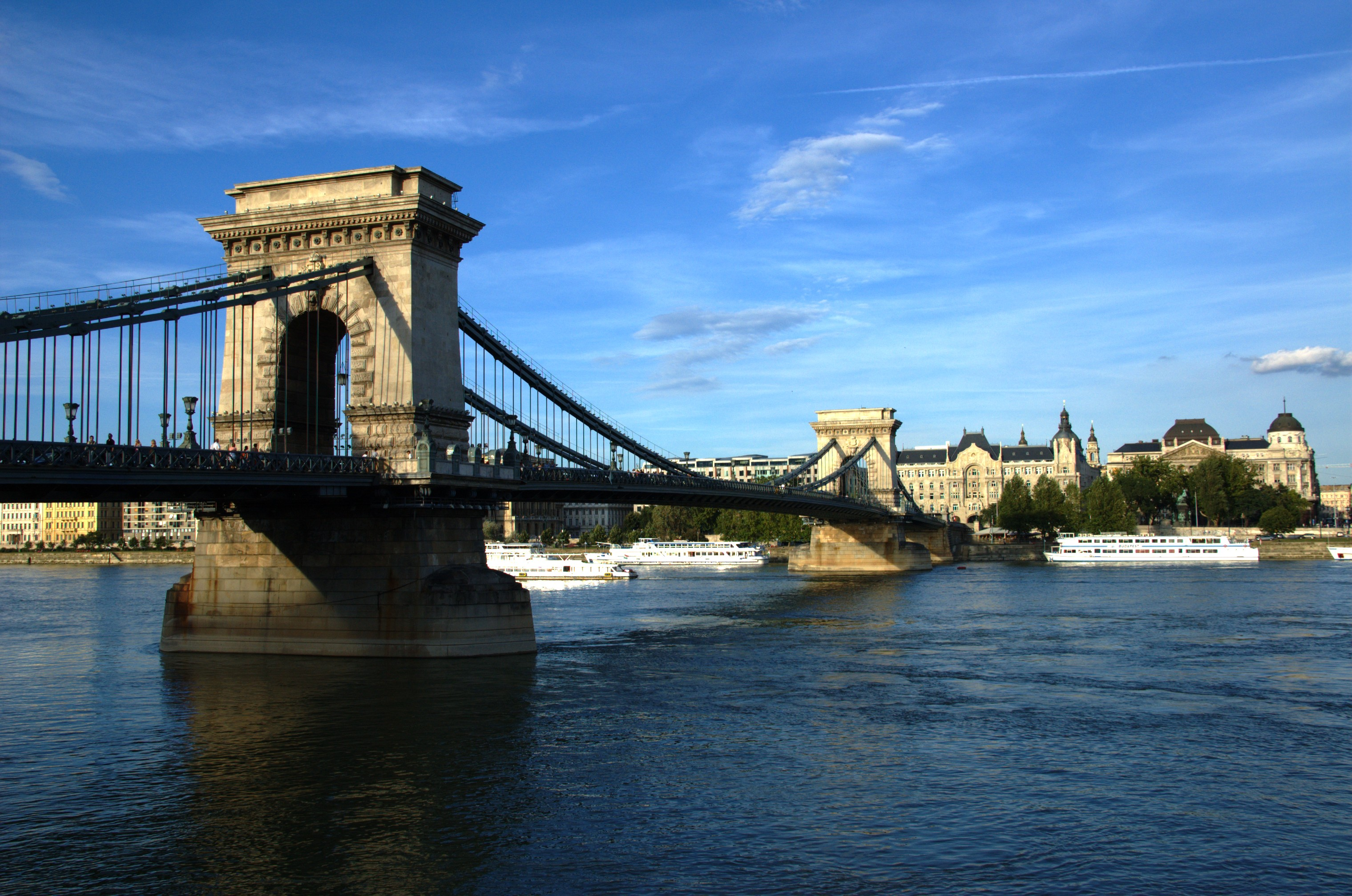
El Puente de las Cadenas (1847), una de las obras de Esteban Széchenyi.

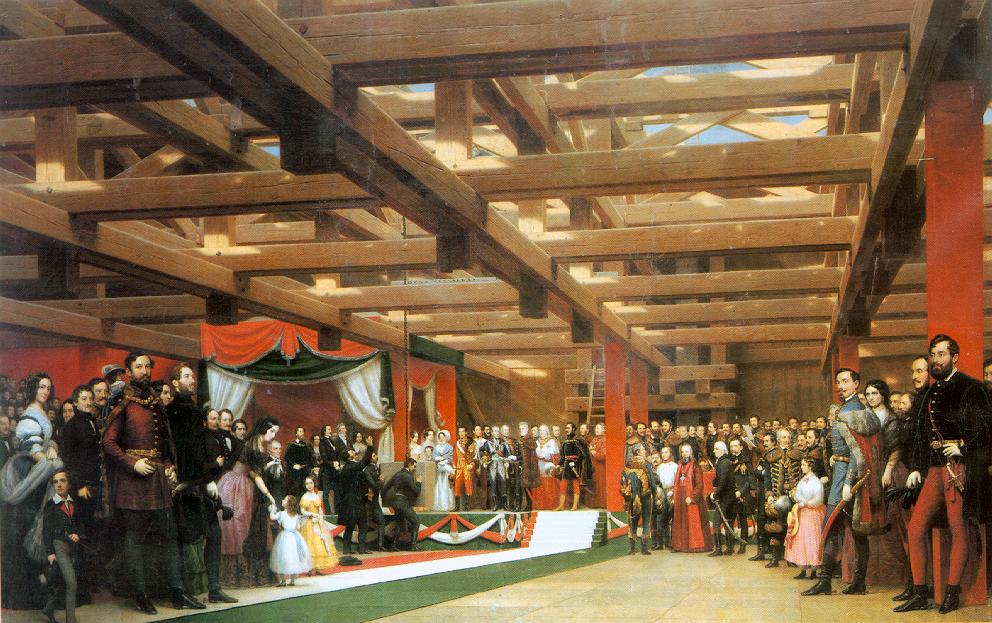
Colocación de la piedra angular del Puente de las Cadenas. Obra de Miklós Barabás (1864).

Los tres colores de la bandera húngara (utilizados desde la época de María Teresa I de Austria en 1743) se oficializaron y cobraron gran popularidad como símbolo de la identidad nacional.

Durante los últimos años del reinado de Francisco I y los primeros de Fernando V, Hungría experimentó una intensa modernización, irónicamente impulsada por su propia aristocracia y no por el monarca austríaco. La nación húngara, retrasada en muchos aspectos tras siglo y medio de ocupación turca y guerras independentistas, carente de un rey húngaro desligado del trono del Imperio germánico y posteriormente austríaco, precisaba un impulso para ponerse al nivel de otros países, Estados como Inglaterra y Francia. Así a inicios del siglo XIX comenzó una modernización industrial, se dio un impulso literario y cultural, donde el idioma y la historia húngara fueron enaltecidos y cultivados, se creó el Himno Nacional de Hungría, el acondicionamiento de una nueva situación para los siervos, etc.
A partir de 1825 entonces se reasume la reunión regular del parlamento húngaro, donde todas las provincias enviaban a sus representantes. Esto tuvo una gran significancia, puesto que los propios húngaros nobles iban ganando lentamente la posibilidad de defender sus propios asuntos ante los austríacos.
Una de las principales figuras de esta época fue el conde Esteban Széchenyi (1791-1860), quien aprovechando la enorme fortuna de su familia tomó como responsabilidad propia la modernización del país. En 1825 donó una gran suma de dinero para fundar la Academia de Ciencias de Hungría y en 1830 publicó un libro llamado "El Crédito", donde planteaba un nuevo programa de reformas para acabar con los últimos vestigios del feudalismo en el reino. Contribuyó a que el río Danubio fuese navegable con barcos de vapor, creando puertos y astilleros. Igualmente participó en la construcción de las vías férreas húngaras más importantes, construyó estadios para carreras de caballos, casinos y baños termales, volviéndolos sitios de visita acostumbrados para la nobleza húngara y ciudadanos por igual (en 1849 se terminó el primer puente fijo que comunicaba finalmente las dos mitades de Budapest, el cual recibió el nombre de "Puente de las Cadenas").
Otra figura de enorme importancia en estos tiempos fue el noble Luis Kossuth (1802-1894), quien comenzó hacia 1830 a manejarse como un personaje público en la política húngara de la época, tratando de convencer a la nobleza para que apoyasen sus proyectos cada vez más independientes del poder central del rey húngaro y emperador austríaco en Viena. Los principales agraviados y enemigos de estas reformas nacionales fueron Francisco I de Austria y el canciller Klemens von Metternich, quienes probaron acabar con ellas utilizando el terror y encerrando a personajes como Ladislao Lovassy, el barón Nicolás Wesselényi y Luis Kossuth.
Kossuth finalmente fue arrestado y tras su liberación acudió a la corte con una nueva táctica, pues a partir de enero de 1841 se convirtió en editor general del periódico Pesti Hírlap. Si bien una fuerte censura castigó el periódico, Kossuth se las ingenió durante los próximos años para comunicar los problemas de la situación social, política y económica que azotaban al reino húngaro en ese momento. Su programa de reformas también fue insertado en los ejemplares que eran publicados, donde tocaba temas como el deber de los nobles de pagar impuestos (lo cual no hacían en esa época) y el poner fin a la situación de los siervos. Con temas como estos, aunados al distanciamiento de la monarquía vienesa, Kossuth se enfrentó en varias ocasiones con el conde Széchényi, quien tenía una postura más conservadora y orientada hacia el monarca Habsburgo, puesto que él consideraba que Hungría no era capaz de sobrevivir sola todavía (opinión que comparten muchos historiadores, que no desmerecen a ninguno de los dos personajes históricos, ni a Kossuth ni a Széchenyi).
El barón Nicolás Wesselényi fue otro personaje de suma relevancia para la reforma húngara en Transilvania y otras regiones del reino, apoyando apasionadamente la liberación de los siervos y puntualizando la relación verdadera entre nobles y plebeyos. Igualmente logró que en 1837 se cambiase también en Transilvania el latín por el húngaro como lengua oficial. El conde Aurelio Dessewffy (1808–1842) actuó como opositor a la reforma, formando un partido conservador que trabajaba directamente con la corte en Viena, y si bien era miembro de la academia de ciencias y adversario político de Kossuth, fue reconocido por sus buenas obras como ciudadano húngaro y sus contribuciones al Estado.
Todos estos cambios fueron impulsando el estallido del nacionalismo húngaro, avivando las ansias de independizarse de los Habsburgo, jugando con la idea de no reconocer al rey húngaro, Fernando V, y establecer una república independiente gobernada por la nobleza húngara, con cabida también para los que no pertenecieran a la nobleza. Este cúmulo de sentimientos, hechos y personajes convergieron en ebullición y en 1848, ante la Revolución alemana de 1848-1849, Hungría se unió en desobediencia al Imperio Austríaco.

## Austria-Hungría (1867-1918)

### Tras el compromiso austro-húngaro

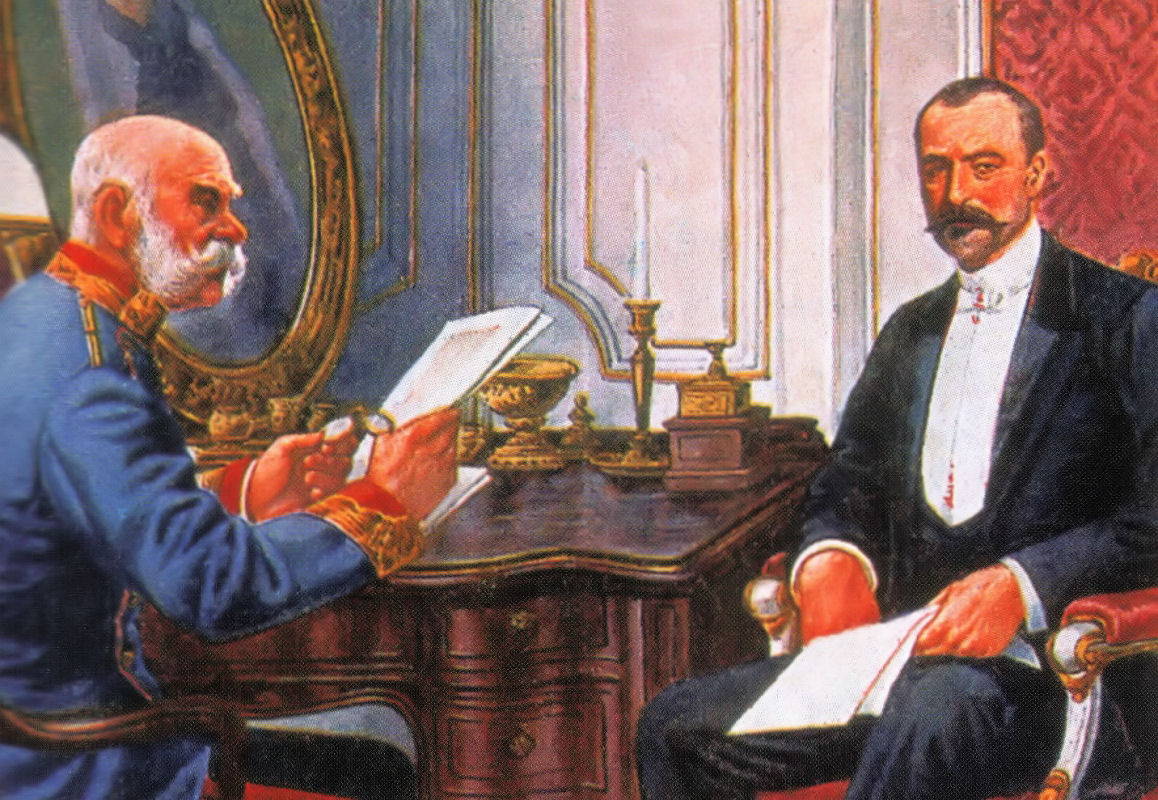
El emperador austrohúngaro Francisco José I y el político húngaro Esteban Tisza, las dos figuras que marcaron principalmente el periodo entre el Compromiso austrohúngaro de 1867 y el final de la Primera Guerra Mundial. Esteban Tisza era hijo de otro primer ministro de largo mandato, Colomán Tisza, también favorable al entendimiento con el emperador, a diferencia de la oposición más nacionalista magiar, que tenía por referencia la Revolución húngara de 1848.

Tras el intento fracasado de gobierno central imperial, las sucesivas derrotas ponen de manifiesto la necesidad del emperador de lograr el respaldo de la oligarquía magiar. Después de largas negociaciones, ambas partes alcanzan un acuerdo en 1867 conocido como el  Compromiso Austrohúngaro de 1867 o Ausgleich. Este pacto entre el emperador y la nobleza magiar devuelve a Hungría el gobierno constitucional parlamentario, basado en un escasísimo censo y una amplia autonomía interna, quedando el Estado dividido en dos partes que comparten únicamente 3 ministerios, entre ellos el de Exteriores, y el ejército, que queda controlado por el emperador. Al acuerdo se opone parte de la clase política magiar, partidaria de la independencia lograda efímeramente en la revolución de 1848, y las minorías, que ven su apoyo a la represión de ésta traicionada por el emperador y entregadas a las medidas de asimilación cultural magiar.
Poco después del acuerdo se funda en Hungría el Partido Liberal, con Colomán Tisza a la cabeza, que domina la política del país hasta finales de siglo, amañando sistemáticamente las elecciones para mantener el control del poder, defendiendo el acuerdo con la corte de Viena frente a la oposición más independentista y favoreciendo un periodo de rápido desarrollo económico e industrialización del país, que sigue siendo, no obstante, mayoritariamente rural. La minoría judía, en parte asimilada, gana un papel destacado en la industria, el comercio y la banca, mientras que el control político y social sigue en manos de la nobleza y la alta burguesía, de origen aristocrático. Se reprime el nacionalismo de las minorías y el nuevo movimiento socialista. El acuerdo con Viena, cuyas cláusulas económicas han de renovarse cada diez años, es el principal tema de debate en el parlamento, defendiendo la oposición su cambio para aplicar medidas más nacionalistas.
Tras el relevo de Tisza le suceden algunos gabinetes liberales que mantienen la esencia de su política. A comienzos del siglo XX se desencadena una grave crisis que enfrenta a la oposición nacionalista húngara con el emperador por la situación del ejército austrohúngaro. Mientras que este desea aplicar medidas que lo refuercen y aumenten el número de reclutas magiares, aquella quiere que se apliquen cambios que lo hagan más húngaro, incluyendo el uso del magiar como idioma de mando en las unidades de origen húngaro. El enfrentamiento llega en 1905 a hacer que se suspenda de nuevo el gobierno constitucional y el monarca implante un gobierno tecnócrata. Aparentemente reconciliadas ambas partes, la oposición prosigue su oposición a los cambios deseados por el soberano hasta prácticamente el estallido de la Primera Guerra Mundial, siendo la ampliación del censo, que el emperador trató de usar para debilitar a la oligárquica clase política magiar, uno de los temas principales de la política magiar hasta el final de la guerra. Para someter a la oposición nacionalista el emperador nombra a Esteban Tisza (hijo de Colomán) primer ministro en 1913 tras una serie de gobiernos controlados por este, que domina la política húngara de todo el periodo hasta el final de la contienda. Tisza se opone a los cambios sociales y políticos, negándose a aceptar el crecimiento del movimiento socialista, a conceder poder político a las minorías o a ampliar el sufragio, congelando en la práctica la evolución política del país.

### Hungría en la Primera Guerra Mundial

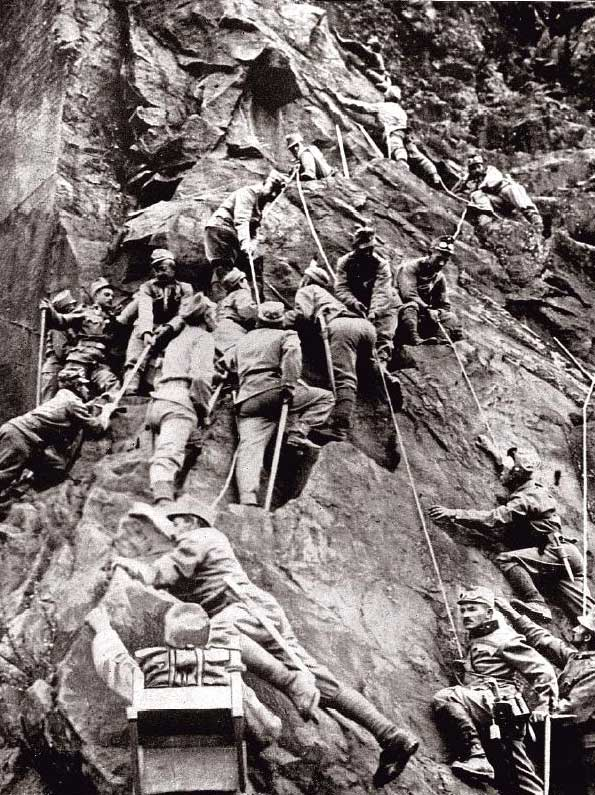
Tropas de montaña austro-húngaras en el Tirol.

## El primer periodo republicano

### La república popular (1918-1919)
Tras la Revolución de los Crisantemos de finales de octubre de 1918 se formó un gobierno de coalición de elementos progresistas que trataron de implantar un sistema democrático en la nueva Hungría independiente y republicana. El desorden interno y el intenso nacionalismo impidió que se pudiesen mantener los territorios fronterizos poblados por eslovacos, eslavos del sur y rumanos, que optaron por separarse del gobierno de Budapest o fueron ocupados por los países vecinos con el beneplácito de la Entente.
Ante las sucesivas pérdidas territoriales, el gobierno decidió en marzo traspasar el poder a una coalición social-comunista, incapaz de evitar las pérdidas a manos de sus vecinos ni de aceptar la nueva exigencia de la Entente.

### Béla Kun y la República Soviética Húngara de 1919

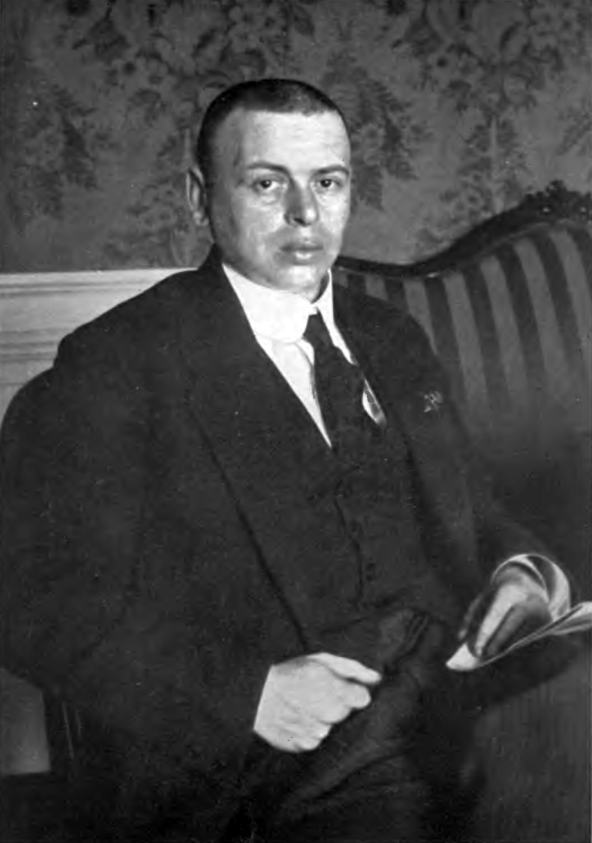
Béla Kun, primer ministro húngaro comunista (1919-1920).

Una vez terminada la Primera Guerra Mundial, Hungría obtuvo finalmente su independencia de Austria después de más de un siglo de confrontaciones, pero sobrevino el caos y el militante comunista Béla Kun tomó el poder de Hungría por breve tiempo en 1919.
Después de que oficiales anticomunistas intentasen dar un golpe de Estado el 24 de junio y fracasasen, Kun reaccionó de manera violenta y procedió a crear tribunales revolucionarios (considerados ilegales), en los cuales se sentenciaron a muerte a cientos de personas que no apoyaban el comunismo en Hungría. Esto sería conocido posteriormente como el «terror rojo», que junto con el también breve, pero trágico «terror blanco» de Ferenc Szálasi, formaron parte de los sucesos más lamentables del siglo XX en Hungría.
Béla Kun fue finalmente depuesto, y tras un breve periodo de gobierno socialdemócrata, el regente Nicolás Horthy se hizo con el poder, reinstauró la monarquía en Hungría, trajo orden ante el caos político, solucionó los problemas económicos del país derivados de la Primera Guerra Mundial y gobernó hasta 1944, a finales de la Segunda Guerra Mundial.

## Regencia (1920-1944)

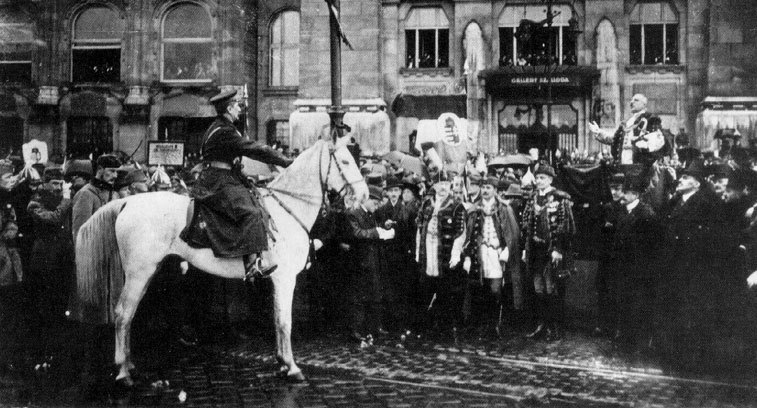
El regente Nicolás Horthy es recibido en Budapest en 1919.

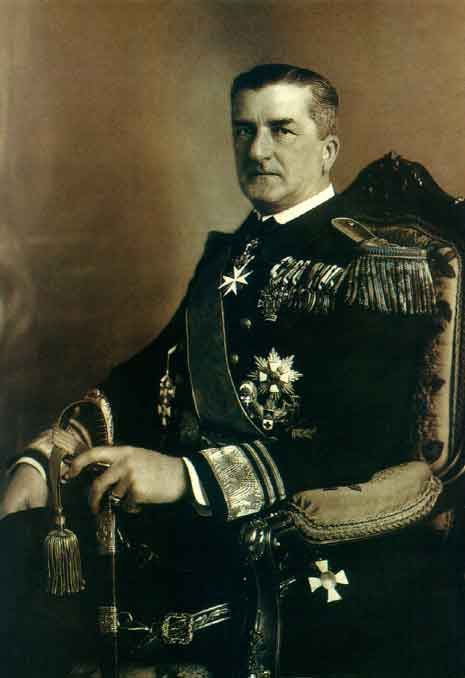
El regente Nicolás Horthy.

En enero de 1920, los hombres y las mujeres de Hungría votaron en las primeras elecciones en la historia política del país. Las votaciones no fueron totalmente libres, porque la izquierda o bien las boicoteó o bien fue excluida de la votación. Una gran mayoría de la derecha fue la que controló la asamblea unicameral. En marzo, el parlamento anuló el Compromiso de 1867 y restauró la monarquía húngara, pero aplazó el regreso de la figura de un rey hasta que el desorden civil hubiera remitido. En cambio, Nicolás Horthy fue elegido el regente y autorizado, entre otras cosas, a designar al primer ministro de Hungría, a ejercer el derecho de veto, a convocar o disolver el parlamento y a mandar sobre las fuerzas armadas.
Al firmar Hungría el Tratado de Trianon el 4 de junio de 1920, ratificó la desmembración del país. Las provisiones territoriales del tratado, que aseguraron la discordia continuada entre Hungría y sus vecinos, requirieron que los húngaros renunciaran a más de las dos terceras partes de su tierra. Casi un tercio de los 10 millones de húngaros étnicos se encontraron fuera de su patria reducida. La composición étnica del país fue homogeneizada casi totalmente: los húngaros pasaron a constituir aproximadamente el 90% de la población, los alemanes aproximadamente el 6%, y eslovacos, croatas, rumanos, judíos y gitanos constituyeron el resto de las minorías étnicas.
Las nuevas fronteras internacionales separaron la base industrial de Hungría de sus fuentes de materias primas y sus antiguos mercados para productos agrícolas e industriales. Hungría perdió el 84% de sus recursos de madera, el 43% de su tierra arable y el 83% de su mineral de hierro. Como la mayor parte de la industria de antes de la guerra estaba concentrada cerca de Budapest, Hungría conservó aproximadamente el 51% de la población activa industrial, el 56% de la producción industrial, el 82% de la industria pesada y el 70% de sus bancos. Las nuevas fronteras supusieron el alza de una infinidad de aranceles que bloquearon el comercio danubiano, convirtiendo la crisis en algo inevitable.

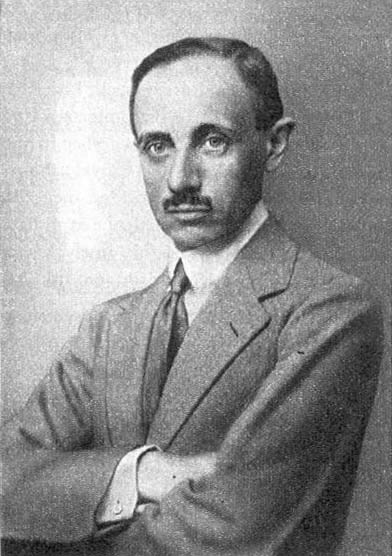
El conde Pablo Teleki, primer ministro húngaro.

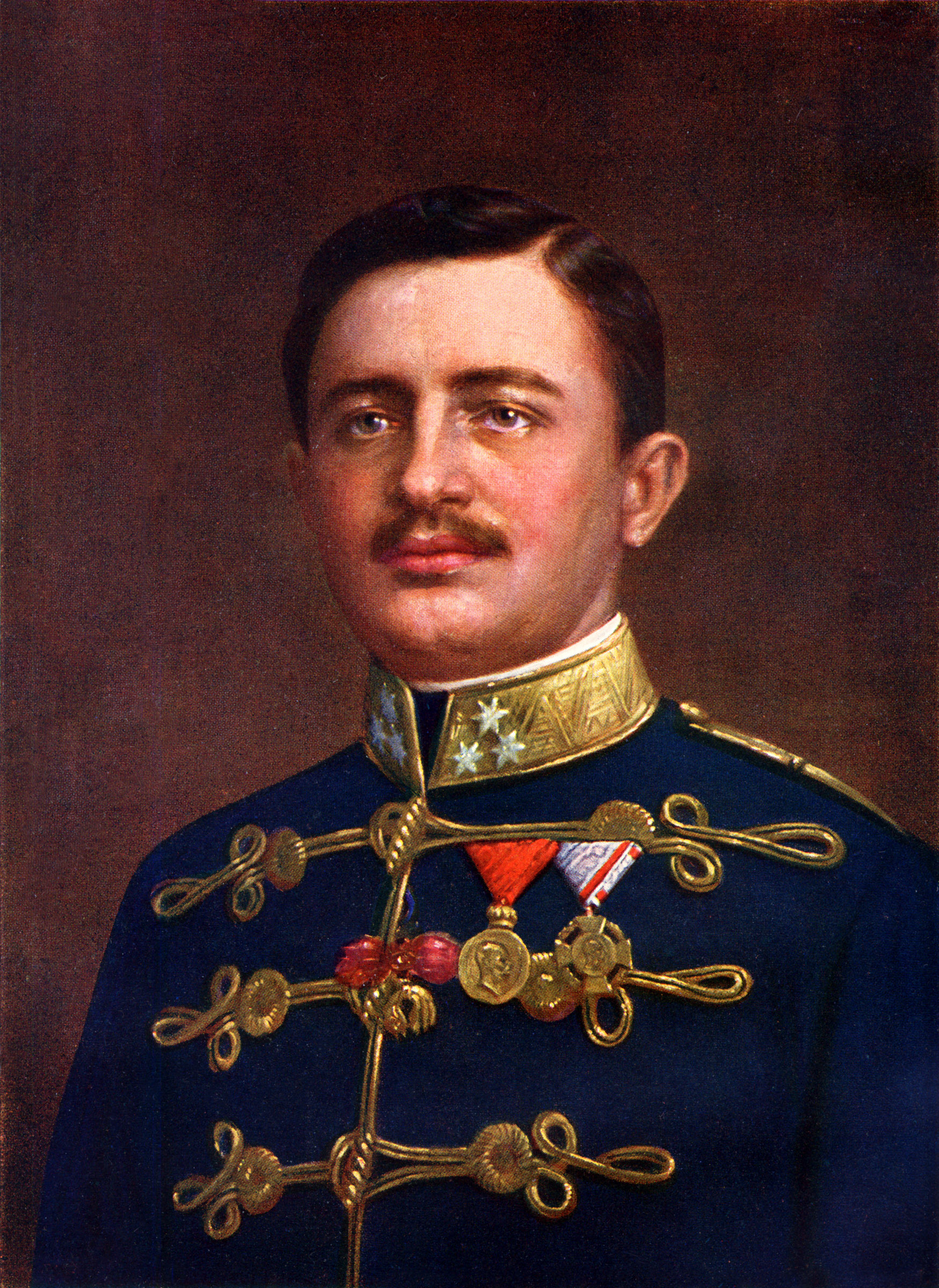
Carlos IV de Hungría.

Horthy designó primer ministro al conde Pablo Teleki en julio de 1920. Su gobierno derechista publicó una polémica legislación centrada en la admisión restrictiva "de elementos políticos inseguros" (éstos eran a menudo judíos) a universidades y, para calmar el descontento rural, tomó medidas iniciales hacia la realización de una reforma agraria principal dividiendo aproximadamente 3850 km² de los latifundios más grandes en pequeñas propiedades. El gobierno de Teleki dimitió, sin embargo, después de que el antiguo emperador, Carlos IV, intentara sin éxito volver al trono de Hungría en marzo de 1921. La vuelta de Carlos produjo una brecha entre los conservadores, que favorecían una restauración de los Habsburgo, y los radicales nacionalistas de la derecha, quienes apoyaban la elección de un regente húngaro (Horthy, naturalmente). 
El conde Esteban Bethlen, un miembro no afiliado de la derecha del parlamento, aprovechó este hueco para formar un nuevo Partido de Unidad bajo su mando. El regente Horthy, rey sin corona, designó primer ministro a Bethlen. Carlos IV murió en Madeira en 1922, poco después de fracasar en su segundo intento de reclamar el trono en octubre de 1921.
Como primer ministro, Bethlen dominó la política húngara entre 1921 y 1931. Formó una máquina política enmendando la ley electoral, proporcionando empleos a sus partidarios en la burocracia ampliada y convocando elecciones manipuladas en áreas rurales. Bethlen restauró la orden en el país dando puestos y empleos a los contrarrevolucionarios radicales a cambio de que cesaran su campaña de terror contra judíos e izquierdistas. Llegó a un acuerdo con socialdemócratas y sindicatos para legalizar sus actividades. Ingresó al país en la Liga de las Naciones en 1922, sacando así al país del aislamiento internacional que soportaba tras la derrota en la Primera Guerra Mundial. La finalidad última de su política era anular el Tratado de Trianon. Esto ocultó a la opinión pública los problemas económicos y sociales del país. Pero los escasos resultados y la galopante crisis acabaron con el gobierno. El nuevo primer ministro, Gyula Gömbös, inició un acercamiento a Alemania en 1933 y firmó con ella un tratado comercial. En el terreno social propugnó una «magiarización» de las minorías.

### Hungría en la Segunda Guerra Mundial

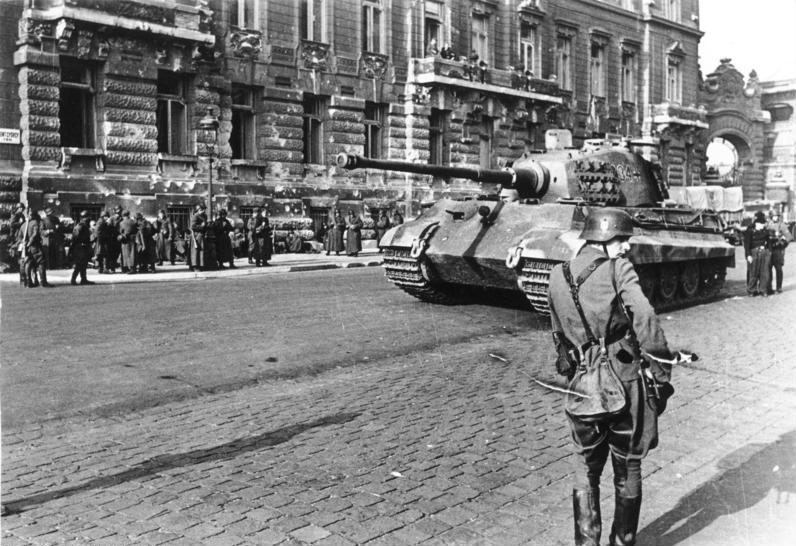
Tanque alemán Königstiger en el Palacio de Buda, Budapest, en 1944.

En vísperas de la Segunda Guerra Mundial, Adolfo Hitler prometió devolver territorios perdidos en el Tratado de Trianon —el tratado impuesto a Hungría tras su derrota en la I Guerra Mundial—; la presión económica y las amenazas de intervención militar obligaron los húngaros a apoyar su política, incluyendo lo relacionado con los judíos, lo que animó a los antisemitas de Hungría. En 1935 el partido fascista más importante de Hungría, el Partido de la Cruz Flechada, liderado por Ferenc Szálasi, entró en la escena política. El primer ministro Kálmán Darányi intentó apaciguar a los antisemitas y los nazis proponiendo cuotas restrictivas a la participación de judíos en negocios y actividades profesionales. La ley fracasó en su deseo de satisfacer a los radicales antisemitas de Hungría, y el regente entonces designó al supuesto antinazi Béla Imrédy, que prohibió todos los partidos fascistas húngaros. Cuando este se mostró como demasiado cercano a los alemanes, el regente lo sustituyó por un antiguo primer ministro conservador, Pál Teleki. La situación era insostenible y en 1939 el nuevo gobierno de Pablo Teleki aprobó una ley antijudía aún más restrictiva, definiendo además a los judíos por su etnia y no por su religión, desatendiendo todo intento de conversión.
Por el Primer Arbitraje de Viena, en el otoño de 1938, Hungría recuperó partes de Checoslovaquia (Eslovaquia meridional y de la Rutenia Carpática) con población predominantemente húngara. En marzo de 1939, a la vez que Alemania ocupaba Bohemia y Moravia, Hungría ocupaba el resto de Rutenia, un área sin población húngara y, después de una breve guerra con Eslovaquia, conquistó parte de Eslovaquia oriental. Por el Segundo Arbitraje de Viena recuperó la parte norte de Transilvania en septiembre de 1940. Hubo atrocidades por parte de ambos bandos, húngaros y rumanos, durante este período de transición. 
En octubre de 1940 dio comienzo una política de alianza teórica entre Rumania y Hungría que siguió hasta el final de la Segunda Guerra Mundial. Dividiendo Transilvania entre Rumania y Hungría, Hitler fue capaz de manipular y controlar a los dos futuros aliados, que pugnaban por el favor del dictador alemán para lograr sus objetivos territoriales. El 20 de noviembre de 1940, Teleki afilió Hungría al Pacto Tripartito bajo la presión de Alemania. Unos meses más tarde, Hitler solicitó a Hungría apoyo para invadir Yugoslavia y prometió otorgar ciertos territorios a cambio de la cooperación. Incapaz de evitar la participación de Hungría en la guerra junto a Alemania, Teleki se suicidó.
El ultraderechista Ladislao Bárdossy, ministro de Exteriores, sucedió a Teleki e inmediatamente, en abril de 1941, envió fuerzas húngaras contra Yugoslavia, donde ocupó las antiguas tierras magiares en Vojvodina, Croacia y Eslovenia que Hungría había perdido tras la derrota en la Primera Guerra Mundial.
Hitler no pidió ayuda húngara para la invasión de la URSS, pero amplios sectores políticos quisieron participar en el ataque para no animar el favoritismo nazi hacia Rumania, que sí participaba. Hungría entró en la guerra al final de junio, después de que la ciudad de Košice (del húngaro: Kassa), que en aquel momento pertenecía nuevamente a Hungría después del Primer arbitraje de Viena, fuera bombardeada por aviones desconocidos y se acusara a la URSS del suceso (aunque no se sabe qué sucedió realmente, en la actualidad se piensa que el bombardeo o fue un error o fue preparado por los alemanes o por los propios húngaros para tener una justificación en su ataque a la URSS).
Hacia diciembre de 1941, las esperanzas de una victoria rápida sobre la Unión Soviética se habían desplomado y en 1942 el contingente militar de Hungría había aumentado a 150.000 hombres. Preocupado por la dependencia creciente de Hungría de Alemania, Horthy cesó a Bárdossy y lo sustituyó por Miklós Kállay, un conservador veterano del gobierno de Bethlen. Aquel siguió la política de Bárdossy de apoyar a Alemania contra el Ejército Rojo, pero también comenzó negociaciones con los Aliados Occidentales. El ejército húngaro sufrió pérdidas terribles en una batalla en el Río Don, poco después de la caída de Stalingrado (es decir, un poco después del 2 de febrero de 1943).
A medida que los ejércitos soviéticos recuperaban territorios, se multiplicaron los esfuerzos del gobierno húngaro por lograr un armisticio con británicos y norteamericanos, mientras se mantenía la tradicional postura antisoviética del periodo de regencia. Ante la traición italiana y conocedor de los intentos de abandono del gobierno húngaro, Hitler ordenó la ocupación del país en marzo de 1944. No hubo resistencia. El regente mantuvo su cargo y se instauró un gobierno claramente favorable al Eje con el antiguo embajador húngaro en Berlín como primer ministro, que empezó las deportaciones masivas de judíos a los campos de exterminio. Fracasadas las conversaciones, el regente Miklós Horthy trató de abandonar el bando del Eje el 15 de octubre de 1944 de manera similar a como lo había hecho Rumanía en agosto de 1944. El intento, mal planificado, fracasó y dio paso al control total alemán del país, que entregó el gobierno al fascista Ferenc Szálasi, que mantuvo su alianza con los alemanes, convirtiéndose el país en campo de batalla entre los ejércitos del Eje en retirada y los soviéticos.
El país, al final ocupado completamente por los ejércitos soviéticos en la primavera de 1945, quedó devastado, habiéndose librado un durísimo asedio en la capital, Budapest durante el invierno y dándose una de las últimas contraofensivas alemanas en las cercanías del Lago Balatón. Los soviéticos habían creado ya en diciembre de 1944 un gobierno favorable y rival al de Szálasi, con el general húngaro Béla Miklós a la cabeza.

## Período comunista (1945-1989)

### Revolución de 1956

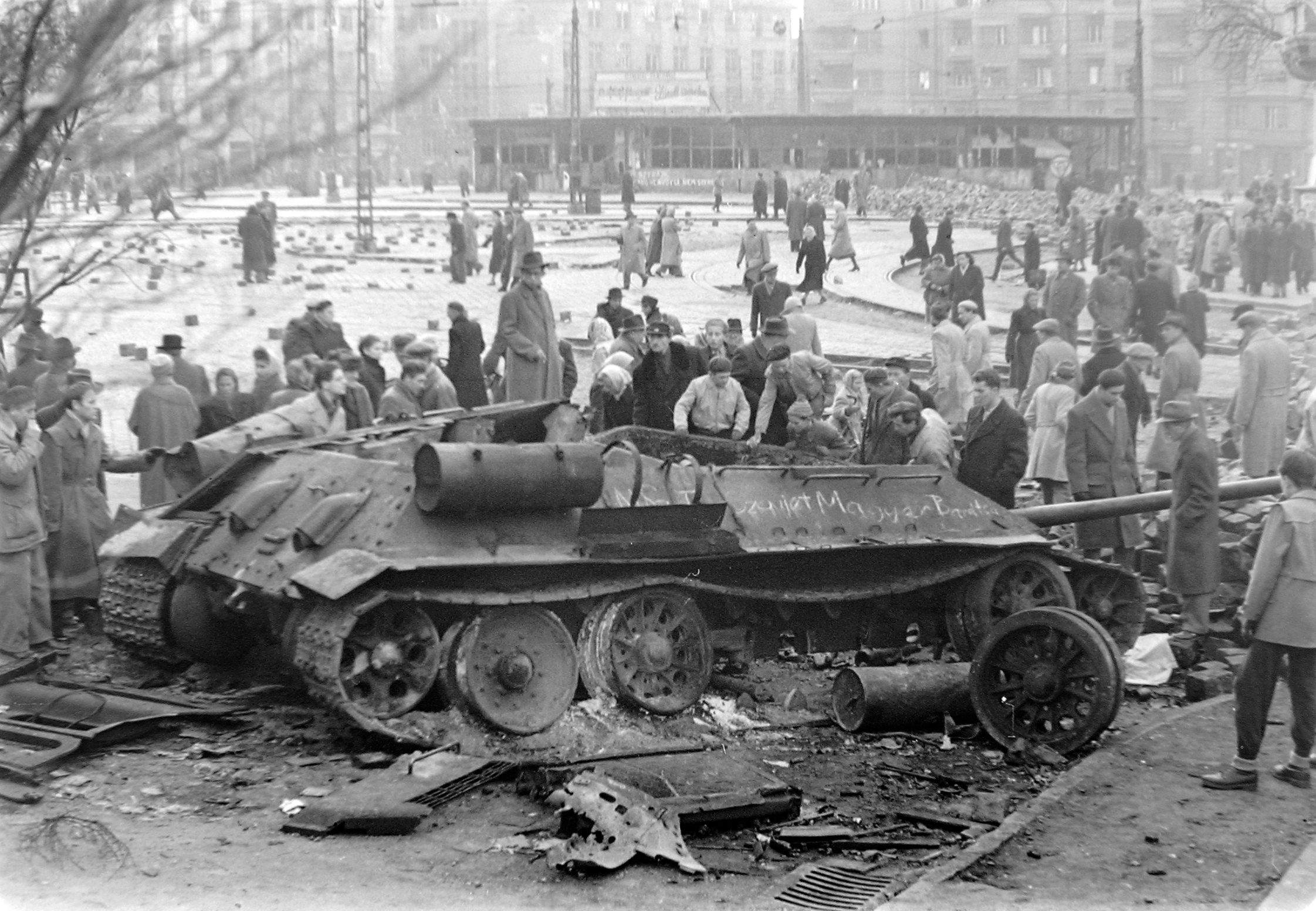
Carro de combate soviético destruido en las calles de Budapest durante la Revolución húngara de 1956.

Fue durante el periodo comunista, cuando Hungría -sumergida bajo una densa atmósfera de represión totalitaria- intentó a mediados de la década de 1950 liberarse del control soviético. Luego de ciertas protestas de obreros descontentos en Polonia, estudiantes de la Universidad de Tecnología y Economía de Budapest (BME) reunidos durante una conferencia en octubre de 1956 protestaron contra el régimen comunista y exigieron libertad. Tras salir a las calles, lograron movilizar primero a toda la ciudad y después a todo el país, el cual se declaró en rebelión contra el ejército de ocupación soviético, causando muchos disturbios en las calles. El primero surgió cuando el 23 de octubre de ese año, una enorme multitud de húngaros desarmados, inclusive mujeres, ancianos y niños, fueron salvajemente masacrados por las autoridades comunistas. Tras esto, la protesta pasó al grado de guerra y bajo la dirección de Imre Nagy, Hungría declaró que no deseaba continuar ni con el régimen comunista ni con la "tutoría" soviética. 
El gobierno soviético de Moscú declaró la guerra a Hungría el 4 de noviembre y envió un contingente de unos 2000 tanques con los que bombardearon las principales ciudades húngaras hasta someterlas por completo. Los Estados Unidos habían prometido interceder por los húngaros, pero el problema del Canal de Suez estalló casi a la par con el de Hungría, y resultando este de mayor importancia estratégica, los anteriores fueron abandonados a su suerte a manos de los comunistas.

### Kádárismo 1957-1989
Tras destituir y arrestar a Imre Nagy (quien posteriormente fue ejecutado), János Kádár ascendió al cargo de primer ministro húngaro reemplazando a Nagy. Kádár cumplió con todas las disposiciones del gobierno de Moscú e intensificó el régimen comunista en Hungría, haciendo ejecutar a miles como traidores a la doctrina comunista. Este periodo es conocido como el Kádárismo, y a partir de la década de 1960 comienza una política de comunismo gulash, caracterizada por poca represión comparado con los otros países del bloque soviético y con el aumento del nivel de vida. Sin embargo a finales de los 1970as, la crisis económica interna agravó más aún la situación, liberándose definitivamente del yugo totalitario soviético en 1989.

### El Pícnic Paneuropeo y la caída de la Cortina de Hierro

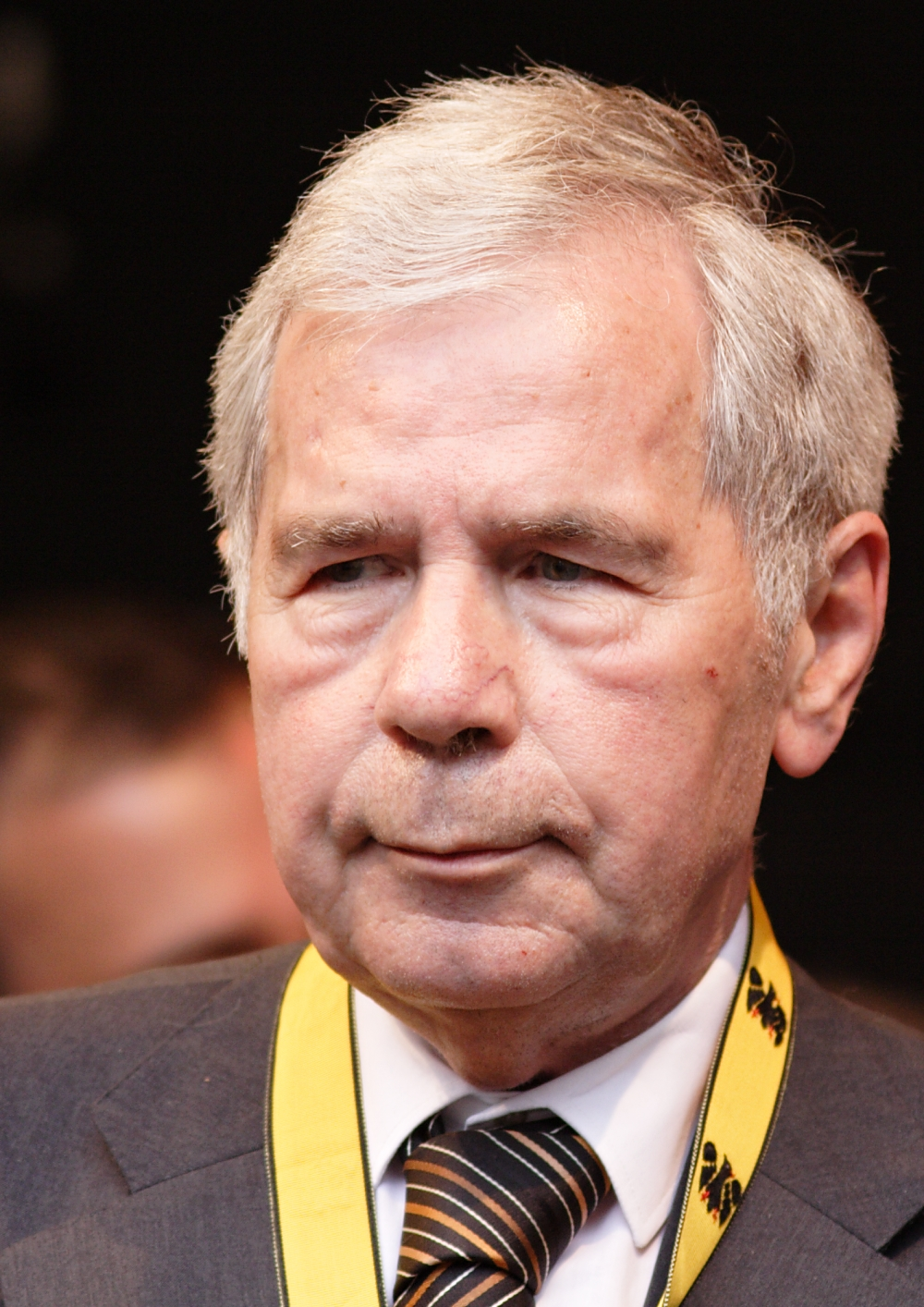
Gyula Horn, Ministro de relaciones exteriores húngaro y posteriormente primer ministro de Hungría (1994-1998).

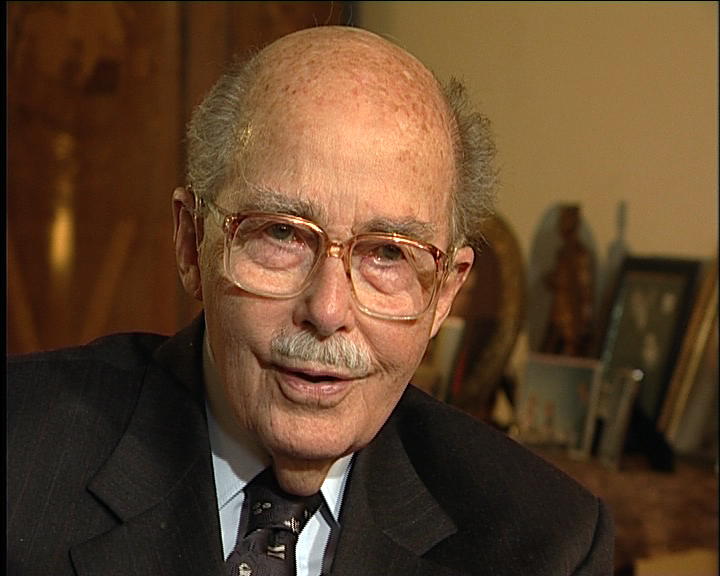
Otón de Habsburgo-Lorena, heredero al trono del Imperio austríaco, el Reino húngaro y el Reino de Bohemia.

Cuando el desmoronamiento de la Unión Soviética era ya evidente, las naciones que se encontraban en su esfera de influencia comenzaron a reaccionar para obtener su independencia. El 19 de agosto de 1989 se llevó a cabo, por iniciativa del ministro de Relaciones exteriores húngaro Gyula Horn y de su colega austríaco Alois Mockde, el llamado Pícnic Paneuropeo en la localidad de Sopron, Hungría. Los personajes invitados al evento fueron Otón de Habsburgo-Lorena y un ministro húngaro, Imre Pozsgay, quienes estrecharon sus manos, violando las fronteras impuestas por los soviéticos. 
Durante este encuentro simbólico entre húngaros y austríacos, la alambrada fronteriza perteneciente a la Cortina de Hierro fue cortada y cientos de personas pasaron de un país al otro, culminando con el encuentro de los representantes húngaros y Otón de Habsburgo-Lorena. Después de dicho acontecimiento se levantaron las fronteras y el Muro de Berlín fue derribado el 9 de noviembre de 1989.

## La República Democrática de Hungría (1989 - hasta la actualidad)

### Hungría y el camino a la Unión Europea

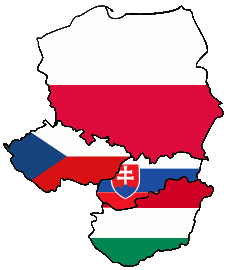
Países miembros del Grupo Visegrád.

Tras el fin de la Guerra Fría, Hungría inició un acercamiento con Europa Occidental. El régimen socialista soviético fue abolido e introducida la democracia, restituyéndose gran cantidad de derechos a los ciudadanos. Por iniciativa del primer ministro húngaro József Antall, se formó el Grupo Visegrád el 15 de febrero de 1993. Mediante este acuerdo, los jefes de Estado de Hungría, Polonia y Checoslovaquia pactaron contribuir al desarrollo político-económico de las tres naciones y  aspirar a incorporarse a la Unión Europea. 
En 1993 Checoslovaquia se dividió y el número de los Estados miembros del grupo Visegrád pasó a ser 4 ahora con la República Checa y Eslovaquia, identificándose la alianza como "V4". Ese mismo año murió repentinamente el primer ministro József Antall, y el Parlamento húngaro eligió como sustituto a Péter Boross, miembro de su mismo partido, el MDF. Boross gobernó hasta julio de 1994, hasta que concluyó el periodo y se convocaron las elecciones.
Los resultados de las elecciones para primer ministro favorecieron al exministro de Relaciones exteriores Gyula Horn, quien había participado en el Pícnic Paneuropeo de 1989. Horn, político, economista y profesor, era el candidato del partido político SZDSZ. Si bien llevó una política reconciliadora y mantuvo cierta estabilidad en el país y fomentó la privatización, bajo su gobierno no se alcanzaron logros de relevancia. Obtuvo opiniones negativas de gran parte de la población húngara, puesto que en 1995 se implementó el Paquete económico Bokros (nombre que recibió, por el ministro de Economía de aquella época, Lajos Bokros). Este paquete contenía, entre muchos aspectos, la devaluación del florín húngaro en un 9%, la suspensión de becas estudiantiles, el incremento de los impuestos en un 8% y el aumento de la edad para aspirar a la pensión de jubilación.
El periodo de gobierno de Horn terminó en 1998, dejando al país en medio de una crisis económica y una gran incertidumbre, lleno de expectativas en las siguientes elecciones de primer ministro.

### El gobierno de Viktor Orbán
En la década de 1990, la Hungría libre del comunismo pronto comenzó a adaptarse a las condiciones contemporáneas, prosperando a gran velocidad. En las elecciones para primer ministro en 1998, resultó victorioso el candidato Viktor Orbán del partido político Fidesz. En 1999, Hungría firmó el tratado para unirse a la OTAN, incorporándose a las demás organizaciones que giraban en torno a la ONU, organización con la que estaba prohibido mantener contacto por órdenes de la Unión Soviética durante la época comunista. 
Orbán renunció a su cargo de presidente del partido político Fidesz en el 2000, para dedicarse exclusivamente al gobierno del país. En otoño del mismo año también renunció a su puesto en la Internacional Liberal y otros cargos anteriormente aceptados.
Durante su gobierno, varios cambios fueron implementados en el país, como la flexibilización del impuesto por familia, las becas estudiantiles, el subsidio a las familias para criar a sus hijos, la introducción del Plan Széchényi (el cual tenía el propósito de asistir a las compañías húngaras a surgir y a adaptarse al mercado internacional), la reconstrucción del puente María Valeria (destruido en la Segunda Guerra Mundial) que une a Hungría y Eslovaquia, así como la construcción del Nuevo teatro nacional de Budapest. Durante su gobierno, aparte de la bonanza económica, también se detuvo la devaluación del florín húngaro y se disminuyó la necesidad del pago de impuestos.
El periodo de Orbán concluyó en 2002. Sin embargo, en las elecciones siguientes ganó el MSZP el 41,5% de los votos y formó coalición con los Demócratas Liberales. El parlamento eligió como primer ministro húngaro a Péter Medgyessy del MSZP.

### El gobierno de Ferenc Gyurcsány
El gobierno de Péter Medgyessy comenzó con modificaciones económicas, donde se aumentaron los fondos para los pensionistas y estudiantes universitarios. Sin embargo, los economistas liberales estimaron que su política "derrochadora" podría generar consecuencias negativas a largo plazo, y empezaron a surgir adversarios políticos como Ferenc Gyurcsány del partido MSZP. 
Durante su gobierno, en 2004 todos los países miembros del Grupo Visegrád entraron en la Unión Europea. Medgyessy perdió apoyo en el propio parlamento, y Gyurcsány se manifestó como su principal opositor. Incontables denuncias de corrupción comenzaron a bombardear al gobierno, y la relación de la coalición de MSZP y SZDSZ se deterioró considerablemente, donde el único gobernante apropiado que parecía existir era el propio Gyurcsány. El 19 de agosto de 2004 Medgyessy renunció oficialmente y el parlamento colocó en su lugar a Ferenc Gyurcsány el 29 de septiembre del mismo año.
Durante el mandato de Gyurcsány Hungría cayó en un periodo de estancamiento económico, donde se tuvo que suspender la adopción del euro como moneda oficial húngara, así como la privatización de muchas escuelas y hospitales, que pronto fueron sacados de circulación vendiendo los inmuebles a capitales extranjeros. La inflación aumentó y el poder adquisitivo de los húngaros disminuyó después de que se introdujesen elevados impuestos y se volvieran a suspender las becas estudiantiles totales para universitarios. A pesar de todo, fue reelegido el 9 de julio de 2006.

#### Crisis de 2006
En el 2005, unas modificaciones económicas y sociales fueron realizadas por el primer ministro de Hungría Ferenc Gyurcsány, quien había sido elegido por el Parlamento el 29 de septiembre de 2004. Gyurcsány, un político de corte socialista, miembro del MSzP (Partido Socialista de Hungría), trató de aplicar medidas para un mejor acoplamiento a la Unión Europea. No obstante, la crisis económica –aunada a escándalos a consecuencia de una grabación publicada del primer ministro donde confiesa haber cometido actos de corrupción– generó una serie de disturbios en 2006. Si bien los disturbios y las protestas exigiendo la renuncia del Primer ministro duraron pocos días, se mantuvo una constante situación de tensión en los sucesivos meses, con una protesta pacífica continua frente al Parlamento de Budapest.
Después de casi tres años de conflictos, fueron creadas varias instituciones, como la Guardia Húngara, un movimiento catalogado de "showinista" y "agitador" de extrema derecha, que se opone al partido socialista MSzP y a su primer ministro. Aunque el Estado húngaro la disolvió el 16 de diciembre de 2008 por el peligro que representa, siguen reuniéndose y haciendo desfiles con uniformes. 
Gyurcsány se negó a renunciar tras los escándalos de corrupción y continuó gobernando durante casi tres años más, hasta que el Parlamento húngaro decidió remover a Gyurcsány de su puesto y nombrar primer ministro a Gordon Bajnai en abril de 2009. Si bien esta resolución alegró a muchos ciudadanos húngaros, una gran parte permanece aún disconforme, puesto que dicho primer ministro es de un corte similar al anteriormente destituido.

#### Gobierno de la derecha
En el año 2010, fue elegido como primer ministro Viktor Orbán, del partido Fidesz de tendencia de derecha, accediendo al poder apoyado por una enorme mayoría de votos, Orbán asumió el mandato de Hungría por segunda vez, prometiendo modificar las condiciones económicas para traer estabilidad al país. Igualmente, Orbán asumió la presidencia de la Unión Europea durante el periodo correspondiente y en verano del 2011 transfirió la presidencia al primer ministro de Polonia, quien le seguía en el turno.
Bajo su mandato en el 2011 se cambiaron nombres de plazas, avenidas y espacios públicos en Budapest, como por ejemplo el caso de la plaza Moszkva (Moscú), que recibió de nuevo su nombre original pre-comunista Széll Kálmán.
Según algunos analistas, hacia 2014 Orbán había logrado estabilizar la economía húngara, y sobrevendrían prometedoras mejoras con la nueva constitución (que ha sido criticada por muchos), que incluye estamentos como que la religión oficial de Hungría es el cristianismo, reconociendo y respetando los otros cultos. De todas maneras, el crecimiento ha sido muy desigual: la riqueza del 20% superior de la sociedad creció significativamente, mientras que la proporción de personas que vivían por debajo del umbral de la pobreza aumentó del 33% en 2010 al 40% en 2014. El gobierno centralizó el sistema educativo e inició un programa de varios años para aumentar los salarios de los maestros y profesionales de la salud.
En las elecciones parlamentarias de la primavera de 2014, Fidesz volvió a ganar por mayoría calificada, pero solo por un margen de un diputado. En febrero de 2015, se llevó a cabo una elección parcial en la ciudad de Veszprém, donde se eligió a un diputado nominado por la oposición, por lo que Fidesz perdió su mayoría calificada.[87]
Bajo el Tercer Gobierno de Orbán, la crisis migratoria europea de 2015 afectó a Hungría como uno de los países con frontera exterior sur de la Unión Europea. El gobierno erigió una barrera fronteriza a lo largo de la frontera de Hungría con Serbia y Croacia en el verano de 2015. Los intentos de los inmigrantes de cruzar la barrera usando la fuerza se encontraron con la policía antidisturbios en septiembre de 2015. y la barrera fue reforzada en 2016.
El Consejo de Justicia y Asuntos Interiores de la UE aprobó un plan de cuotas de inmigrantes.[92] Tras la decisión, Hungría y Eslovaquia iniciaron acciones legales sobre las cuotas de inmigrantes obligatorias de la UE en el Tribunal de Justicia de la Unión Europea en Luxemburgo. El gobierno húngaro también convocó un referéndum sobre la cuestión en octubre de 2016. Si bien una abrumadora mayoría (98 %) de los votantes rechazó las cuotas de inmigrantes de la UE, la participación electoral del 44 % estuvo por debajo del 50 % que se habría requerido para que el referéndum se aprobara. ser considerado válido.
En las elecciones de 2018, Fidesz-KDNP volvió a ganar por mayoría calificada, sin cambios en el número de escaños ocupados con respecto a la elección anterior. El Cuarto Gobierno de Orbán se formó el 18 de mayo de 2018.
En octubre de 2019, la oposición ganó las elecciones para alcalde en la capital, Budapest, lo que significa que el primer ministro Orbán y la coalición gobernante Fidesz-KDNP recibieron su primer gran golpe electoral desde 2006.
En marzo de 2022, el parlamento húngaro eligió a Katalin Novak, una aliada cercana de Orban, como la primera mujer presidenta de Hungría.
En las elecciones de abril de 2022, el primer ministro Viktor Orbán ganó un cuarto mandato consecutivo en el cargo. Su partido, Fidesz, aseguró otra mayoría de dos tercios en el parlamento.